# 2018
| [ Edytuj tabelę ]                                                | |
| Prezydent Polski                                                 | - 2015 Andrzej Duda |
| Premier Polski                                                   | - 2017 Mateusz Morawiecki 2023 |
| Prezydent Abchazji                                               | - 2014 Raul Chadżymba 2020 |
| Premier Abchazji                                                 | - 2016 Biesłan Barcyc 2018 - 2018 Gennadi Gagulia 2018 - 2018 Daur Arszba (p.o.) 2018 - 2018 Walerij Bganba 2020                  |
| Prezydent Afganistanu                                            | - 2014 Aszraf Ghani 2021 |
| Premier Afganistanu                                              | - 2014 Abdullah Abdullah 2020 |
| Prezydent Albanii                                                | - 2017 Ilir Meta 2022 |
| Premier Albanii                                                  | - 2013 Edi Rama |
| Prezydent Algierii                                               | - 1999 Abd al-Aziz Buteflika 2019                                                                                                 |
| Premier Algierii                                                 | - 2017 Ahmad Ujahja 2019 |
| Współksiążęta Andory                                             | - 2003 Joan Enric Vives Sicília - 2017 Emmanuel Macron                                                                            |
| Premier Andory                                                   | - 2011 Antoni Martí 2019 |
| Prezydent Angoli                                                 | - 2017 João Lourenço |
| Premier Antigui i Barbudy                                        | - 2014 Gaston Browne |
| Król Arabii Saudyjskiej                                          | - 2015 Salman ibn Abd al-Aziz Al Su’ud                                                                                            |
| Prezydent Argentyny                                              | - 2015 Mauricio Macri 2019 |
| Prezydent Armenii                                                | - 2008 Serż Sarkisjan 2018 - 2018 Armen Sarkisjan 2022                                                                            |
| Premier Armenii                                                  | - 2016 Karen Karapetian 2018 - 2018 Serż Sarkisjan 2018 - 2018 Karen Karapetian (p.o.) 2018 - 2018 Nikol Paszinian                |
| Premier Australii                                                | - 2015 Malcolm Turnbull 2018 - 2018 Scott Morrison 2022                                                                           |
| Prezydent Austrii                                                | - 2017 Alexander Van der Bellen                                                                                                   |
| Kanclerz Austrii                                                 | - 2017 Sebastian Kurz 2019 |
| Prezydent Azerbejdżanu                                           | - 2003 İlham Əliyev |
| Premier Azerbejdżanu                                             | - 2003 Artur Rasizadə 2018 - 2018 Novruz Məmmədov 2019                                                                            |
| Premier Bahamów                                                  | - 2017 Hubert Minnis 2021 |
| Król Bahrajnu                                                    | - 2002 Hamad ibn Isa Al Chalifa                                                                                                   |
| Premier Bahrajnu                                                 | - 1970 Chalifa ibn Salman Al Chalifa 2020                                                                                         |
| Prezydent Bangladeszu                                            | - 2013 Abdul Hamid 2023 |
| Premier Bangladeszu                                              | - 2009 Sheikh Hasina 2024 |
| Premier Barbadosu                                                | - 2010 Freundel Stuart 2018 - 2018 Mia Mottley                                                                                    |
| Król Belgów                                                      | - 2013 Filip I |
| Premier Belgii                                                   | - 2014 Charles Michel 2019 |
| Premier Belize                                                   | - 2008 Dean Barrow 2020 |
| Prezydent Beninu                                                 | - 2016 Patrice Talon |
| Król Bhutanu                                                     | - 2006 Jigme Khesar Namgyel Wangchuck                                                                                             |
| Premier Bhutanu                                                  | - 2013 Tshering Tobgay 2018 - 2018 Dasho Tshering Wangchuk (p.o.) 2018 - 2018 Lotay Tshering 2023                                 |
| Prezydent Białorusi                                              | - 1994 Alaksandr Łukaszenka |
| Premier Białorusi                                                | - 2014 Andriej Kobiakow 2018 - 2018 Siarhiej Rumas 2020                                                                           |
| Prezydent Boliwii                                                | - 2006 Evo Morales 2019 |
| Przewodniczący Prezydium Bośni i Hercegowiny                     | - 2017 Dragan Čović 2018 - 2018 Bakir Izetbegović 2018 - 2018 Milorad Dodik 2020                                                  |
| Premier Bośni i Hercegowiny                                      | - 2015 Denis Zvizdić 2019 |
| Prezydent Botswany                                               | - 2008 Seretse Ian Khama 2018 - 2018 Mokgweetsi Masisi 2024                                                                       |
| Prezydent Brazylii                                               | - 2016 Michel Temer 2019 |
| Sułtan Brunei                                                    | - 1967 Hassanal Bolkiah |
| Prezydent Bułgarii                                               | - 2017 Rumen Radew |
| Premier Bułgarii                                                 | - 2017 Bojko Borisow 2021 |
| Prezydent Burkiny Faso                                           | - 2015 Roch Marc Christian Kaboré 2022                                                                                            |
| Premier Burkiny Faso                                             | - 2016 Paul Kaba Thieba 2019 |
| Prezydent Burundi                                                | - 2005 Pierre Nkurunziza 2020 |
| Prezydent Chile                                                  | - 2014 Michelle Bachelet 2018 - 2018 Sebastián Piñera 2022                                                                        |
| Przewodniczący ChRL                                              | - 2013 Xi Jinping |
| Premier Chin                                                     | - 2013 Li Keqiang 2023 |
| Prezydent Chorwacji                                              | - 2015 Kolinda Grabar-Kitarović 2020                                                                                              |
| Premier Chorwacji                                                | - 2016 Andrej Plenković |
| Prezydent Cypru                                                  | - 2013 Nikos Anastasiadis 2023 |
| Prezydent Cypru Północnego                                       | - 2015 Mustafa Akıncı 2020 |
| Prezydent Czadu                                                  | - 1990 Idriss Déby 2021 |
| Premier Czadu                                                    | - 2016 Albert Pahimi Padacké 2018 - 2018 urząd zniesiony 2021                                                                     |
| Prezydent Czarnogóry                                             | - 2006 Filip Vujanović 2018 - 2018 Milo Đukanović 2023                                                                            |
| Premier Czarnogóry                                               | - 2016 Duško Marković 2020 |
| Prezydent Czech                                                  | - 2013 Miloš Zeman 2023 |
| Premier Czech                                                    | - 2017 Andrej Babiš 2021 |
| Król Danii                                                       | - 1972 Małgorzata II 2024 |
| Premier Danii                                                    | - 2015 Lars Løkke Rasmussen 2019                                                                                                  |
| Prezydent DR Konga                                               | - 2001 Joseph Kabila 2019 |
| Premier DR Konga                                                 | - 2017 Bruno Tshibala 2019 |
| Dalajlama                                                        | - 1940 Tenzin Gjaco |
| Prezydent Dominikany                                             | - 2012 Danilo Medina 2020 |
| Prezydent Dominiki                                               | - 2013 Charles Savarin 2023 |
| Premier Dominiki                                                 | - 2004 Roosevelt Skerrit |
| Prezydent Dżibuti                                                | - 1999 Ismail Omar Guelleh |
| Premier Dżibuti                                                  | - 2013 Abdoulkader Kamil Mohamed                                                                                                  |
| Prezydent Egiptu                                                 | - 2014 Abd al-Fattah as-Sisi |
| Premier Egiptu                                                   | - 2015 Szarif Isma’il 2018 - 2018 Mustafa Madbuli                                                                                 |
| Prezydent Ekwadoru                                               | - 2017 Lenín Moreno 2021 |
| Prezydent Erytrei                                                | - 1993 Isajas Afewerki |
| Prezydent Estonii                                                | - 2016 Kersti Kaljulaid 2021 |
| Premier Estonii                                                  | - 2016 Jüri Ratas 2021 |
| Król Eswatini                                                    | - 2018 Ntombi (współpanująca) - 2018 Mswati III                                                                                   |
| Premier Eswatini                                                 | - 2018 Barnabas Sibusiso Dlamini 2018 - 2018 Vincent Mhlanga (p.o.) 2018 - 2018 Ambrose Mandvulo Dlamini 2020                     |
| Prezydent Etiopii                                                | - 2013 Mulatu Teshome 2018 - 2018 Sahle-Work Zewde                                                                                |
| Premier Etiopii                                                  | - 2012 Hajlemarjam Desaleń 2018 - 2018 Abiy Ahmed Ali                                                                             |
| Przew. Komisji Europejskiej                                      | - 2014 Jean-Claude Juncker (Luksemburg) 2019                                                                                      |
| Przew. Rady Europejskiej                                         | - 2014 Donald Tusk (Polska) 2019                                                                                                  |
| Prezydent Fidżi                                                  | - 2015 George Konrote 2021 |
| Premier Fidżi                                                    | - 2007 Frank Bainimarama 2022 |
| Prezydent Filipin                                                | - 2016 Rodrigo Duterte 2022 |
| Prezydent Finlandii                                              | - 2012 Sauli Niinistö 2024 |
| Premier Finlandii                                                | - 2015 Juha Sipilä 2019 |
| Prezydent Francji                                                | - 2017 Emmanuel Macron |
| Premier Francji                                                  | - 2017 Édouard Philippe 2020 |
| Prezydent Gabonu                                                 | - 2009 Ali Bongo Ondimba 2023 |
| Premier Gabonu                                                   | - 2016 Emmanuel Issoze-Ngondet 2019                                                                                               |
| Prezydent Gambii                                                 | - 2017 Adama Barrow |
| Prezydent Ghany                                                  | - 2017 Nana Akufo-Addo 2025 |
| Prezydent Grecji                                                 | - 2015 Prokopis Pawlopulos 2020                                                                                                   |
| Premier Grecji                                                   | - 2015 Aleksis Tsipras 2019 |
| Premier Grenady                                                  | - 2013 Keith Mitchell 2022 |
| Prezydent Gruzji                                                 | - 2013 Giorgi Margwelaszwili 2018 - 2018 Salome Zurabiszwili 2024                                                                 |
| Premier Gruzji                                                   | - 2015 Giorgi Kwirikaszwili 2018 - 2018 Mamuka Bachtadze 2019                                                                     |
| Prezydent Gujany                                                 | - 2015 David Granger 2020 |
| Premier Gujany                                                   | - 2015 Moses Nagamootoo 2020 |
| Prezydent Gwatemali                                              | - 2016 Jimmy Morales 2020 |
| Prezydent Gwinei                                                 | - 2010 Alpha Condé 2021 |
| Premier Gwinei                                                   | - 2015 Mamady Youla 2018 - 2018 Ibrahima Kassory Fofana 2021                                                                      |
| Prezydent Gwinei Bissau                                          | - 2014 José Mário Vaz 2020 |
| Premier Gwinei Bissau                                            | - 2016 Umaro Sissoco Embaló 2018 - 2018 Artur Silva 2018 - 2018 Aristides Gomes 2019                                              |
| Prezydent Gwinei Równikowej                                      | - 1979 Teodoro Obiang Nguema Mbasogo                                                                                              |
| Premier Gwinei Równikowej                                        | - 2016 Francisco Pascual Obama Asue 2023                                                                                          |
| Prezydent Haiti                                                  | - 2017 Jovenel Moïse 2021 |
| Premier Haiti                                                    | - 2017 Jack Guy Lafontant 2018 - 2018 Jean Henry Céant 2019                                                                       |
| Król Hiszpanii                                                   | - 2014 Filip VI |
| Premier Hiszpanii                                                | - 2011 Mariano Rajoy 2018 - 2018 Pedro Sánchez                                                                                    |
| Król Holandii                                                    | - 2013 Wilhelm-Aleksander |
| Premier Holandii                                                 | - 2010 Mark Rutte 2024 |
| Prezydent Hondurasu                                              | - 2014 Juan Orlando Hernández 2022                                                                                                |
| Najwyższy przywódca Iranu                                        | - 1989 Ali Chamenei |
| Prezydent Iranu                                                  | - 2013 Hasan Rouhani 2021 |
| Prezydent Iraku                                                  | - 2014 Fu’ad Masum 2018 - 2018 Barham Salih 2022                                                                                  |
| Premier Iraku                                                    | - 2014 Hajdar al-Abadi 2018 - 2018 Adil Abd al-Mahdi 2020                                                                         |
| Prezydent Indii                                                  | - 2017 Ram Nath Kovind 2022 |
| Premier Indii                                                    | - 2014 Narendra Modi |
| Prezydent Indonezji                                              | - 2014 Joko Widodo 2024 |
| Prezydent Irlandii                                               | - 2011 Michael D. Higgins |
| Premier Irlandii                                                 | - 2017 Leo Varadkar 2020 |
| Prezydent Islandii                                               | - 2016 Guðni Th. Jóhannesson 2024                                                                                                 |
| Premier Islandii                                                 | - 2017 Katrín Jakobsdóttir 2024                                                                                                   |
| Prezydent Izraela                                                | - 2014 Re’uwen Riwlin 2021 |
| Premier Izraela                                                  | - 2009 Binjamin Netanjahu 2021 |
| Premier Jamajki                                                  | - 2016 Andrew Holness |
| Cesarz Japonii                                                   | - 1989 Akihito 2019 |
| Premier Japonii                                                  | - 2012 Shinzō Abe 2020 |
| Prezydent Jemenu                                                 | - 2012 Abd Rabbuh Mansur Hadi 2022                                                                                                |
| Król Jordanii                                                    | - 1999 Abd Allah II |
| Premier Jordanii                                                 | - 2016 Hani al-Mulki 2018 - 2018 Umar ar-Razzaz 2020                                                                              |
| Król Kambodży                                                    | - 2004 Norodom Sihamoni |
| Premier Kambodży                                                 | - 1993 Hun Sen 2023 |
| Prezydent Kamerunu                                               | - 1982 Paul Biya |
| Premier Kamerunu                                                 | - 2009 Philémon Yang 2019 |
| Premier Kanady                                                   | - 2015 Justin Trudeau 2025 |
| Prezydent Górskiego Karabachu                                    | - 2007 Bako Sahakian 2020 |
| Emir Kataru                                                      | - 2013 Tamim ibn Hamad |
| Premier Kataru                                                   | - 2013 Abd Allah ibn Nasir ibn Chalifa 2020                                                                                       |
| Prezydent Kazachstanu                                            | - 1991 Nursułtan Nazarbajew 2019                                                                                                  |
| Premier Kazachstanu                                              | - 2016 Bakytżan Sagyntajew 2019                                                                                                   |
| Prezydent Kenii                                                  | - 2013 Uhuru Kenyatta 2022 |
| Prezydent Kirgistanu                                             | - 2017 Sooronbaj Dżeenbekow 2020                                                                                                  |
| Premier Kirgistanu                                               | - 2017 Sapar Isakow 2018 - 2018 Muchammedkałyj Abyłgazijew 2020                                                                   |
| Prezydent Kiribati                                               | - 2016 Taneti Maamau |
| Prezydent Kolumbii                                               | - 2010 Juan Manuel Santos 2018 - 2018 Iván Duque Márquez 2022                                                                     |
| Prezydent Konga                                                  | - 1997 Denis Sassou-Nguesso |
| Premier Konga                                                    | - 2016 Clément Mouamba 2021 |
| Patriarcha Konstantynopola                                       | - 1991 Bartłomiej I |
| Prezydent Korei Południowej                                      | - 2017 Mun Jae-in 2022 |
| Premier Korei Południowej                                        | - 2017 Lee Nak-yeon 2020 |
| Prezydent KRLD                                                   | - 1998 Kim Il Sŏng („Wieczny Prezydent”) 2019                                                                                     |
| Najwyższy Przywódca KRLD                                         | - 2011 Kim Dzong Un |
| Premier KRLD                                                     | - 2013 Pak Pong Ju 2019 |
| Prezydent Kosowa                                                 | - 2016 Hashim Thaçi 2020 |
| Premier Kosowa                                                   | - 2017 Ramush Haradinaj 2020 |
| Prezydent Kostaryki                                              | - 2014 Luis Guillermo Solís Rivera 2018 - 2018 Carlos Alvarado Quesada 2022                                                       |
| Przewodniczący Rady Państwa Kuby                                 | - 2008 Raúl Castro 2018 - 2018 Miguel Díaz-Canel 2019                                                                             |
| Emir Kuwejtu                                                     | - 2006 Sabah IV 2020 |
| Premier Kuwejtu                                                  | - 2011 Jaber Al-Mubarak Al-Hamad Al-Sabah 2019                                                                                    |
| Prezydent Laosu                                                  | - 2016 Boungnang Vorachith 2021                                                                                                   |
| Król Lesotho                                                     | - 1996 Letsie III |
| Premier Lesotho                                                  | - 2017 Tom Thabane 2020 |
| Prezydent Libanu                                                 | - 2016 Michel Aoun 2022 |
| Premier Libanu                                                   | - 2016 Sad al-Hariri 2020 |
| Prezydent Liberii                                                | - 2006 Ellen Johnson-Sirleaf 2018 - 2018 George Weah 2024                                                                         |
| Przywódca Libii                                                  | - 2016 Fajiz as-Sarradż 2021 |
| Premier Libii                                                    | - 2014 Abd Allah as-Sani 2021 - 2016 Fajiz as-Sarradż 2021                                                                        |
| Książę Liechtensteinu                                            | - 1989 Jan Adam II |
| Premier Liechtensteinu                                           | - 2013 Adrian Hasler 2021 |
| Prezydent Litwy                                                  | - 2009 Dalia Grybauskaitė 2019 |
| Premier Litwy                                                    | - 2016 Saulius Skvernelis 2020 |
| Wielki książę Luksemburga                                        | - 2000 Henryk |
| Premier Luksemburga                                              | - 2013 Xavier Bettel 2023 |
| Prezydent Łotwy                                                  | - 2015 Raimonds Vējonis 2019 |
| Premier Łotwy                                                    | - 2016 Māris Kučinskis 2019 |
| Prezydent Macedonii                                              | - 2009 Ǵorge Iwanow 2019 |
| Premier Macedonii                                                | - 2017 Zoran Zaew 2019 |
| Prezydent Madagaskaru                                            | - 2014 Hery Rajaonarimampianina 2018 - 2018 Rivo Rakotovao 2019                                                                   |
| Premier Madagaskaru                                              | - 2016 Olivier Mahafaly Solonandrasana 2018 - 2018 Christian Ntsay                                                                |
| Prezydent Malawi                                                 | - 2014 Peter Mutharika 2020 |
| Prezydent Malediwów                                              | - 2013 Abdullah Jamin 2018 - 2018 Ibrahim Mohamed Solih 2023                                                                      |
| Król Malezji                                                     | - 2016 Muhammad V Faris Petra 2019                                                                                                |
| Premier Malezji                                                  | - 2009 Najib Razak 2018 - 2018 Mahathir bin Mohamad 2020                                                                          |
| Prezydent Mali                                                   | - 2013 Ibrahim Boubacar Keïta 2020                                                                                                |
| Premier Mali                                                     | - 2017 Soumeylou Boubèye Maïga 2019                                                                                               |
| Prezydent Malty                                                  | - 2014 Marie-Louise Coleiro Preca 2019                                                                                            |
| Premier Malty                                                    | - 2013 Joseph Muscat 2020 |
| Król Maroka                                                      | - 1999 Muhammad VI |
| Premier Maroka                                                   | - 2017 Sad ad-Din al-Usmani 2021                                                                                                  |
| Prezydent Mauretanii                                             | - 2009 Muhammad uld Abd al-Aziz 2019                                                                                              |
| Premier Mauretanii                                               | - 2014 Jahja wuld Haddamin 2018 - 2018 Muhammad Salim wuld al-Baszir 2019                                                         |
| Prezydent Mauritiusa                                             | - 2015 Ameenah Gurib-Fakim 2018 - 2018 Barle Vyapoory (tym.) 2019                                                                 |
| Premier Mauritiusa                                               | - 2017 Pravind Jugnauth 2024 |
| Prezydent Meksyku                                                | - 2012 Enrique Peña Nieto 2018 - 2018 Andrés Manuel López Obrador 2024                                                            |
| Prezydent Mikronezji                                             | - 2015 Peter Christian 2019 |
| Prezydent Mjanmy                                                 | - 2016 Htin Kyaw 2018 - 2018 Myint Swe (p.o.) 2018 - 2018 Win Myint 2021                                                          |
| Premier Mjanmy                                                   | - 2016 Aung San Suu Kyi 2021 |
| Prezydent Mołdawii                                               | - 2016 Igor Dodon 2020 |
| Premier Mołdawii                                                 | - 2016 Pavel Filip 2019 |
| Książę Monako                                                    | - 2005 Albert II |
| Minister stanu Monako                                            | - 2016 Serge Telle 2020 |
| Prezydent Mongolii                                               | - 2017 Chaltmaagijn Battulga 2021                                                                                                 |
| Premier Mongolii                                                 | - 2017 Uchnaagijn Chürelsüch 2021                                                                                                 |
| Prezydent Mozambiku                                              | - 2015 Filipe Nyusi 2025 |
| Premier Mozambiku                                                | - 2015 Carlos Agostinho do Rosário 2022                                                                                           |
| Prezydent Naddniestrza                                           | - 2016 Wadim Krasnosielski |
| Prezydent Namibii                                                | - 2015 Hage Geingob 2024 |
| Premier Namibii                                                  | - 2015 Saara Kuugongelwa 2025 |
| Sekretarz generalny NATO                                         | - 2014 Jens Stoltenberg (Norwegia) 2024                                                                                           |
| Prezydent Nauru                                                  | - 2013 Baron Waqa 2019 |
| Prezydent Nepalu                                                 | - 2015 Bidhya Devi Bhandari 2023                                                                                                  |
| Premier Nepalu                                                   | - 2017 Sher Bahadur Deuba 2018 - 2018 Khadga Prasad Oli 2021                                                                      |
| Prezydent Niemiec                                                | - 2017 Frank-Walter Steinmeier |
| Kanclerz Niemiec                                                 | - 2005 Angela Merkel 2021 |
| Prezydent Nigru                                                  | - 2011 Mahamadou Issoufou 2021 |
| Premier Nigru                                                    | - 2011 Brigi Rafini 2021 |
| Prezydent Nigerii                                                | - 2015 Muhammadu Buhari 2023 |
| Prezydent Nikaragui                                              | - 2007 Daniel Ortega 2025 |
| Król Norwegii                                                    | - 1991 Harald V |
| Premier Norwegii                                                 | - 2013 Erna Solberg 2021 |
| Premier Nowej Zelandii                                           | - 2017 Jacinda Ardern 2023 |
| Prezydent Osetii Południowej                                     | - 2017 Anatolij Bibiłow 2022 |
| Sułtan Omanu                                                     | - 1970 Kabus ibn Sa’id 2020 |
| Sekretarz generalny ONZ                                          | - 2017 António Guterres (Portugalia)                                                                                              |
| Prezydent Pakistanu                                              | - 2013 Mamnun Husajn 2018 - 2018 Arif Alvi 2024                                                                                   |
| Premier Pakistanu                                                | - 2017 Shahid Abbasi 2018 - 2018 Nasirul Mulk (p.o.) 2018 - 2018 Imran Khan 2022                                                  |
| Prezydent Palau                                                  | - 2013 Tommy Remengesau 2021 |
| Prezydent Palestyny                                              | - 2013 Mahmud Abbas |
| Premier Palestyny                                                | - 2013 Rami Hamd Allah 2019 |
| Prezydent Panamy                                                 | - 2014 Juan Carlos Varela 2019 |
| Papież                                                           | - 2013 Franciszek 2025 |
| Premier Papui-Nowej Gwinei                                       | - 2011 Peter O’Neill 2019 |
| Prezydent Paragwaju                                              | - 2013 Horacio Cartes 2018 - 2018 Mario Abdo Benítez 2023                                                                         |
| Prezydent Peru                                                   | - 2016 Pedro Pablo Kuczynski 2018 - 2018 Martín Vizcarra 2020                                                                     |
| Premier Peru                                                     | - 2017 Mercedes Aráoz 2018 - 2018 César Villanueva 2019                                                                           |
| Prezydent Południowej Afryki                                     | - 2009 Jacob Zuma 2018 - 2018 Cyril Ramaphosa                                                                                     |
| Prezydent Portugalii                                             | - 2016 Marcelo Rebelo de Sousa |
| Premier Portugalii                                               | - 2015 António Costa 2024 |
| Sekretarz generalny Rady Europy                                  | - 2009 Thorbjørn Jagland (Norwegia) 2019                                                                                          |
| Prezydent Republiki Środkowoafrykańskiej                         | - 2016 Faustin-Archange Touadéra                                                                                                  |
| Premier Republiki Środkowoafrykańskiej                           | - 2016 Simplice Sarandji 2019 |
| Prezydent Republiki Zielonego Przylądka                          | - 2011 Jorge Carlos Fonseca 2021                                                                                                  |
| Premier Republiki Zielonego Przylądka                            | - 2016 Ulisses Correia e Silva |
| Prezydent Rosji                                                  | - 2012 Władimir Putin |
| Premier Rosji                                                    | - 2012 Dmitrij Miedwiediew 2020                                                                                                   |
| Prezydent Rumunii                                                | - 2014 Klaus Iohannis 2025 |
| Premier Rumunii                                                  | - 2017 Mihai Tudose 2018 - 2018 Viorica Dăncilă 2019                                                                              |
| Prezydent Rwandy                                                 | - 2000 Paul Kagame |
| Premier Rwandy                                                   | - 2017 Édouard Ngirente |
| Premier Saint Kitts i Nevis                                      | - 2015 Timothy Harris 2022 |
| Premier Saint Lucia                                              | - 2016 Allen Chastanet 2021 |
| Premier Saint Vincent i Grenadyn                                 | - 2001 Ralph Gonsalves |
| Prezydent Salwadoru                                              | - 2014 Salvador Sánchez Cerén 2019                                                                                                |
| O le Ao o le Malo Samoa                                          | - 2017 Tuimalealiʻifano Vaʻaletoa Sualauvi II                                                                                     |
| Premier Samoa                                                    | - 1998 Tuilaʻepa Sailele Malielegaoi 2021                                                                                         |
| Kapitanowie Regenci San Marino                                   | - 2017 Matteo Fiorini Enrico Carattoni 2018 - 2018 Matteo Ciacci Stefano Palmieri 2018 - 2018 Luca Santolini Mirko Tomassoni 2019 |
| Sekretarz Stanu do spraw Politycznych i Zagranicznych San Marino | - 2016 Nicola Renzi 2020 |
| Prezydent Senegalu                                               | - 2012 Macky Sall 2024 |
| Premier Senegalu                                                 | - 2014 Mohamed Dionne 2019 |
| Prezydent Serbii                                                 | - 2017 Aleksandar Vučić |
| Premier Serbii                                                   | - 2017 Ana Brnabić 2024 |
| Prezydent Seszeli                                                | - 2016 Danny Faure 2020 |
| Prezydent Sierra Leone                                           | - 2007 Ernest Bai Koroma 2018 - 2018 Julius Maada Bio                                                                             |
| Premier Sierra Leone                                             | - 2018 David J. Francis 2021 |
| Prezydent Singapuru                                              | - 2017 Halimah Yacob 2023 |
| Premier Singapuru                                                | - 2004 Lee Hsien Loong 2024 |
| Prezydent Słowacji                                               | - 2014 Andrej Kiska 2019 |
| Premier Słowacji                                                 | - 2012 Robert Fico 2018 - 2018 Peter Pellegrini 2020                                                                              |
| Prezydent Słowenii                                               | - 2012 Borut Pahor 2022 |
| Premier Słowenii                                                 | - 2014 Miro Cerar 2018 - 2018 Marjan Šarec 2020                                                                                   |
| Prezydent Somalii                                                | - 2017 Mohamed Abdullahi Mohamed 2022                                                                                             |
| Premier Somalii                                                  | - 2017 Hassan Ali Khayre 2020 |
| Prezydent Sri Lanki                                              | - 2015 Maithripala Sirisena 2019                                                                                                  |
| Premier Sri Lanki                                                | - 2015 Ranil Wickremesinghe 2018 - 2018 Mahinda Rajapaksa 2018 - 2018 Ranil Wickremesinghe 2019                                   |
| Król Suazi                                                       | - 1986 Ntombi (współpanująca) 2018 - 1986 Mswati III 2018                                                                         |
| Premier Suazi                                                    | - 2008 Barnabas Sibusiso Dlamini 2018                                                                                             |
| Prezydent Sudanu                                                 | - 1989 Umar al-Baszir 2019 |
| Premier Sudanu                                                   | - 2017 Bakri Hasan Salih 2018 - 2018 Mutazz Musa 2019                                                                             |
| Prezydent Sudanu Południowego                                    | - 2011 Salva Kiir Mayardit |
| Prezydent Surinamu                                               | - 2010 Dési Bouterse 2020 |
| Prezydent Syrii                                                  | - 2000 Baszszar al-Asad 2024 |
| Premier Syrii                                                    | - 2016 Imad Chamis 2020 |
| Prezydent Szwajcarii                                             | - 2018 Alain Berset 2018 |
| Król Szwecji                                                     | - 1973 Karol XVI Gustaw |
| Premier Szwecji                                                  | - 2014 Stefan Löfven 2021 |
| Prezydent Tadżykistanu                                           | - 1994 Emomali Rahmon |
| Premier Tadżykistanu                                             | - 2013 Kohir Rasulzoda |
| Król Tajlandii                                                   | - 2016 Maha Vajiralongkorn |
| Premier Tajlandii                                                | - 2014 Prayuth Chan-ocha 2023 |
| Prezydent Tajwanu                                                | - 2016 Tsai Ing-wen 2024 |
| Prezydent Tanzanii                                               | - 2015 John Magufuli 2021 |
| Premier Tanzanii                                                 | - 2015 Kassim Majaliwa |
| Prezydent Timoru Wschodniego                                     | - 2017 Francisco Guterres 2022 |
| Premier Timoru Wschodniego                                       | - 2015 Rui Maria de Araújo 2018 - 2018 Taur Matan Ruak 2023                                                                       |
| Prezydent Togo                                                   | - 2005 Faure Gnassingbé 2025 |
| Premier Togo                                                     | - 2015 Komi Sélom Klassou 2020 |
| Król Tonga                                                       | - 2012 Tupou VI |
| Premier Tonga                                                    | - 2014 ʻAkilisi Pohiva 2019 |
| Prezydent Trynidadu i Tobago                                     | - 2013 Anthony Carmona 2018 - 2018 Paula-Mae Weekes 2023                                                                          |
| Premier Trynidadu i Tobago                                       | - 2015 Keith Rowley 2025 |
| Prezydent Tunezji                                                | - 2014 Al-Badżi Ka’id as-Sibsi 2019                                                                                               |
| Premier Tunezji                                                  | - 2016 Jusuf asz-Szahid 2020 |
| Prezydent Turcji                                                 | - 2014 Recep Tayyip Erdoğan |
| Premier Turcji                                                   | - 2016 Binali Yıldırım 2018 |
| Prezydent Turkmenistanu                                          | - 2006 Gurbanguly Berdimuhamedow 2022                                                                                             |
| Prezydent Ugandy                                                 | - 1986 Yoweri Museveni |
| Premier Ugandy                                                   | - 2014 Ruhakana Rugunda 2021 |
| Prezydent Ukrainy                                                | - 2014 Petro Poroszenko 2019 |
| Premier Ukrainy                                                  | - 2016 Wołodymyr Hrojsman 2019 |
| Prezydent Urugwaju                                               | - 2015 Tabaré Vázquez 2020 |
| Prezydent USA                                                    | - 2017 Donald Trump 2021 |
| Prezydent Uzbekistanu                                            | - 2016 Shavkat Mirziyoyev |
| Premier Uzbekistanu                                              | - 2016 Abdulla Aripov |
| Prezydent Vanuatu                                                | - 2017 Tallis Obed Moses 2022 |
| Premier Vanuatu                                                  | - 2016 Charlot Salwai 2020 |
| Prezydent Wenezueli                                              | - 2013 Nicolás Maduro |
| Prezydent Węgier                                                 | - 2012 János Áder 2022 |
| Premier Węgier                                                   | - 2010 Viktor Orbán |
| Monarcha Wielkiej Brytanii                                       | - 1952 Elżbieta II 2022 |
| Premier Wielkiej Brytanii                                        | - 2016 Theresa May 2019 |
| Prezydent Wietnamu                                               | - 2016 Trần Đại Quang 2018 - 2018 Đặng Thị Ngọc Thịnh (p.o.) 2018 - 2018 Nguyễn Phú Trọng 2021                                    |
| Premier Wietnamu                                                 | - 2016 Nguyễn Xuân Phúc 2021 |
| Prezydent Włoch                                                  | - 2015 Sergio Mattarella |
| Premier Włoch                                                    | - 2016 Paolo Gentiloni 2018 - 2018 Giuseppe Conte 2021                                                                            |
| Prezydent WKS                                                    | - 2010 Alassane Ouattara |
| Premier WKS                                                      | - 2017 Amadou Gon Coulibaly 2020                                                                                                  |
| Prezydent Wysp Marshalla                                         | - 2016 Hilda Heine 2020 |
| Prezydent Wysp Świętego Tomasza i Książęcej                      | - 2016 Evaristo Carvalho 2021 |
| Prezydent Zambii                                                 | - 2015 Edgar Lungu 2021 |
| Prezydent Zimbabwe                                               | - 2017 Emmerson Mnangagwa |
| Prezydent ZEA                                                    | - 2004 Chalifa ibn Zajid Al Nahajjan 2022                                                                                         |
| Premier ZEA                                                      | - 2006 Muhammad ibn Raszid al-Maktum                                                                                              |

Rok 2018 / MMXVIII
stulecia: XX wiek ~
XXI wiek ~
XXII wiek

dziesięciolecia:
1980–1989 •
1990–1999 •
2000–2009 •
2010–2019
• 2020–2029

lata: 2008 «
2013 «
2014 «
2015 «
2016 «
2017 «
2018
» 2019
» 2020
» 2021
» 2022
» 2023
» 2028

## Rok 2018 ogłoszono
- Rokiem 100-lecia Katolickiego Uniwersytetu Lubelskiego Jana Pawła II[1].
- Rokiem Jubileuszu 100-lecia odzyskania przez Polskę Niepodległości (Polska)[2]
- Rokiem Ireny Sendlerowej (w 10. rocznicę śmierci) (Polska)[3]
- Rokiem Powstania wielkopolskiego[4]
- Rokiem Świętego Józefa Kaliskiego[5]
- Rokiem abp Ignacego Tokarczuka (w 100. rocznicę urodzin) (Polska)[3]
- Rokiem Jubileuszu konfederacji barskiej (w 250. rocznicę zawiązania Konfederacji)[3]
- Rokiem Praw Kobiet (w 100. rocznicę przyznania Polkom praw wyborczych) (Polska)[3]
- Rokiem Zbigniewa Herberta (w 20. rocznicę śmierci)[6]
- Rokiem Harcerstwa (w 100. rocznicę założenia Związku Harcerstwa Polskiego) (Polska)[7]

## Wydarzenia w Polsce

### Styczeń
- 1 stycznia:
  - wejście w życie:
    - ustawy z 27 października 2017 r. o finansowaniu zadań oświatowych regulującej m.in. zasady finansowania szkół w Polsce[8];
    - ustawy z dnia 20 lipca 2017 r. – Prawo wodne[9]; tegoż dnia utworzono Państwowe Gospodarstwo Wodne Wody Polskie, centralną instytucję zarządzającą krajową gospodarką wodną (Krajowy Zarząd Gospodarki Wodnej i regionalne zarządy gospodarki wodnej stały się jednostkami organizacyjnymi Wód Polskich);
    - ustawy z dnia 24 listopada 2017 r. o zmianie ustawy o świadczeniach opieki zdrowotnej finansowanych ze środków publicznych, która wprowadza stopniowe zwiększanie finansowania służby zdrowia w Polsce od 4,67% Produktu Krajowego Brutto w 2018 roku do co najmniej 6% Produktu Krajowego Brutto od 2025 roku[10].

  - Józefów nad Wisłą, Łagów, Otyń, Radoszyce, Sanniki, Tułowice i Wiślica otrzymały status miasta; tegoż dnia Wiślica stała się najmniejszym miastem Polski z 503 mieszkańcami (dane z 2016 roku), wypierając dotychczasowe Wyśmierzyce (920 mieszkańców w 2016 roku).
  - Wyłączono ostatni blok Elektrowni Adamów w Turku[11].
- 9 stycznia – rekonstrukcja rządu Mateusza Morawieckiego. Odwołanie ministrów: Mateusza Morawieckiego, Antoniego Macierewicza, Konstantego Radziwiłła, Jana Szyszkę, Witolda Waszczykowskiego, Anny Streżyńskiej i powołanie: Jerzego Kwiecińskiego, Teresy Czerwińskiej, Mariusza Błaszczaka, Łukasza Szumowskiego, Henryka Kowalczyka, Joachima Brudzińskiego i Jadwigi Emilewicz[12].
- 17 stycznia – wejście w życie ustawy z dnia 8 grudnia 2017 r. o zmianie ustawy o Krajowej Radzie Sądownictwa[13], która zmienia sposób wyboru 15 sędziów-członków Krajowej Rady Sądownictwa.
- 26 stycznia:
  - wybuch gazu w Murowanej Goślinie[14].
  - Sejm Rzeczypospolitej Polskiej uchwalił m.in. pakiet ustaw wchodzących w skład Konstytucji dla biznesu (są to: ustawa – Prawo przedsiębiorców, ustawa o Rzeczniku Małych i Średnich Przedsiębiorców, ustawa o Centralnej Ewidencji i Informacji o Działalności Gospodarczej, ustawa o zasadach uczestnictwa przedsiębiorców zagranicznych, innych osób zagranicznych w obrocie gospodarczym na terytorium Rzeczypospolitej Polskiej i ustawa – Przepisy wprowadzające ustawę – Prawo przedsiębiorców oraz inne ustawy dotyczące działalności gospodarczej; ustawy wchodzą w skład Planu Morawieckiego); ustawę o zmianie ustawy o Instytucie Pamięci Narodowej, która ma zapobiec publicznemu używaniu i rozpowszechnianiu określeń takich jak „polskie obozy śmierci”, od której rozpoczął się spór polsko-izraelski, a także oraz ustaw o Straży Marszałkowskiej[15][16].
- 30 stycznia – prezydent Andrzej Duda podpisał ustawę o ograniczeniu handlu w niedzielę[17].
- 31 stycznia – wejście w życie ustawy z dnia 11 stycznia 2018 r. o zmianie niektórych ustaw w celu zwiększenia udziału obywateli w procesie wybierania, funkcjonowania i kontrolowania niektórych organów publicznych, która nowelizuje Kodeks wyborczy oraz ustawy o samorządach i wprowadza m.in. dwu-kadencyjność wójtów, burmistrzów i prezydentów miast licząc pierwszą kadencję od 2018 roku, jednomandatowe okręgi wyborcze w gminach do 20 tys. mieszkańców i wydłuża kadencję organów samorządowych z 4 do 5 lat[18].

### Luty
- 1 lutego – wejście w życie ustawy z dnia 8 grudnia 2017 r. o Służbie Ochrony Państwa (SOP), która zastąpiła Biuro Ochrony Rządu (BOR)[19].
- 21 lutego – Centralne Biuro Antykorupcyjne (CBA) zatrzymało urzędującego prezydenta Tarnobrzega Grzegorza Kiełba po tym, jak przyjął 20000 złotych łapówki za podjęcie korzystnej decyzji dotyczącej planu zagospodarowania przestrzennego (Afera korupcyjna w Tarnobrzegu)[20].

### Marzec
- 21 marca – po raz drugi padła główna wygrana w polskiej edycji teleturnieju Milionerzy[21].
- 23 marca – ogólnokrajowy protest kobiet przeciwko zaostrzeniu prawa aborcyjnego tzw. „czarny piątek”[22].

### Kwiecień
- 3 kwietnia – wejście w życie ustawy z dnia 8 grudnia 2017 r. o Sądzie Najwyższym[23].
- 10 kwietnia – odsłonięcie Pomnika Ofiar Tragedii Smoleńskiej 2010 roku w Warszawie[24].
- 18 kwietnia – 27 maja – w Sejmie odbył się 40-dniowy protest niepełnosprawnych i ich rodzin[25].
- 28 kwietnia – beatyfikowana została Hanna Chrzanowska, pielęgniarka, prekursorka domowej opieki na chorymi, współpracowniczka abp. Karola Wojtyły[26].
- 30 kwietnia – wejście w życie ustawy z dnia 6 marca 2018 r. – Prawo przedsiębiorców[27].

### Maj
- 5 maja – w wyniku tąpnięcia w kopalni „Zofiówka” w Jastrzębiu-Zdroju zginęło 5 górników, a dwóch kolejnych zostało rannych[28].
- 20 maja – wejście w życie ustawy z dnia 26 stycznia 2018 r. o Straży Marszałkowskiej[29].
- 25 maja – wejście w życie ustawy z dnia 10 maja 2018 r. o ochronie danych osobowych[30], która wdraża na terytorium Polski unijne ogólne rozporządzenie o ochronie danych oraz ustanawia nowy organ właściwy w sprawie ochrony danych osobowych – Prezesa Urzędu Ochrony Danych Osobowych.

### Czerwiec
- 18 czerwca – minister rolnictwa i rozwoju wsi Krzysztof Jurgiel podał się do dymisji, która została przyjęta przez premiera, następcą ministra Jurgiela został Jan Krzysztof Ardanowski[31][32].

### Lipiec
- 4 lipca – w Polsce weszły w życie przepisy nowej ustawy o Sądzie Najwyższym, według których prawie wszyscy sędziowie po osiągnięciu wieku emerytalnego (65 lat) mają zostać przeniesieni w stan spoczynku z wyjątkiem tych, których wskazałby prezydent[23][33].

### Wrzesień
- 21 września – Ks. Jacek Stryczek, twórca organizującego Szlachetną Paczkę stowarzyszenia Wiosna, zrezygnował z funkcji jego prezesa. Decyzja wiązała się z artykułem, który opisywał mobbing w Wiośnie[34].

### Październik
- 1 października – wejście w życie ustawy z dnia 20 lipca 2018 r. Prawo o szkolnictwie wyższym i nauce oraz ustawy z dnia 3 lipca 2018 r. – Przepisy wprowadzające ustawę – Prawo o szkolnictwie wyższym i nauce[35].
- 21 października – w Polsce odbyły się wybory samorządowe.

### Listopad
- 4 listopada – II tura wyborów samorządowych w Polsce.
- 11 listopada – obchody główne 100-lecia odzyskania niepodległości przez Polskę.
- 25 listopada – Polska wygrywa po raz pierwszy w Konkursie Piosenki Eurowizji Junior. Zwyciężczynią została Roksana Węgiel.

### Grudzień
- 12 grudnia – ks. Franciszek Ślusarczyk po dziewięciu dniach od nominacji na biskupa pomocniczego archidiecezji krakowskiej rezygnuje ze święceń biskupich, które miały się odbyć w styczniu 2019[36].
- 2 grudnia – 14 grudnia – Konferencja Narodów Zjednoczonych w sprawie Zmian Klimatu (COP24)[37].
- 23 grudnia – jednodniowa żałoba narodowa po katastrofie górniczej w Stonawie w której zginęło 13 osób w tym 12 z nich to Polacy[38].

## Wydarzenia na świecie

### Styczeń
- 1 stycznia:
  - Wybrzeże Kości Słoniowej, Gwinea Równikowa, Kuwejt, Holandia, Peru oraz Polska zostały niestałymi członkami Rady Bezpieczeństwa ONZ[39].
  - Bułgaria objęła prezydencję w Radzie Unii Europejskiej.
  - Alain Berset objął urząd prezydenta Szwajcarii[40].
  - wejście w życie traktatu o zmianie granic pomiędzy Belgią i Holandią, Holandia uzyskała 14 ha terytorium, Belgia 4 ha[41].
- 7 stycznia – w Beverly Hills odbyła się 75. ceremonia wręczenia Złotych Globów. Sterling K. Brown uznany został za najlepszego aktora w serialu dramatycznym, za rolę w Tacy jesteśmy.
- 13 stycznia – pierwsza tura wyborów prezydenckich w Czechach nie przyniosła rozstrzygnięcia. W ponownym głosowaniu zmierzą się Miloš Zeman (38,56% w pierwszej turze) oraz Jiří Drahoš (26,60%).
- 16 stycznia – premier Rumunii Mihai Tudose zrezygnował z pełnionej funkcji, jego obowiązki przejął Mihai-Viorel Fifor.
- 26–27 stycznia – druga tura wyborów prezydenckich w Czechach; urzędujący prezydent Czech Miloš Zeman zapewnił sobie wybór na drugą kadencję[42].
- 28 stycznia – wybory prezydenckie w Finlandii; urzędujący prezydent Finlandii Sauli Niinistö zapewnił sobie już w pierwszej turze reelekcję na drugą kadencję[43].
- 29 stycznia – Viorica Dăncilă objęła stanowisko premiera Rumunii.

### Luty
- 4 lutego – urzędujący prezydent Nikos Anastasiadis wygrał wybory prezydenckie na Cyprze.
- 6 lutego – lot testowy odbyła rakieta Falcon Heavy.
- 9 lutego – w południowokoreańskim Pjongczangu rozpoczęły się XXIII Zimowe Igrzyska Olimpijskie.
- 11 lutego – w katastrofie rosyjskiego samolotu An-148 pod Moskwą zginęło 71 osób.
- 14 lutego:
  - Cyril Ramaphosa objął stanowisko Prezydenta Republiki Południowej Afryki.
  - w szkole średniej na Florydzie nastolatek zabił z broni palnej 17 osób oraz ranił kilkanaście innych.
- 18 lutego – w katastrofie irańskiego samolotu ATR 72-212 w okolicach miasta Semirom w ostanie Isfahan, zginęło 66 osób.

### Marzec
- 4 marca:
  - wybory parlamentarne we Włoszech, w których wygrała Koalicja Centroprawicowa partii Forza Italia, Liga Północna, Bracia Włosi i My z Włochami – Unia Centrum osiągając wynik 37% głosów, Ruch Pięciu Gwiazd – 32% głosów, Koalicja Centrolewicowa (Partia Demokratyczna, +Europa, Ludowa Lista Obywatelska, Razem) – 22,85% głosów[44].
  - w Hollywood odbyła się 90. ceremonia wręczenia Oscarów. Nagrodę dla najlepszego filmu otrzymał Kształt wody w reżyserii Guillermo del Toro.
- 6 marca – w katastrofie rosyjskiego samolotu wojskowego Antonow An-26 w bazie lotniczej Humajmim zginęło 39 osób.
- 9 marca – w południowokoreańskim Pjongczangu rozpoczęły się XII Zimowe Igrzyska Paraolimpijskie.
- 11 marca:
  - Sebastián Piñera, po czteroletniej przerwie, objął ponownie urząd prezydenta Chile[45].
  - Rząd Chin zatwierdził zmianę konstytucyjną, która usuwa limity czasowe dla jej przywódców, nadając Xi Jinping status „Prezydenta za życie”[46].
- 12 marca – w katastrofie banglijskiego samolotu US-Bangla Airlines w stolicy Nepalu – Katmandu zginęło 51 osób, a 20 zostało rannych.
- 14 marca – powstał nowy rząd Angeli Merkel.
- 15 marca – premier Słowacji Robert Fico podał się do dymisji. Rezygnację przyjął prezydent kraju Andrej Kiska[47].
- 17 marca – opublikowanie artykułów na portalach „The Guardian” oraz „The New York Times” o skandalu politycznym, w który zaangażowane były Cambridge Analytica oraz Facebook. W ramach afery ujawniono, że wyciekły dane 87 milionów użytkowników Facebooka[48], w tym 57 tysięcy Polaków[49].
- 18 marca – wybory prezydenckie w Rosji po raz czwarty wygrał urzędujący prezydent Rosji Władimir Putin[50][51].
- 19 marca – umarł Sudan ostatni samiec nosorożca białego północnego na świecie. Pozostały już tylko dwie samice tego podgatunku[52].
- 23 marca – w zamachu terrorystycznym w Carcassonne i Trèbes we Francji zginęło 5 osób w tym sprawca.
- 24 marca – w ponad 800 miastach Stanów Zjednoczonych odbyły się demonstracje przeciwko przemocy związanej z bronią i masowym strzelaninom, wzywając do silniejszej kontroli broni w „Marszu na nasze życie”[53].
- 25 marca – pożar kompleksu handlowo-rozrywkowego w rosyjskim mieście Kemerowo, zginęło co najmniej 56 osób[54].
- 26 marca – ponad 100 rosyjskich dyplomatów zostało wydalonych przez ponad 20 krajów w następstwie otrucia Siergieja i Julii Skripal[55].

### Kwiecień
- 5 kwietnia – Teledysk do utworu Despacito artysty Luis Fonsi jako pierwszy w historii YouTube osiągnął 5 miliardów wyświetleń.
- 6 kwietnia – ciężarówka zderzyła się z autobusem przewożącym drużynę juniorów Humboldta Broncosa w Saskatchewan w Kanadzie, zabijając 15 osób i raniąc 14 kolejnych[56].
- 7 kwietnia – samochód dostawczy wjechał w tłum ludzi w Münster w Niemczech, zginęły 4 osoby w tym sprawca, a 30 osób zostało rannych[57].
- 8 kwietnia:
  - odbyły się wybory parlamentarne na Węgrzech, w których zwycięstwo odniosła rządząca partia Fidesz-Chrześcijańsko-Demokratyczna Partia Ludowa[58].
  - w wyniku ataku chemicznego w Douma, ostatnim mieście, które przeżyło rebelię we wschodniej Ghule w Syrii zginęło co najmniej 70 osób – w większości kobiet i dzieci[59].
- 11 kwietnia – w katastrofie samolotu Ił-76 Algierskich Sił Powietrznych w Bufarik w Algierii zginęło 257 osób[60].
- 14 kwietnia – USA, Wielka Brytania i Francja przeprowadziły naloty w Syrii na obiekty, w których miały znajdować się arsenały broni chemicznej w ramach akcji odwetowej za użycie broni chemicznej[61][62].
- 19 kwietnia – Miguel Díaz-Canel został zaprzysiężony na prezydenta Kuby, po raz pierwszy od 1959 roku, nikt z pokrewieństwa braci Castro nie prowadzi Kuby[63].
- 23 kwietnia – furgonetka wjechała w tłum ludzi w Toronto w Kanadzie zabijając 10 osób i raniąc 15 kolejnych, sprawca 25-letni Alek Minassian został zatrzymany przez policję[64].
- 27 kwietnia – spotkanie Kim Dzong Un, przywódcy Korei Północnej, z Mun Jae-in, prezydentem Korei Południowej, na szczycie koreańskim. To spotkanie staje się pierwszym spotkaniem przywódców obu Korei od rozpoczęcia wojny koreańskiej[65].

### Maj
- 3 maja – separatystyczna organizacja terrorystyczna hiszpańskich Basków ETA oficjalnie ogłosiła ostateczne rozwiązanie po 40 latach konfliktu i pochłonięciu setki ofiar podczas swojej działalności[66].
- 8–12 maja – odbył się 63. Konkurs Piosenki Eurowizji w Lizbonie. Zwyciężyła reprezentantka Izraela Neta Barzilaj wykonując piosenkę Toy, zdobywając 529 punktów[67].
- 14 maja – w wyniku protestów przeciwko otwarciu ambasady Stanów Zjednoczonych w Jerozolimie zginęło 58 osób narodowości palestyńskiej a ponad 2700 zostało rannych[68].
- 18 maja:
  - w strzelaninie w szkole w Stanach Zjednoczonych] w Santa Fe w Teksasie zginęło dziesięć osób – dziewięcioro uczniów i nauczycielka. Sprawca 17-letni uczeń Dimitrios Pagourtzis został zatrzymany przez policje[69].
  - katastrofa lotu Aviación Flight 972 w Hawanie, na Kubie. Zginęło 110 z 113 osób znajdujących się na pokładzie samolotu Cubana de Aviación[70].
- 19 maja – na zamku w Windsorze, w kaplicy św. Jerzego książę Henryk i Meghan Markle złożyli przysięgę małżeńską[71].
- 25 maja – wejście w życie ogólnego rozporządzenia Parlamentu Europejskiego i Rady z 27 kwietnia 2016 r. o ochronie danych (RODO)[72].

### Czerwiec
- 3 czerwca – w wyniku erupcji wulkanu de Fuego w Gwatemali zginęło co najmniej 100 osób a kolejne 200 uznaje się za zaginione[73].
- 12 czerwca – w Singapurze odbyło się pierwsze spotkanie przywódców Stanów Zjednoczonych i Korei Północnej Donalda Trumpa i Kim Dzong Una zakończone podpisaniem wstępnego porozumienia[74].
- 14 czerwca – w Rosji rozpoczęły się XXI Mistrzostwa Świata w Piłce Nożnej[75].
- 16 czerwca – siedemnaście osób zginęło po wybuchu butli z gazem łzawiącym w klubie nocnym w Caracas w Wenezueli[76].

### Lipiec
- 1 lipca – Austria objęła prezydencję w Radzie Unii Europejskiej.
- 9 lipca – Erytrea i Etiopia oficjalnie ogłaszają zakończenie dwudziestoletniego konfliktu[77].
- 17 lipca – podpisano umowę o partnerstwie gospodarczym UE–Japonia, największą na świecie dwustronną umowę o wolnym handlu, tworząc otwartą strefę handlu obejmującą prawie jedną trzecią światowego PKB[78].
- 26 lipca – w pożarach lasów w Grecji zginęło co najmniej 92 osoby w tym dwoje Polaków, a ponad 180 osób zostało rannych[79].

### Sierpień
- 7 sierpnia – Stany Zjednoczone nakładają sankcję ekonomiczne na Iran, sankcje są konsekwencją zerwania przez prezydenta Donalda Trumpa wielostronnego porozumienia nuklearnego[80].
- 14 sierpnia – w katastrofie mostu w Genui we Włoszech zginęło co najmniej 37 osób a 16 kolejnych zostało rannych[81].
- 24 sierpnia – Scott Morrison zastąpił Malcolma Turnbulla na stanowisku premiera Australii po wyborach przywódców Partii Liberalnej. Morrison zostaje zaprzysiężony jako premier wieczorem tego samego dnia[82].

### Wrzesień
- 2 września – pożar w Muzeum Narodowym Brazylii w Rio de Janeiro[83].
- 6 września – Sąd Najwyższy Indii dekryminalizuje homoseksualizm[84].
- 20 września – zatonięcie promu MV Nyerere w wodach jeziora Wiktorii w Tanzanii w wyniku którego zginęło co najmniej 130 osób[85].

### Październik
- 4 października – doszło do katastrofy górnicza w Misisi.
- 14 października – kanonizacja papieża Pawła VI i sześciu innych błogosławionych, w tym abp. Oscara Romero[86].

### Listopad
- 17 listopada – pierwsze protesty Ruchu żółtych kamizelek we Francji.
- 25 listopada – 16. Konkurs Piosenki Eurowizji dla Dzieci w Mińsku.

### Grudzień
- 7 grudnia – Annegret Kramp-Karrenbauer została nową przewodniczącą CDU.
- 15 grudnia – Na soborze zjednoczeniowym w którym wzięli udział na zasadach soborów biskupich przedstawiciele Ukraińskiego Kościoła Prawosławnego Patriarchatu Kijowskiego oraz Ukraińskiego Autokefalicznego Kościoła Prawosławnego, a także oddzielni przedstawiciele Ukraińskiego Kościoła Prawosławnego Patriarchatu Moskiewskiego powołano Kościół Prawosławny Ukrainy, a na jego zwierzchnika wybrano biskupa Epifaniusza[87].
- 21 grudnia – katastrofa górnicza w Stonawie w Czechach, w wyniku której zginęło 13 osób, z czego 12 to Polacy.
- 22 grudnia – tsunami w Cieśninie Sundajskiej, w wyniku którego zginęło co najmniej 429 osób.

## Wydarzenia sportowe

### Styczeń
- 14 grudnia–1 stycznia – 25. edycja PDC World Darts Championship, czyli Mistrzostw Świata w darcie federacji PDC w Londynie. Tytuł mistrzowski wywalczył Anglik Rob Cross, który w finale pokonała Phila Taylora 7:2.
- 29 grudnia–6 stycznia – 66. Turniej Czterech Skoczni. Po raz drugi z rzędu po triumf sięgnął Kamil Stoch. Polak jako drugi skoczek w historii wygrał wszystkie cztery konkursy, powtarzając tym samym sukces sprzed szesnastu lat Niemca Svena Hannawalda.
- 30 grudnia–6 stycznia – 30. edycja Pucharu Hopmana, czyli nieoficjalnych mistrzostw świata par mieszanych w tenisie ziemnym w australijskim Perth. Po raz trzeci w historii mistrzowski tytuł wywalczyła reprezentacja Szwajcarii, która była reprezentowana przez Rogera Federera i Belindę Bencic. W finale pokonali Niemców w składzie Alexander Zverev-Angelique Kerber 2:1.
- 30 grudnia–7 stycznia – 12. edycja Tour de Ski. Wśród mężczyzn po raz czwarty zwyciężył Szwajcar Dario Cologna, natomiast u kobiet po raz drugi z rzędu najlepsza okazała się Norweżka Heidi Weng. Cologna wygrał także klasyfikację sprinterską. Weng pokonała natomiast jej rodaczka Ingvild Flugstad Østberg. W klasyfikacji drużynowej triumfowała reprezentacja Norwegii.
- 5–7 stycznia – 115. Mistrzostwa Europy w łyżwiarstwie szybkim w wieloboju w rosyjskiej Kołomnii. Klasyfikację medalową wygrali reprezentanci Holandii z dorobkiem sześciu złotych medali. Drugie miejsce zajęli Rosjanie, natomiast trzecie Włosi. Polacy wywalczyli dwa brązowe medale. Drużynę pościgową stanowili Zbigniew Bródka, Jan Szymański i Adrian Wielgat, natomiast sprinterską Artur Nogal, Piotr Michalski i Sebastian Kłosiński.
- 13 stycznia – zakończył się 13. sezon Pucharu Interkontynentalnego w skeletonie. W klasyfikacji końcowej najlepsi okazali się reprezentanci Niemiec – Felix Keisinger i Anna Fernstädt.
- 6–14 stycznia – 41. edycja BDO World Darts Championship, czyli Mistrzostw Świata w darcie federacji BDO w angielskim Frumley Green. Wśród mężczyzn po raz drugi z rzędu triumfował Anglik Glen Durrant, natomiast u kobiet po raz czwarty jego rodaczka Lisa Ashton.
- 11–14 stycznia – 9. Mistrzostwa Świata w bandy kobiet w chińskim Chengde. Ósmy tytuł w historii, w tym drugi z rzędu, wywalczyły reprezentantki Szwedek, które pokonały Rosjanki 1:0. Brąz zdobyły Norweżki, które wygrały z Finkami 5:2.
- 12–14 stycznia – 22. Mistrzostwa Europy w short tracku w niemieckim Dreźnie. W klasyfikacji medalowej triumfowali Holendrzy z dorobkiem pięciu złotych medal. Podium dopełnili Włosi oraz Rosjanie.
- 19 stycznia
  - zakończył się 32. sezon Pucharu Świata w skeletonie. Wśród mężczyzn po raz pierwszy w karierze kryształową kulę wywalczył Koreańczyk Yun Sung-bin, natomiast u kobiet trofeum obroniła Niemka Jacqueline Lölling.
  - zakończył się 19. sezon Pucharu Europy w skeletonie. W klasyfikacji końcowej triumfowali Łotysz Krists Netlaus i Brytyjka Brogan Crowley.
  - Amerykanin Christian Coleman podczas halowego mityngu w Clemson pobił halowy rekord świata w biegu na 60 metrów rezultatem 6,37 sekundy. Poprzedni należał do jego rodaka Maurice’a Greene’a i wynosił 6,39 sekundy. Ustanowił go w 1999 roku w Los Angeles.
- 6–20 stycznia – 40. edycja Rajdu Dakar. W klasyfikacji samochodów po raz drugi w karierze triumfowali Hiszpanie Carlos Sainz i Lucas Cruz jeżdżący pojazdem francuskiej marki Peugeot 3008 DKR Maxi. Austriak Matthias Walkner za sterami austriackiej maszyny KTM 450 Rally Replica w klasyfikacji motocykli. Rosyjska załoga Kamaza w składzie: Eduard Nikolajew, Jewgienij Jakowlew i Władimir Rybakow, wygrała po raz trzeci w karierze klasyfikację ciężarówek. Chilijczyk Ignacio Cazale natomiast po raz drugi zwyciężył w zmaganiach quadowców Yamahą Raptor 700. W rywalizacji UTV’s Can-Am najlepsi okazali się Brazylijczycy – Reinaldo Varela i Gustavo Gugelmin.
- 14–21 stycznia – 44. edycja snookerowego turnieju Masters w Londynie. Tytuł zdobył północnoirlandzki snookerzysta Mark Allen, który w finale pokonał Anglika Kyrena Wilsona 10-7.
- 15–21 stycznia – 110. Mistrzostwa Europy w łyżwiarstwie figurowym w Moskwie. Wśród solistów po raz szósty z rzędu triumfował Hiszpan Javier Fernández oraz po raz pierwszy reprezentantka gospodarzy Alina Zagitowa. Tytuł najlepszej pary tanecznej wywalczyli po raz czwarty z rzędu Francuzi Gabriella Papadakis i Guillaume Cizeron, z kolei wśród par sportowych drugi raz z rzędu Rosjanie Jewgienija Tarasowa oraz Władimir Morozow.
- 19–21 stycznia – 25. Mistrzostwa Świata w lotach narciarskich w niemieckim Oberstdorfie. Złoto wywalczył Norweg Daniel-André Tande, który wyprzedził Polaka Kamila Stocha oraz Niemca Richarda Freitaga. Reprezentacja Norwegii była najlepsza w rywalizacji drużynowej. Wyprzedziła Słowenię oraz Polskę.
- 21 stycznia
  - zakończył się 34. sezon Pucharu Świata w bobslejach. Kanadyjczyk Justin Kripps triumfował w rywalizacji dwójek oraz kombinacji, Niemiec Johannes Lochner natomiast zwyciężył w zmaganiach czwórek. W klasyfikacji dwójek kobiet najlepsza po raz czwarty okazała się Kanadyjka Kaillie Humphries.
  - zakończył się 26. sezon Pucharu Świata w kolarstwie torowym. W klasyfikacji ogólnej najlepsza okazała się reprezentacja Niemiec. W pozostałych klasyfikacjach zwyciężali: Polak Mateusz Rudyk i Holenderka Laurine van Riessen (sprint), Brytyjczyk Charlie Tanfield i Polka Justyna Kaczkowska (wyścig pościgowy), Portugalczyk Ivo Oliveira i Norweżka Anita Stenberg (wyścig punktowy), Brytyjczyk Jon Mould i Włoszka Rachele Barbieri (scratch), Ukrainiec Andriej Winokurow i Niemka Kristina Vogel (keirin), Duńczyk Niklas Larsen i Amerykanka Jennifer Valente (omnium), Australijczyk Matthew Glaetzer i Rosjanka Daria Szmielowa (próba czasowa na dystansie jednego kilometra). W rywalizacji madisona triumfowali Austriacy oraz Włoszki, w sprincie Francuzi i Niemki, natomiast w wyścigu pościgowym zarówno kobieca, jak i męska drużyna z Włoch.
- 11–28 stycznia – 40. Halowe Mistrzostwa Świata w bowls w angielskim Norfolk. W grze pojedynczej triumfowali reprezentanci gospodarzy – po raz pierwszy Mark Davies i po raz trzeci, w tym drugi z rzędu, Katherine Rednall. Davies zwyciężył również w rywalizacji par męskich wspólnie ze swoim rodakiem Jamesem Chastneyem. Chestney odniósł wygraną także w mikście – dokonał tego wspólnie ze Szkotką Lesley Doig.
- 12–28 stycznia – 13. Mistrzostwa Europy w piłce ręcznej mężczyzn w Chorwacji. Tytuł mistrzowski wywalczyła reprezentacja Hiszpanii, która w finale pokonała Szwecję 29:23. Brąz wywalczyli Francuzi po wygranym pojedynku z Duńczykami 32:29. MVP turnieju został Szwed Jim Gottfridsson, z kolei królem strzelców Czech Ondřej Zdráhala z pięćdziesięcioma pięcioma bramkami. W pozostałych kategoriach najlepsi okazali się Francuz Vincent Gérard (bramkarz), Hiszpanie Ferrán Solé (lewoskrzydłowy) i Alex Dujshebaev (lewy rozgrywający), Norweg Sander Sagosen (środkowy rozgrywający), Duńczyk Mikkel Hansen (prawy rozgrywający), Chorwat Manuel Štrlek (prawoskrzydłowy) i Szwed Jesper Nielsen (obrotowy).
- 15–28 stycznia – 106. edycja wielkoszlemowego turnieju tenisowego Australian Open. Wśród singlistów triumfowali po raz szósty Szwajcar Roger Federer oraz po raz pierwszy Dunka Caroline Wozniacki. Dla Federera to dwudzieste zwycięstwo w turnieju wielkoszlemowym. W rywalizacji deblistów najlepsi okazali Austriak Oliver Marach i Chorwat Mate Pavić oraz Węgierka Tímea Babos i Francuzka Kristina Mladenovic. Pavić oraz Kanadyjka Gabriela Dabrowski zwyciężyli wspólnie w mikście.
- 23–28 stycznia – 25. Mistrzostwa Europy w biathlonie we włoskim Ratschings. Najszybsi w biegu indywidualnym okazali się Austriak Felix Leitner i Francuzka Chloé Chevalier. Chevalier triumfowała także w biegu pościgowym, natomiast wśród mężczyzn dokonał tego Łotysz Andrejs Rastorgujevs. W sprincie zwyciężyli Rosjanin Aleksandr Łoginow i Ukrainka Iryna Warwyneć. Wraz ze swoją reprezentacją wygrała sztafetę 2x6+2x7,5km. W sztafecie sprinterskiej najlepsi okazali się natomiast reprezentanci Norwegii.
- 25–28 stycznia – 22. edycja Zimowej X Games, czyli Igrzysk Sportów Ekstremalnych w amerykańskim Aspen, w stanie Colorado. Klasyfikację medalową wygrali gospodarze, którzy z sześcioma złotymi medalami pokonali Kanadyjczyków i Norwegów.
- 26–28 stycznia
  - 6. edycja turnieju dartowego Masters w angielskim Milton Keynes. Czwarte z rzędu mistrzostwo wywalczył Holender Michael van Gerwen, który w finale pokonał swojego rodaka Raymonda van Barnevelda 11:9.
  - 5. edycja Turnieju Trzech Skoczni w kombinacji norweskiej. Zwycięstwo odniósł Japończyk Akito Watabe.
- 27–28 stycznia – 49. Mistrzostwa Europy w saneczkarstwie w łotewskiej Siguldzie. W rywalizacji jedynek triumfowali Rosjanie – po raz trzeci zarówno Siemion Pawliczenko, jak również Tatiana Iwanowa. Wraz z Aleksandrem Denisjewem i Władisławem Antonowem sięgnęli po złoto w sztafecie. Niemcy w składzie Toni Eggert–Sascha Benecken po raz trzeci w karierze wygrali zmagania dwójek.
- 28 stycznia
  - zakończył się 41. sezon Pucharu Świata w saneczkarstwie. Szóste kryształowe kule w karierze wywalczyli reprezentanci Niemiec – Felix Loch oraz Natalie Geisenberger, z tymże Niemka dokonała tego z rzędu. Geisenberger po raz drugi z rzędu triumfowała także w rywalizacji sprinterskiej. Wśród mężczyzn zwycięstwo odniósł natomiast Austriak Wolfgang Kindl. Niemiecka dwójka w składzie Toni Eggert-Sascha Benecken wygrała klasyfikację generalną po raz trzeci, w tym drugi raz z rzędu. W zmaganiach sprinterskich najlepsza okazała się łotewska para – Andris Šics i Juris Šics. Reprezentacja Niemiec sięgnęła również po Puchar Narodów.
  - zakończył się 25. sezon Pucharu Świata w kolarstwie przełajowym. W klasyfikacji końcowej triumfowali po raz pierwszy Holender Mathieu van der Poel oraz po raz trzeci Belgijka Sandre Cant.

### Luty
- 28 stycznia–4 lutego – 38. Mistrzostwa Świata w bandy mężczyzn w rosyjskim Chabarowsku i chińskim Heilongjiangu. Jedenaste mistrzostwo w historii wywalczyli Rosjanie, którzy w finale pokonali Szwedów 5:4. Brązowy medal przypadł w udziale Finom, którzy wygrali z Kazachami 8:4.
- 2–4 lutego – 1. edycja turnieju Willingen Five w skokach narciarskich. Historycznym zwycięzcą okazał się Polak Kamil Stoch.
- 3–4 lutego
  - 69. Mistrzostwa Świata w kolarstwie przełajowym w holenderskim Valkenburgu. Tytuły obronili reprezentanci Belgii – po raz drugi z rzędu Wout Van Aert oraz po raz pierwszy Sanne Cant.
  - 29. edycja Race of Champions, czyli „Wyścigu Mistrzów” w sportach motorowych w arabskim Rijad. W rywalizacji indywidualnej po raz drugi triumf odniósł Szkot David Coulthard. Puchar Narodów wywalczyli reprezentanci Niemiec – Timo Bernhard i René Rast.
  - 49. edycja Europa Top 16, czyli Pucharu Europy w tenisie stołowym we Szwajcarii. Najlepsi okazali się po raz szósty Niemiec Timo Boll oraz po raz pierwszy Rumunka Bernadette Szőcs.
- 4 lutego – 52. finał Super Bowl w futbolu amerykańskim w Minneapolis, w stanie Minnesota. Pierwsze mistrzostwo w historii wywalczyli zawodnicy Philadephia Eagles, którzy pokonali obrońców tytułu New England Patriots 41:33. Najbardziej wartościowym zawodnikiem został Amerykanin Nick Foles, grający na pozycji rozgrywającego.
- 30 stycznia–10 lutego – 11. Mistrzostwa Europy w futsalu mężczyzn w słoweńskiej Lublanie. Po pierwsze mistrzostwo w historii rozgrywek sięgnęli reprezentanci Portugalii, którzy w finale pokonali obrońców tytułu Hiszpanów 3:2 (po dogrywce). Brąz wywalczyli Rosjanie, którzy wygrali z Kazachami 1:0. MVP turnieju i królem strzelców z siedmioma bramkami został Portugalczyk Ricardinho.
- 7 lutego–11 lutego – 5. Halowe Mistrzostwa Świata w hokeju na trawie kobiet i mężczyzn w Berlinie. W rywalizacji mężczyzn triumfowała po raz pierwszy reprezentacja Austrii, która pokonała w dogrywce Niemców 3:2 (po regulaminowym czasie gry było 3:3). Brąz wywalczyli Irańczycy, którzy wygrali z Australijczykami 5:0. W zmaganiach kobiecych Niemki sięgnęły po trzeci tytuł w historii. W finale pokonały Holenderki 2:1. Białorusinki wywalczyły brązowe medale po wygranej 2:1 z Ukrainkami. Najwięcej bramek zdobyli Niemiec Christopher Rühr (19) oraz Namibijka Kiana-Che Cormack i Ukrainka Jana Woruszyło (9).
- 9–11 lutego – 27. Mistrzostwa Europy w saneczkarstwie na torach naturalnych w austriackim Obdach-Winterleiten. Tytuły obronili reprezentant gospodarzy Thomas Kammerlander oraz Włosi – Evelin Lanthaler w jedynce, a także Włosi w składzie Patrick Pigneter-Florian Clara. W rywalizacji drużynowej triumfowali gospodarze w składzie: Kammerlander, Tina Unterberger oraz Rupert Brŭggler i Tobias Angerer.
- 17 lutego – zakończył się 26. sezon Pucharu Świata w saneczkarstwie na torach naturalnych. W rywalizacji jedynek triumfowali po raz drugi Austriak Thomas Kammerlander oraz Włoszka Evelin Lanthaler. Jej rodacy – Patrick Pigneter i Florian Clara – po raz dziewiąty w karierze okazali się najlepsi w zmaganiach dwójek.
- 13–18 lutego – 7. Drużynowe Mistrzostwa Europy w badmintonie mężczyzn w rosyjskim Kazaniu. Zarówno wśród mężczyzn, jak i u kobiet, tytuły mistrzowskie obroniła reprezentacja Danii.
- 14–19 lutego – 14. Halowe Mistrzostwa Świata w łucznictwie w amerykańskim Yankton. Gospodarze zwyciężyli w klasyfikacji generalnej, sięgając po pięć złotych medali. Podium dopełnili Holendrzy i Rosjanie.
- 9–25 lutego – XXIII Zimowe Igrzyska Olimpijskie w koreańskim Pjongczangu. W klasyfikacji medalowej triumfowali Norwegowie z dorobkiem czternastu złotych medali. Tyle samo wywalczyli reprezentanci Niemiec, jednakże zdobyli o cztery srebrne medale mniej. Podium dopełnili Kanadyjczycy. Dla reprezentacji Polski dwa medale wywalczyli skoczkowie narciarscy. Kamil Stoch obronił złoto na dużej skoczni, natomiast w drużynie razem ze Stefanem Hulą, Maciejem Kotem oraz Dawidem Kubackim wywalczył brązowy medal.
- 19–25 lutego – 4. edycja snookerowego turnieju World Grand Prix w angielskim Preston. W finale Anglik Ronnie O’Sullivan pokonał Chińczyka Ding Junhuia 10:3.
- 22–25 lutego – 39. Puchar Świata w tenisie stołowym w Londynie. Zarówno wśród mężczyzn, jak i u kobiet najlepsza okazała się reprezentacja Chin.
- 16–26 lutego – 47. Mistrzostwa Europy w strzelectwie z dystansu dziesięciu metrów w Budapeszcie. Klasyfikację medalową wygrała reprezentacja Rosji z dwunastoma złotymi medalami. Podium dopełnili Ukraińcy i Niemcy. Reprezentacja Polski wywalczyła dwa medale za sprawą seniorki Katarzyny Komorowskiej i juniorki Wiktorii Zuzanny Bober, które strzelały z karabinu.

### Marzec
- 28 lutego–4 marca – 115. Mistrzostwa Świata w kolarstwie torowym w holenderskim Apeldoorn. Dzięki pięciu złotym medalom w klasyfikacji generalnej triumfowali gospodarze przed Niemcami i Brytyjczykami. Dla Polski złoty medal w omnium wywalczył Szymon Sajnok.
- 1–4 marca
  - 17. Halowe Mistrzostwa Świata w lekkoatletyce w brytyjskim Birmingham. Z dorobkiem sześciu złotych medali klasyfikację medalową wygrali Amerykanie, którzy wyprzedzili Etiopczyków i Polaków. Reprezentacja Polski wywalczyła pięć medali. Po złoto sięgnęli ośmiusetmetrowiec Adam Kszczot i sztafeta 4x400 metrów w składzie: Jakub Krzewina, Łukasz Krawczuk, Rafał Omelko i Karol Zalewski. Srebrny medal zdobył Marcin Lewandowski w biegu na 1500 metrów oraz sztafeta 4x400 metrów w składzie: Justyna Święty-Ersetic, Małgorzata Hołub-Kowalik, Patrycja Wyciszkiewicz i Aleksandra Gaworska. Brąz wywalczył tyczkarz Piotr Lisek.
  - 20. edycja Mistrzostw Świata WGC-Mexico w golfie w meksykańskim Naucalpan. Po raz drugi w karierze najlepszy okazał się Amerykanin Phil Mickelson.
- 3–4 marca – 49. Mistrzostwa Świata w łyżwiarstwie szybkim w wieloboju sprinterskim w chińskim Changchun. Po raz pierwszy w karierze po tytuły mistrzowskie sięgnęli Norweg Håvard Lorentzen i Holenderka Jorien ter Mors.
- 4 marca – w trakcie Halowych Mistrzostw Świata w lekkoatletyce w brytyjskim Birmingham polska sztafeta 4x400 metrów w składzie: Jakub Krzewina, Łukasz Krawczuk, Rafał Omelko i Karol Zalewski, pobiła halowy rekord świata rezultatem 3.01.77 sekundy.
- 9–11 marca – 112. Mistrzostwa Świata w łyżwiarstwie szybkim w wieloboju w Amsterdamie. Pierwsze triumfy w karierze odnieśli Holender Patrick Roest oraz Japonka Miho Takagi.
- 10–11 marca – 18. edycja Zimowego Pucharu Europy w rzutach w portugalskim Leiria. W pchnięciu kulą triumfowali Rosjanin Aleksandr Lesnoj i Węgierka Anita Márton. Polak Michał Haratyk zajął drugą lokatę. W rzucie dyskiem najlepsi okazali się Szwed Daniel Ståhl i Niemka Nadine Müller. W rzucie oszczepem zwyciężyli Niemiec Johannes Vetter i Norweżka Sigrid Borge. W rzucie młotem wygrali Polak Paweł Fajdek oraz Białorusinka Hanna Małyszczyk. Malwina Kopron była trzecia. Wśród mężczyzn najwięcej punktów uzyskała reprezentacja Ukrainy, natomiast u kobiet Niemki. Polki uplasowały się na drugim miejscu.
- 11 marca
  - zakończył się 47. sezon Pucharu Europy w narciarstwie alpejskim mężczyzn.
  - zakończył się 47. sezon Pucharu Europy w narciarstwie alpejskim kobiet.
  - zakończył się 28. sezon Pucharu Kontynentalnego w kombinacji norweskiej mężczyzn. W klasyfikacji generalnej triumfował Austriak Thomas Jöbstl. Puchar Narodów trafił w ręce reprezentacji jego kraju.
  - zakończył się 1. sezon Pucharu Kontynentalnego w kombinacji norweskiej kobiet. Zwycięstwo w punktacji odniosła Rosjanka Stiefanija Nadymowa.
- 17 marca
  - zakończył się 52. sezon Pucharu Świata w narciarstwie alpejskim mężczyzn. Siódmą kryształową kulę za wygranie klasyfikacji generalnej z rzędu zdobył Marcel Hirscher. Austriak triumfował także w klasyfikacji slalomu i slalomu giganta. Szwajcar Beat Feuz został najlepszym zjazdowcem, z kolei Norweg Kjetil Jansrud zwyciężył w zmaganiach supergiganta. W superkombinacji wygrał Włoch Peter Fill.
  - zakończył się 52. sezon Pucharu Świata w narciarstwie alpejskim kobiet. Po raz drugi z rzędu w klasyfikacji ogólnej triumfowała Mikaela Shiffrin. Amerykanka wygrała także klasyfikację slalomistek. Włoszka Sofia Goggia zwyciężyła w rywalizacji zjazdu, Szwajcarka Wendy Holdener w superkombinacji, reprezentantka Lichtenschteinu Tina Weirather w slalomie gigancie, natomiast Niemka Viktoria Rebensburg w slalomie gigancie.
  - zakończył się 27. sezon Pucharu Kontynentalnego w skokach narciarskich mężczyzn. W klasyfikacji końcowej zwyciężył Norweg Marius Lindvik. W zmaganiach drużynowych najwięcej punktów zdobyli Słoweńcy.
  - zakończył się 14. sezon Pucharu Kontynentalnego w skokach narciarskich kobiet. Indywidualnie najlepsza okazała się Rosjanka Lidija Jakowlewa, która wspólnie ze swoją reprezentacją sięgnęła także po zwycięstwo w rywalizacji drużynowej.
  - 109. edycja prestiżowego jednodniowego klasyku kolarskiego Milan-San Remo. Zmagania wygrał reprezentant gospodarzy Vincenzo Nibali, który ścigał się dla ekipy Bahrain-Merida.
- 9–18 marca
  - XII Zimowe Igrzyska Paraolimpijskie w koreańskim Pjongczangu. Klasyfikację medalową wygrała reprezentacja Stanów Zjednoczonych z dorobkiem trzynastu złotych medali. Podium dopełnili zawodnicy rosyjscy pod flagą olimpijską oraz Kanadyjczycy. Brązowy medal w slalomie gigancie narciarstwa alpejskiego wywalczył Igor Sikorski.
  - 2. edycja norweskiego turnieju RAW Air w skokach narciarskich. Po raz pierwszy w karierze zwycięstwo odniósł Polak Kamil Stoch, który pokonał reprezentantów gospodarzy – Roberta Johanssona i Andreasa Stjernena.
- 16–18 marca – 43. Mistrzostwa Świata w short tracku w Montrealu. Dzięki czterem złotym medalom w klasyfikacji medalowej zwyciężyli reprezentanci Korei Południowej. Podium dopełnili Kanadyjczycy i Chińczycy. Srebro dla Polski w biegu na 500 metrów zdobyła Natalia Maliszewska.
- 17–18 marca – 17. Puchar Świata w zapasach kobiet w stylu dowolnym w japońskim Takasaki. Po raz dziesiąty, w tym czwarty z rzędu, po zwycięstwo w klasyfikacji końcowej sięgnęły gospodynie turnieju. Wyprzedziły Chinki i Mongołki.
- 18 marca
  - zakończył się 39. sezon Pucharu Świata w biegach narciarskich. W klasyfikacji generalnej triumfowali po raz pierwszy Norweg Johannes Høsflot Klæbo oraz po raz drugi z rzędu jego rodaczka Heidi Weng. Norweżka zwyciężyła także w klasyfikacji długodystansowej, z kolei jego rodak w rywalizacji sprinterskiej. Wspólnie z nimi triumfowali Szwajcar Dario Cologna oraz inna z reprezentantek Norwegii, Maiken Caspersen Falla. Puchar Narodów zarówno u kobiet, jak i u mężczyzn, również trafiła do Norwegów.
  - zakończyła się 33. edycja Pucharu Świata w łyżwiarstwie szybkim. W końcowej klasyfikacji najlepsi okazali się po raz pierwszy w karierze Norweg Håvard Holmefjord Lorentzen oraz Japonka Miho Takagi. Lorentzen zdobył także małą kryształową kulę za wygranie klasyfikacji w biegu na 500 metrów, z kolei Takagi rywalizację na 1500 metrów. Wśród mężczyzn na dystansie półtora kilometra triumfował Rosjanin Denis Juskow, natomiast na dystansie pół kilometra Austriaczka Vanessa Herzog. W biegu na 1000 metrów wygrali Holender Kai Verbij i Rosjanka Jekatierina Szychowa. W zmaganiach długodystansowych zwyciężyli Kanadyjczyk Ted-Jan Bloemen oraz Holenderka Antoinette de Jong. W biegu masowym triumfowali Belg Bart Swings i Włoszka Francesca Lollobrigida. Puchar Narodów w klasyfikacji w biegach drużynowych wywalczyli Norwedzy i Japonki, natomiast w biegach sprinterskich Norweżki i Rosjanki.
- 22–24 marca – 1. Superfinał Pucharu Europy w piłce wodnej kobiet w hiszpańskiej Pontevedrze. W finale najlepsza okazała się reprezentacja Grecji, która pokonała Rosję 9:8. Brązowy medal zdobyły Hiszpanki, które wygrały z Holenderkami 8:3.
- 24 marca
  - 23. Mistrzostwa Świata w półmaratonie w Walencji. Wśród mężczyzn po raz trzeci po mistrzostwo sięgnął Kenijczyk Geoffrey Kamworor, natomiast u kobiet po raz pierwszy Etiopka Netsanet Gudeta. Jej reprezentacja w obu kategoriach triumfowała także w rywalizacji drużynowej.
  - zakończy się 39. sezon Pucharu Świata w narciarstwie dowolnym. W klasyfikacji ogólnej triumfowali po raz siódmy z rzędu Kanadyjczyk Mikael Kingsbury oraz po raz pierwszy Szwedka Sandra Näslund. Kingsbury wygrał także kryształową kulę w jeździe po muldach, natomiast Näslund w ski crossie oraz Cross Alps Tour. W tych samych konkurencji równych sobie nie mieli Szwajcar Marc Bischofberger oraz Kanadyjka Perrine Laffont. W jeździe akrobatycznej najlepsi okazali się Szwajcar Maksim Burow oraz Chinka Xu Mentgao. W zmaganiach halfpipe z kolei zwyciężyli Amerykanin Alex Ferreira oraz Kanadyjka Cassie Sharpe. W rywalizacji Big Air wygrali natomiast Norweg Christian Nummedal oraz Włoszka Silvia Bertagna. Puchar Narodów trafił w ręce Kanadyjczyków.
  - zakończy się 23. sezon Pucharu Świata w snowboardzie. W ogólnej punktacji najlepsi okazali się po raz pierwszy Szwajcar Nevin Galmarini oraz po raz trzeci z rzędu Czeszka Ester Ledecká. Galmarini i Ledecká triumfowali także w gigancie równoległym. Kryształową kulę za wygranie klasyfikacji slalomu równoległego zdobyli Włoch Roland Fischnaller i Rosjanka Jekatierina Tudiegieszewa. W klasyfikacji ogólnej stylu dowolnego wygrali Amerykanin Chris Coming oraz Japonka Miyabi Onitsuka. Coming zwyciężył także w zmaganiach slopestyle oraz Big Air. W pierwszej z tych konkurencji najlepsza okazała się Rosjanka Sofia Fiodorowa, natomiast w drugiej Austriaczka Anna Gasser. W snowboard crossie triumfowali Francuz Pierre Vaultier oraz Włoszka Michela Moioli, natomiast w halfpipe Japończyk Yūto Totsuka i Amerykanka Chloe Kim.
- 17–25 marca – 40. Mistrzostwa Świata kobiet w curlingu w kanadyjskim North Bay. Gospodynie turnieju po raz siedemnasty w historii sięgnęły po zwycięstwo. W finale pokonały Szwedki 7:6. Brąz wywalczyły Rosjanki, które wygrały 6:5 Amerykanki. Do drużyny gwiazd wybrane zostały Szwedki Anna Hasselborg (otwierająca), Sara McManus (trzecia) i Sofia Mabergs (kapitan), a także Rosjanka Galina Arsenkina.
- 19–25 marca
  - 119. Mistrzostwa Świata w łyżwiarstwie figurowym w Mediolanie. W zmaganiach solistów pierwsze tytuły wywalczyli Amerykanin Nathan Chen oraz Kanadyjka Kaethlyn Osmond, natomiast w rywalizacji par sportowych niemiecki duet w składzie Alona Sawczenko-Bruno Massot. Po raz trzeci najlepszą parę taneczną okazali się Francuzi w składzie Gabriella Papadakis-Guillaume Cizeron.
  - 8. edycja snookerowego turnieju Players Championship w walijskim Llandudno. W finale triumfował Anglik Ronnie O’Sullivan, który pokonał swojego rodaka Shauna Murphy’ego.
- 21–25 marca – 20. edycja Mistrzostw Świata WGC-Match Play w golfie w amerykańskim Austin. Tytuł mistrzowski wywalczył Amerykanin Bubba Watson.
- 22–25 marca – 1. edycja turnieju Planica Seven w skokach narciarskich. W turnieju zwyciężył Polak Kamil Stoch, który pokonał Norwegów – Johanna André Forfanga i Roberta Johanssona.
- 25 marca
  - zakończył się 39. sezon Pucharu Świata mężczyzn w skokach narciarskich. Po raz drugi w karierze po kryształową kulę sięgnął Polak Kamil Stoch. Puchar Narodów wywalczyła reprezentacja Norwegii.
  - zakończył się 21. sezon Pucharu Świata mężczyzn w lotach narciarskich. Klasyfikację generalną wygrał Norweg Andreas Stjernen. Stoch zajął drugie miejsce.
  - zakończył się 7. sezon Pucharu Świata kobiet w skokach narciarskich. Najlepsza okazała się Norweżka Maren Lundby, natomiast w rywalizacji drużynowej triumfowały Niemki.
  - zakończył się 41. sezon Pucharu Świata w biathlonie. Kryształową kulę za wygranie klasyfikacji generalnej zdobyli po raz siódmy z rzędu Francuz Martin Fourcade oraz po raz trzeci Finka Kaisa Mäkäräinen. Fourcade triumfował także w pozostałych czterech klasyfikacjach, natomiast Mäkäräinen w biegu masowym. W sprincie oraz biegu pościgowym najlepsza okazała się Słowenka Anastasija Kuźmina, natomiast w biegu indywidualnym wygrała Białorusinka Nadieżda Skardino. W rywalizacji mężczyzn zwyciężyły reprezentacje Norwegii, natomiast w zmaganiach kobiet Niemki. W klasyfikacji sztafety mieszanej wygrała reprezentacja Włoch.
  - zakończył się 34. sezon Pucharu Świata w kombinacji norweskiej. Pierwszą w karierze kryształową kulę zdobył Japończyk Akito Watabe. Puchar Narodów trafił w ręce Niemców.
- 16–29 marca – 19. Mistrzostwa Europy w szachach w gruzińskiej Batumi. Złoto wywalczył Chorwat Ivan Šarić. Srebro zdobył Polak Radosław Wojtaszek, natomiast brąz Rosjanin Sanan Siugirow.
- 31 marca – 22. edycja Pucharu Świata w jeździectwie konnym w Dubaju. W zawodach zwyciężył Belg Christophe Soumillon na irlandzkim koniu Thunder Snow.

### Kwiecień
- 26 marca–1 kwietnia – 97. Mistrzostwa Europy w podnoszeniu ciężarów w Bukareszcie. W klasyfikacji medalowej zwyciężyli Gruzini z piętnastoma złotymi medalami, w tym czterema w dwuboju. Podium dopełnili gospodarze oraz Polacy, którzy sięgnęli łącznie po dziewiętnaście medali, w tym siedem w dwuboju. Po złoto sięgnęli Joanna Łochowska (we wszystkich trzech klasyfikacjach), Arkadiusz Michalski (w podrzucie i dwuboju) oraz Aleksandra Mierzejewska (w podrzucie i dwuboju). Srebro wywalczyli Kacper Kłos (w rwaniu i dwuboju), Kinga Kaczmarczyk (w podrzucie) i Mierzejewska (w rwaniu). Brąz zdobyli Michalski (w rwaniu), Kłos (w podrzucie), Łukasz Grela (w rwaniu i dwuboju), Patrycja Piechowiak (w rwaniu i dwuboju) oraz Kaczmarczyk (w dwuboju).
- 29–1 kwietnia – 47. edycja prestiżowego turnieju golfowego kobiet ANA Inspiration w amerykańskim Rancho Mirage, w stanie Kalifornia. W zmaganiach zwyciężyła Szwedka Pernilla Lindberg.
- 31 marca–8 kwietnia – 60. Mistrzostwa Świata w curlingu mężczyzn w Las Vegas. Po ósme w historii mistrzostwo sięgnęła reprezentacja Szwecji. W finale pokonała obrońców tytułu Kanadyjczyków 7:3. Najlepszymi zawodnikami turnieju zostali wybrani Kanadyjczycy Geoff Walker (lider) i Mark Nichols (trzeci), Szkot Bobby Lammie i Szwed Niklas Edin (skip).
- 1 kwietnia – 112. edycja prestiżowego jednodniowego wyścigu kolarskiego Tour of Flanders. Zwycięstwo odniósł Holender Niki Terpstra reprezentujący belgijską ekipę Quick-Step Floors.
- 2–7 kwietnia – 58. edycja prestiżowego wyścigu kolarskiego Vuelta al Pais Vasco. W zmaganiach zwyciężył Słoweniec Primož Roglič, który był najlepszy także w klasyfikacji punktowej. W punktacji górskiej wygrał Hiszpan Carlos Verona, z kolei drużynowo triumfowała ekipa również pochodząca z Półwyspu Iberyjskiego, Movistar Team.
- 6–7 kwietnia – 19. Mistrzostwa Świata w łyżwiarstwie synchronicznym. Po raz piąty w historii najlepsza okazała się fińska drużyna Marigold IceUnity.
- 2–8 kwietnia – 20. edycja snookerowego turnieju China Open. Po raz trzeci w karierze triumfował Anglik Mark Selby, który w finale pokonał swojego rodaka Barry’ego Hawkinsa.
- 5–8 kwietnia:
  - 82. edycja wielkoszlemowego turnieju golfowego Masters Tournament. Tytuł mistrzowski wywalczył Amerykanin Patrick Read.
  - 1. Superfinał Pucharu Europy w piłce wodnej mężczyzn w chorwackiej Rijece. Reprezentacja gospodarzy pokonała w finale Hiszpanów 12:9. W pojedynku o brązowy medal lepsi od Serbów okazali się Włosi, którzy wygrali 10:9.
- 7–8 kwietnia – 46. Puchar Świata w zapasach mężczyzn w stylu dowolnym w amerykańskim Iowa City. Gospodarze imprezy okazali się zwycięzcy. Drugie miejsce zajęli Azerowie, natomiast trzecie Japończycy.
- 8 kwietnia – 116. edycja prestiżowego jednodniowego wyścigu kolarskiego Praży-Roubaix. Zwyciężył Słowak Peter Sagan, który reprezentował niemiecką ekipę Bora-Hansgrohe.
- 10 kwietnia
  - 16. finał Eurocupu koszykarzy. W dwumeczu lepsza okazała się turecka drużyna Darüşşafaka S.K., która pokonała rosyjski Lokomotowiw Kubań 2:0 (81:78, 67:59). MVP finałów i całego turnieju wybrany został reprezentant Bośni i Hercegowiny, Scottie Wilbekin, z kolei trenerem Serb Saša Obradović.
  - 11. finał Pucharu CEV siatkarzy. W dwumeczu 3:0, 3:2 lepsza okazała się drużyna Biełogorje Biełgorod, która pokonała turecki Ziraat Bankası. Dla rosyjskiego klubu to drugie mistrzostwo w historii. Najbardziej wartościowym zawodnikiem wybrany został Rosjanin Konstantin Bakun. Na półfinale zmagania zakończyli siatkarze polskiego teamu Asseco Resovia.
  - 11. finał Pucharu CEV siatkarek. W dwumeczu turecki klub Eczacıbaşı Stambuł pokonał białoruską Minczankę Mińsk. MVP rozgrywek została Serbka Tijana Bošković.
- 11 kwietnia
  - 11. finał Pucharu Challenge siatkarzy. W dwumeczu lepsza okazał się włoski klub Bunge Rawenna, który pokonał Olympiakos Pireus 3:1, 3:1. Najbardziej wartościowym zawodnikiem został Austriak Paul Buchegger.
  - 11. finał Pucharu Challenge siatkarek. W dwumeczu grecka drużyna Olympiakos Pireus pokonała turecki klub Bursa BBSK 2:3, 3:1. MVP turnieju została Greczynka Stella Christodoulou.
- 14 kwietnia – 171. edycja prestiżowego konkursu w jeździectwie Grand National w angielskim Aintree. Triumf odniósł Irlandczyk Davy Russell na koniu Tiger Roll pod okiem trenera Gordonem Elliottem.
- 4–15 kwietnia – 21. Igrzyska Wspólnoty Narodów w australijskim Gold Coast. Gospodarze turnieju sięgnęli po zwycięstwo w klasyfikacji medalowej. Wywalczyli osiemdziesiąt złotych kruszców oraz sto dziewięćdziesiąt osiem punktów. Podium dopełnili Anglicy oraz Hindusi.
- 12–15 kwietnia – 26. Mistrzostwa Europy w skokach na trampolinie w azerskim Baku. Klasyfikację medalową wygrali Rosjanie, którzy sięgnęli po pięć złotych krążków. Kolejne miejsca zajęli reprezentanci Białorusi i Wielkiej Brytanii.
- 13–15 kwietnia – 27. Mistrzostwa Świata w gimnastyce akrobatycznej w belgijskiej Antwerpii. Zawody zdominowali reprezentanci Rosji, którzy zdobyli pięć z sześciu złotych medali. Podium dopełnili Izraelczycy oraz Białorusini.
- 15 kwietnia – 53. edycja prestiżowego jednodniowego wyścigu kolarskiego Amstel Gold Race. Triumf odniósł Duńczyk Michael Valgren.
- 18 kwietnia – 16. finał EuroCupu koszykarek. W dwumeczu lepsze okazały się zawodniczki tureckiego klubu Galatasaray, które wygrały z reprezentantkami włoskiej drużyny Reyer Venezia 155:140 (90:68, 72:65).
- 7–20 kwietnia – 19. Mistrzostwa Europy w szachach kobiet w słowackich Wysokich Tatrach. Trzeci tytuł w karierze wywalczyła Rosjanka Valentina Gunina.
- 20–22 kwietnia – 60. Final Four Euroligi w koszykówce kobiet. W ostatecznej rozgrywce zawodniczki rosyjskiego klubu UMMC Jekaterynburg pokonały węgierską drużynę Sopron Basket 72:53. To czwarte mistrzostwo w historii tego teamu. W pojedynku o brązowy medal lepsze okazały się koszykarki rosyjskiego Dynama Kursk, które wygrały z tureckim Yakın Doğu Üniversitesi 87:82. Najbardziej wartościową zawodniczką wybrana została Rumunka Emma Meesseman. Najwięcej punktów zdobyła Amerykanka Kayla McBride, natomiast zbiórek jej rodaczka Jantel Lavender. Najwięcej asyst odnotowała Węgierka Courtney Vandersloot.
- 22 kwietnia – 104. edycja prestiżowego jednodniowego wyścigu Liège–Bastogne–Liège. Zwycięstwo odniósł Luksemburczyk Bob Jungels reprezentujący belgijską ekipę Quick-Step Floors.
- 21–28 kwietnia – 11. Mistrzostwa Świata par mieszanych w curlingu we szwedzkim Östersund. Złoto wywalczyli reprezentanci Szwajcarii, którzy w finale pokonali Rosjan 9:6. Brąz zdobyli Kanadyjczycy, którzy wygrali z reprezentantami Korei Południowej 8:3.
- 26–28 kwietnia – 67. Mistrzostwa Europy w judo w izraelskim Tel Awiwie. Z dorobkiem czterech złotych medali klasyfikację medalową wygrali Rosjanie, którzy wyprzedzili Francuzów. Podium dopełnili ex-aequo reprezentanci Belgii, Kosowa i Słowenii.
- 24–29 kwietnia:
  - 28. Mistrzostwa Europy w badmintonie w hiszpańskiej Huelvie. W grze pojedynczej triumfowali po raz drugi Duńczyk Viktor Andersen oraz po raz czwarty Hiszpanka Carolina Marín. W deblu zwyciężyli Duńczycy Kim Astrup i Anders Skaarup Rasmussen oraz Bułgarki Gabriela i Stefani Goeva. Tytuł wśród najlepszych par mieszanych wywalczyli po raz drugi Anglicy Adcock i Gabrielle Adcock.
  - 72. edycja kolarskiego wyścigu Tour de Romandie. W rywalizacji zwyciężył Słoweniec Primož Roglič. W klasyfikacji punktowej i górskiej najlepszy okazał się Belg Thomas De Gendt. W zmaganiach drużynowych wygrała ekipa ze Zjednoczonych Emiratów Arabskich, UAE Team Emirates.

### Maj
- 1 maja – 56. edycja prestiżowego wyścigu jednodniowego Rund um den Finanzplatz Eschborn-Frankfurt. Po raz czwarty z rzędu najlepszy okazał się Norweg Alexander Kristoff.
- 2 maja – 3. finał FIBA Europe Cup koszykarzy. W rozstrzygającym dwumeczu spotkały się dwa włoskie kluby. Lepsza okazała się Reyer Venezia, która pokonała S.S. Felice Scandone 158:148 (77:69, 81:79). MVP turnieju został Serb Stefan Jelovac. Najwięcej punktów zdobył Amerykanin somalijskiego pochodzenia Mohamed Abukar. Najwięcej zbiórek odnotował jego rodak Jeff Adrien, z kolei asyst kolejny z reprezentantów USA, Michael Thompson.
- 5 maja – 144. edycja prestiżowego wyścigu konnego Kentucky Derby w amerykańskim Louisville. W zawodach triumfowali Amerykanin Mike Smith na koniu Justify.
- 29 kwietnia–6 maja – 54. Drużynowe Mistrzostwa Świata w tenisie stołowym we szwedzkim Halmstad. Zarówno u kobiet, jak i mężczyzn, najlepsze okazały się reprezentacje Chin.
- 30 kwietnia–6 maja – 69. Mistrzostwa Europy w zapasach w Kaspijsku. Zmagania zdominowali gospodarze, którzy zdobyli dwanaście złotych medali. Podium dopełnili Turcy oraz Azerowie. Reprezentanci Polski wywalczyli cztery krążki – wicemistrzami turnieju zostali Roksana Zasina oraz Magomedmurad Gadżijew, natomiast brązowymi medalistami Katarzyna Krawczyk i Robert Baran.
- 4–6 maja – 2. edycja Final Four Ligi Mistrzów koszykarzy w Atenach. W decydującym starciu grecki klub AEK Ateny pokonał AS Monaco 100:94. Brąz wywalczyli zawodnicy hiszpańskiej CB Murcia, którzy wygrali z niemiecką drużyną MHP Riesen Ludwigsburg 85:74. MVP finału został Amerykanin Mike Green, natomiast całego turnieju jego rodak Manny Harris. Inny z reprezentantów Stanów Zjednoczonych, D.J. Kennedy, zdobył najwięcej punktów i zbiórek. Najlepiej asystującym zawodnikiem został z kolei reprezentant Czarnogóry, Omar Cook.
- 5–6 maja
  - 58. Final Four Ligi Mistrzyń w piłce siatkowej w rumuńskiej Sali Polivalencie. Tytuł mistrzowski obroniły siatkarski tureckiego VakıfBank Stambuł, które pokonały gospodynie turnieju, CSM Volei Alba Blaj 3:0. To czwarte mistrzostwo w historii klubu. W pojedynku o brąz lepsze okazały się zawodniczki włoskiej drużyny Imoco Volley Conegliano takim samym stosunkiem setów. Najbardziej wartościową zawodniczką została Turczynka Gözde Kırdar Sonsırma, natomiast jej rodaczka Hatice Gizem Örge otrzymała statuetkę w kategorii „najlepsza libero”. Pozostałe wyróżnienia przypadły Polsce Joannie Wołosz (rozgrywająca), Chinka Zhu Ting (przyjmująca), Kubanka Ana Cleger (atakująca), Rumunka Nneka Onyejekwe (środkowa), Serbka Milena Rašić i Amerykanka Kimberly Hill (przyjmująca).
  - 28. Drużynowe Mistrzostwa Świata w chodzie sportowym w chińskim Taicang. Po pięć złotych medali sięgnęli reprezentanci Chin, którzy wyprzedzili w tym zestawieniu Japończyków i Meksykanów. Na dystansie 20 kilometrów triumfował Japończyk Kōki Ikeda i Meksykanka María Guadalupe González. W rywalizacji drużynowej na tym dystansie Ikeda zwyciężył wspólnie z Toshikazu Yamanishi i Isamu Fujisawa, natomiast wśród kobiet najlepsza okazała się reprezentacja Chin w składzie: Qieyang Shenjie, Yang Jiayu i Wang Na. Japończyk Hirooki Arai i Chinka Liang Rui indywidualnie wygrali zmagania na dystansie 50 kilometrów oraz wspólnie z drużyną. Rui dokonała tego z Yin Hang i Ma Faying, natomiast Arai z Hayato Katsuki i Satoshi Mauro. Reprezentanci Polski, w której składzie znaleźli się Rafał Augustyn, Adrian Błocki i Rafał Sikora, wywalczyli brązowy medal w drużynowych zmaganiach na 50 kilometrów.
- 21 kwietnia–7 maja – 81. Mistrzostwa Świata w snookerze. W finale Walijczyk Mark J. Williams pokonał Szkota Johna Higginsa 18:16, tym samym sięgając po trzeci tytuł w karierze.
- 11 maja – 37. finał Pucharu EHF piłkarek ręcznych. W dwumeczu lepsze okazały się zawodniczki rumuńskiego SCM Krajowa, które pokonały norweski Vipers Kristiansand 22:26, 30:25. Królową strzelczyń została Norweżka Linn Jørum Sulland, która zdobyła siedemdziesiąt osiem bramek.
- 12 maja – 23. finał Pucharu Mistrzów Europy w rugby w hiszpańskim Bilbao. W finale irlandzki klub Leinster pokonał francuski Racing 92 15:12, sięgając tym samym po czwarte w historii mistrzostwo. Zawodnikiem meczu został Irlandczyk James Ryan.
- 5–13 maja – 17. edycja prestiżowego turnieju tenisowego Madrid Open. W singlu najlepsi okazali się Niemiec Aleksander Zverev oraz Czeszka Petra Kvitová (po raz trzeci). W grze podwójnej natomiast triumfowali Chorwat Nikola Mektić w parze z Austriakiem Aleksandrem Peyą oraz Rosjanki w składzie Jekatierina Makarowa-Jelena Wiesnina.
- 10–13 maja
  - Mistrzostwa Europy w taekwondo w rosyjskim Kazaniu. W klasyfikacji medalowej, z dorobkiem czterech złotych medali, triumfowali gospodarze turnieju. Podium dopełnili reprezentanci Turcji i Wielkiej Brytanii. Polacy zdobyli trzy medale – złoto wywalczyła Aleksandra Kowalczuk (w kat. powyżej 73 kg), natomiast brąz Karol Robak (w kat. do 68 kg) i Patrycja Adamkiewicz (w kat. do 57 kg).
  - Mistrzostwa Europy w karate w serbskim Nowym Sadzie. Dzięki trzem złotym medalom oraz dwóm srebrnym klasyfikację medalową wygrali reprezentanci Hiszpanii, którzy pokonali jednym kruszcem Turków. Trzecie miejsce zajęli Włosi.
  - 45. edycja prestiżowego turnieju golfowego Players Championship. Mistrzostwo wywalczył reprezentant gospodarzy Webb Simpson.
- 12–13 maja
  - 18. Final Four Ligi Mistrzów w piłce siatkowej w Kazaniu. Po raz szósty w historii (w tym czwarty raz z rzędu) mistrzostwo wywalczyli reprezentanci gospodarzy, którzy pokonali Cucine Lube Civitanova 3:2. Brąz zdobyli siatkarze włoskiego klub Sir Sicoma Colussi Perugia, którzy wygrali z polskim zespołem ZAKSA Kędzierzyn-Koźle takim samym stosunkiem setów. MVP turnieju został po raz drugi z rzędu Rosjanin Maksim Michajłow. Pozostałe statuetki wywalczyli jego rodak Aleksandr But´ko (rozgrywający), Kubańczycy Osmany Juantorena i Wilfredo León (przyjmujący), Serbowie Marko Podraščanin i Dragan Stanković (środkowi), Francuz Jenia Grebennikov oraz Bułgar Cwetan Sokołow. Na półfinale zmagania zakończyli siatkarze ZAKSY Kędzierzyn Koźle.
  - 25. Final Four Ligi Mistrzyń w piłce ręcznej. Mistrzostwo obroniły szczypiornistki węgierskiego Győri Audi ETO KC, które ponownie pokonały w dogrywce macedoński HC Wardar 27:26. Najbardziej wartościową zawodniczką została wybrana Francuzka Amandine Leynaud, natomiast królową strzelczyń Rumunka Cristina Neagu z dorobkiem stu dziesięciu bramek. Do Drużyny Gwiazd zostały włączone także Norweżki Kari Aalvik Grimsbø (bramkarka) i Veronica Kristiansen (środkowa rozgrywająca), Rosjanka Julija Manaharowa (prawoskrzydłowa), Słowenka Ana Gros (prawa rozgrywająca), Serbka Dragana Cvijić (obrotowa), Rumunka Neagu (lewa rozgrywająca) i Francuzka Siraba Dembélé (lewoskrzydłowa). W finale Leynaud wyróżnione zostały Słowenka Tjaša Stanko (młoda zawodniczka), Węgierka Zsuzsanna Tomori (obrończyni) oraz Hiszpan Ambros Martiín (trener).
- 16 maja – 47. finał Ligi Europejskiej w piłce nożnej we francuskim Décines-Charpieu. Po raz trzeci w historii tytuł wywalczyli zawodnicy hiszpańskiej drużyny Atlético Madryt, która w ostatecznej rozgrywce pokonała francuską Olympique Marsylię 3:0. Najwięcej bramek strzelili Hiszpan Aritz Aduriz i Włoch Ciro Immobile, z kolei najwięcej asyst odnotował Francuz Dimitri Payet.
- 19 maja
  - 143. edycja prestiżowego wyścigu konnego Preakness Stakes w amerykańskim Baltimore. W zawodach zwyciężył reprezentant gospodarzy Mike Smith na koniu Justify.
  - 22. Puchar Europy w biegu na 10 kilometrów w Londynie. Wśród mężczyzn najlepszy okazał się Niemiec Richard Ringer, natomiast u kobiet Izraelka Lonah Chemtai Salpeter.
- 2–20 maja – 46. Mistrzostwa Świata kobiet w szachach w Szanghaju. Tytuł mistrzowski wywalczyła Chinka Ju Wenjun.
- 4–20 maja – 82. Mistrzostwa Świata w hokeju na lodzie elity mężczyzn w Danii. W finale po raz jedenasty w historii najlepsi okazali się Szwedzi, którzy w dogrywce pokonali 3:2 Szwajcarów. Brąz wywalczyli Amerykanie, którzy pokonali w regulaminowym czasie gry 4:1 Kanadyjczyków. Najbardziej wartościowym zawodnikiem turnieju wybrany został reprezentant Stanów Zjednoczonych, Patrick Kane. W zestawieniu mediów największymi gwiazdami wybrani zostali Szwedzi Anders Nilsson (bramkarz), Adam Larsson, Oliver Ekman-Larsson (obrońcy) i Rickard Rakell oraz Amerykanin Kane i Fin Sebastian Aho (napastnicy). W zestawieniu trenerów natomiast najbardziej wartościowymi zawodnikami zostali Duńczyk Frederik Andersen (bramkarz), Szwed John Klingberg (obrońca) i Fin Aho (napastnik). Kane okazał się także najlepszym strzelcem (dwadzieścia trafień). Mistrzostwo wywalczyła Chinka Ju Wenjun.
- 14–20 maja – 75. edycja prestiżowego turnieju tenisowego Italian Open w Rzymie. W grze pojedynczej triumfowali Hiszpan Rafael Nadal (po raz ósmy) oraz Ukrainka Elina Switolina (po raz drugi z rzędu). W deblu z kolei najlepsza okazała się Kolumbijczycy w składzie Juan Sebastián Cabal-Robert Farah oraz Australijska Ashleigh Barty w parze z Holenderką Demi Schuurs.
- 15–20 maja – 12. edycja Pucharu Świata w bilardzie w Chinach. W finale reprezentacja Chin reprezentowana przez Wu Jia-qinga i Liu Haitao pokonała Austriaków w składzie Mario He-Albin Ouschan 10:3.
- 17–20 maja – 30. edycja prestiżowego turnieju golfowego The Tradition. W zmaganiach zwyciężył Hiszpan Miguel Angel Jiménez.
- 18–20 maja – 33. Final Four Euroligi w koszykówce w Belgradzie. Po raz dziesiąty w historii najlepsza okazała się hiszpańska drużyna Realu Madryt, która w finale pokonała tureckie Fenerbahçe Ülker 85:80. W walce o brązowy medal litewski klub BC Žalgiris wygrał z rosyjskim CSKA Moskwa 79:77. MVP turnieju został Słoweniec Luka Dončić.
- 19–20 maja – 37. Final Four Pucharu EHF piłkarzy ręcznych w niemieckim Magdeburgu. Po raz drugi w historii najlepszy okazał się niemiecki klub Füchse Berlin, który pokonał francuski Saint-Raphaël 28:25. Najbardziej wartościowym zawodnikiem został Słoweniec Marko Bezjak, natomiast królem strzelców z dorobkiem osiemdziesięciu dwóch bramek Duńczyk Hans Lindberg.
- 24 maja – 17. finał Ligi Mistrzyń w piłce nożnej w Kijowie. W ostatecznej rozgrywce zawodniczki Olympique Lyon wygrały z kopaczkami VfL Wolfsburg 4:1. Szesnaście bramek i tytuł królowej strzelczyń po raz drugi w karierze wywalczyła Norweżka Ada Hegenberg.
- 26 maja
  - 63. finał Ligi Mistrzów w piłce nożnej w Kijowie. W finale Real Madryt pokonał FC Liverpool 3:1. Był to trzynasty tytuł dla hiszpańskiego klubu, z czego trzeci z rzędu. Królem strzelców po raz siódmy w karierze (z dorobkiem piętnastu bramek) został Portugalczyk Cristiano Ronaldo.
  - 17. finał Pro14 Grand Finał w rugby union Dublinie. W finale irlandzki Leinster Rugby pokonał walijski Scarlets 40:32.
- 4–27 maja – 101. edycja kolarskiego wyścigu Giro d’Italia. Zwycięstwo odniósł Chris Froome z ekipy Team Sky. Brytyjczyk był również najlepszy w klasyfikacji górskiej, natomiast jego zespół w zmaganiach drużynowych. Najwięcej punktów zdobył z kolei Włoch Elia Viviani.
- 20–27 maja – 30. edycja Pucharu Thomasa i Ubera, czyli Drużynowych Mistrzostw Świata w badmintonie mężczyzn i kobiet w tajskim Bangkoku. W zawodach triumfowali reprezentantki Japonii oraz reprezentanci Chin.
- 24–27 maja – 64. edycja wielkoszlemowego turnieju golfowego PGA Championship. Mistrzostwo wywalczył Włoch Francesco Molinari.
- 26–27 maja – 58. Final Four Ligi Mistrzów w piłce ręcznej w niemieckiej Kolonii. W ostatecznej rozgrywce pojedynek stoczyły francuskie kluby. Lepsza okazała się drużyna Montpellier Handball, która pokonała HBC Nantes 32:27. To drugi tytuł w historii klubu. Brąz wywalczyli szczypiorniści innego francuskiego teamu – Paris SG Handball – którzy wygrali z macedońskim RK Wardar Skopje 29:28. MVP Final Four wybrany został Argentyńczyk Diego Simonet. Do Drużyny Gwiazd wybrani zostali: Francuzi Dika Mem (prawy rozgrywający), Nikola Karabatić (środkowy rozgrywający), Luka Karabatić (obrońca), Romain Lagarde (młody gracz) i Patrice Canayer (trener), Hiszpanie Arpad Šterbik (bramkarz) i David Balaguer (prawoskrzydłowy) oraz Norwedzy Sander Sagosen (lewy rozgrywający) i Bjarte Myrhol (obrotowy). Królem strzelców z dziewiędziesięcioma dwiema bramkami oraz najlepszym lewoskrzydłowym został Niemiec Uwe Gensheimer.
- 27 maja – 102. edycja prestiżowego wyścigu samochodowego Indianapolis 500. Zwycięstwo odniósł Australijczyk Will Power reprezentujący amerykański zespół Team Penske.

### Czerwiec
- 28 maja–2 czerwca – 15. Superfinał Ligi Światowej kobiet w piłce wodnej w chińskim Kunshan. W finale Amerykanki pokonały Holenderki 8:6. Brąz wywalczyli reprezentanci Rosji, którzy wygrali z Kanadyjczykami 7:6. Reprezentantki Stanów Zjednoczonych sięgnęły po mistrzostwo po raz dwunasty w historii. Najbardziej wartościową zawodniczką została wybrana Sabrina van der Sloot, z kolei jej rodaczka Maud Megens zdobyła najwięcej bramek. Amerykanka Ashleigh Johnson otrzymała statuetkę w kategorii „najlepsza bramkarka”.
- 2 czerwca – 239. edycja prestiżowego konkursu jeździeckiego Epsom Derby w brytyjskim Epsom. W zmaganiach zwyciężył reprezentant gospodarzy William Buick na irlandzkim koniu Masar. Jego trenerem był rodak Charlie Appleby.
- 31 maja–3 czerwca
  - 8. edycja Pucharu Świata PDC w dartach. Mistrzostwo obronili reprezentanci Holandii – Michael van Gerwen oraz Raymond van Barneveld.
  - 73. edycja wielkoszlemowego turnieju golfowego kobiet US Open w amerykańskim Shoal Creek, w stanie Alabama. Tytuł mistrzowski wywalczyła Tajka Ariya Jutanugarn.
- 1–3 czerwca
  - 19. Mistrzostwa Europy w kajakarstwie górskim w czeskiej Pradze. Z dorobkiem trzech złotych medali najlepsza okazała się reprezentacja Niemiec, która pokonała gospodarzy i Brytyjczyków. Srebro dla Polski wywalczyła drużyna w rywalizacji K1: Mateusz Polaczyk, Dariusz Popiela i Michał Pasiut.
  - 34. Mistrzostwa Europy w gimnastyce artystycznej w meksykańskiej Guadalajarze. Rywalizację zdominowali Rosjanie. Jedyny złoty medal, który nie ich reprezentanci nie wywalczyli, trafił w ręce Włochów. Trzecie miejsce w tym zestawieniu zajęli reprezentanci Ukrainy.
  - 15. Mistrzostwa świata w aerobiku w Portugalii. Dzięki trzem złotym medalom klasyfikację medalową wygrała reprezentacja Rosji. Podium dopełnili Japończycy i Chińczycy.
- 28 maja–7 czerwca – 103. finał Pucharu Stanleya w hokeju na lodzie. W pojedynku do czterech zwycięstw lepsza okazała się Washington Capitals, która pokonała 4:3 Vegas Golden Knights. Dla zespołu stołecznego USA to pierwszy tytuł mistrzowski w rozgrywek. MVP turnieju został Rosjanin Aleksandr Owieczkin.
- 5–9 czerwca
  - 23. Mistrzostwa Świata w kolarstwie BMX w azerskim Baku. Wśród mężczyzn triumfował Francuz Sylvain André, natomiast u kobiet Holenderka Laura Smulders.
  - 26. finał World Series PSA w squashu mężczyzn w Dubaju. Tytuł mistrzowski obronił Egipcjanin Mohamed El Shorbagy, który w finale pokonał swojego rodaka Alego Faraga 11:9, 3:11, 11:9, 11:8.
  - 8. finał World Series PSA w squashu kobiet w Dubaju. Po pierwsze mistrzostwo w karierze sięgnęła Egipcjanka Nour El Sherbini, która w finale pokonała swoją rodaczkę Raneem El Weleily.
- 7–9 czerwca – 55. finał Ligi Mistrzów w piłce wodnej we włoskiej Genui. Najlepsi okazali się zawodnicy greckiego klubu Olimpiakos Pireus, którzy w ostatecznej rozgrywce wygrali z włoską drużyną Pro Recco 9:7. To drugi tytuł w karierze tego teamu. W pojedynku o brąz lepsza okazała się hiszpańska CN Atlètic-Barceloneta pokonała chorwacki JUG CO 14:8.
- 9 czerwca – 150. edycja prestiżowego turnieju jeździeckiego Belmont Stakes w amerykańskim Elmont, w stanie Nowy Jork. W zawodach zwyciężył Amerykanin Mike Smith na koniu Justify.
- 27 maja–10 czerwca – 122. edycja wielkoszlemowego turnieju tenisowego French Open. W grze pojedynczej triumfowali po raz jedenasty w karierze Hiszpan Rafael Nadal oraz po raz pierwszy Rumunka Simona Halep. W deblu najlepsze okazały się francuska oraz czeska para – Pierre-Hugues Herbert i Nicolas Mahut oraz Barbora Krejčíková i Kateřina Siniaková. W grze mieszanej zwyciężył duet reprezentowany przez reprezentantkę Chińskiego Tajpej, Latishę Chan oraz Chorwata Ivana Dogiga.
- 4–10 czerwca – 21. Puchar Świata w skokach do wody w chińskim Wuhan. Bezkonkurencyjna okazała się reprezentacja Chin, która wywalczyła komplet złotych medali. Podium klasyfikacji medalowej dopełnili Kanadyjczycy i Brytyjczycy.
- 8–10 czerwca
  - 30. Mistrzostwa Europy w kajakarstwie sprinterskim w serbskim Belgradzie. Reprezentacja Węgier dzięki zdobyciu sześciu złotych krążków wygrała klasyfikację medalową. Podium dopełnili Niemcy oraz Rosjanie. Reprezentanci Polski wywalczyli siedem medali. Po złoto sięgnęli Marta Walczykiewicz (w K-1 na 200 metrów) oraz duet w składzie Justyna Iskrzycka-Paulina Paszek (K-2 na 1000 metrów). Srebro zdobyła Dorota Borowska (C-1 na 200 metrów). Arsen Śliwiński i Michał Łubniewski wywalczyli brąz w rywalizacji C-2 na dystansie 200 metrów oraz wspólnie z Wiktorem Głazunowem i Marcinem Grzybowskim w zmaganiach C-4 na 500 metrów. Pozostałe brązowe krążki trafiły w ręce Anny Puławskiej (K-1 na 500 metrów) oraz duetu w składzie Dominika Włodarczyk-Katarzyna Kołodziejczyk.
  - 40. edycja prestiżowego turnieju golfowego Curtis Cup w amerykańskim Scarsdale, w stanie Nowy Jork. Najlepsza drużynowo okazała się reprezentacja gospodarzy.
- 5–12 czerwca – 11. Mistrzostwa Europy w boksie amatorskim kobiet w bułgarskiej Sofii. Z dorobkiem trzech złotych medali triumfowali reprezentanci Rosji przed gospodarzami mistrzostw oraz Finami. Brąz dla Polski wywalczyła Lidia Fidura.
- 8–12 czerwca – 4. Mistrzostwa Świata w koszykówce 3x3 na Filipinach. W finale męskim po raz trzeci z rzędu równych sobie nie mieli Serbowie, którzy pokonali Holendrów 16:13. W rywalizacji kobiecej po pierwsze mistrzostwo sięgnęły Włoszki, które w ostatecznej rozgrywce w pokonanym polu zostawiły obrończynie tytułu Rosjanki 16:12. Najlepsi indywidualnie zostali wybrani Ukrainiec Dmitro Kriwenko oraz
- 14–17 czerwca – 118. edycja prestiżowego turnieju wielkoszlemowego US Open mężczyzn w amerykańskim Shinnecock Hills, w stanie Nowy Jork. Tytuł sprzed roku obronił Amerykanin Brooks Koepka.
- 16–17 czerwca – 86. edycja prestiżowego wyścigu samochodowego 24h Le Mans na francuskim torze de la Sarthe. W rywalizacji LMP1 triumfował japoński zespół Toyoty – Hiszpan Fernando Alonso, Szwajcar Sébastien Buemi i Japończyk Kazuki Nakajima. W zmaganiach LMP2 najlepsza okazała się francuska ekipa Signatech Alpine Matmut – Francuzi Nicolas Lapierre i Pierre Thiriet oraz Brazylijczyk André Negrão. W klasie LMGTE Pro zwyciężył niemiecki team Porsche GT Team – Duńczyk Michael Christensen, Francuz Kévin Estre oraz Belg Laurens Vanthoor. W klasie LMGTE Am wygraną odniosła inna niemiecka ekipa, Dempsey-Proton Racing – Australijczyk Matt Campbell, Niemiec Christian Ried oraz Francuz Julien Andlauer. Wicemistrzem świata został Polak Aleksander Arian.
- 16–21 czerwca – 31. Mistrzostwa Europy w szermierce w serbskim Belgradzie. Z dorobkiem sześciu złotych medali triumfowała reprezentacja Rosji przed Francuzami i Włochami. Polacy sięgnęli po cztery medale. Srebro wywalczyła drużyna szpadzistek w składzie: Renata Knapik-Miazga, Ewa Nelip, Barbara Rutz i Aleksandra Zamachowska. Brąz zdobyli indywidualnie florecistka Martyna Synoradzka, szpadzistka Marta Puda oraz drużynowo floreciści w składzie: Krystian Gryglewski, Leszek Rajski, Andrzej Rządkowski i Michał Siess.
- 18–23 czerwca – 17. finał Ligi Światowej w piłce wodnej mężczyzn w Budapeszcie. W ostatecznej rozgrywce Czarnogóra pokonała gospodarzy turnieju 13:11. Brąz wywalczyli reprezentanci Hiszpanii po wygranej z Japończykami 12:7.
- 18–24 czerwca – 29. Mistrzostwa Świata w żeglarskiej klasie Laser Radial mężczyzn w Niemczech. Triumfował Australijczyk Zac Littlewood.
- 20–24 czerwca
  - 1. edycja turnieju siatkarskiego Challenger Cup mężczyzn w portugalskim Matosinhos. W finale reprezentanci Portugalii pokonali Czechów 3:1. W pojedynku o trzecie miejsce lepsi okazali się Estończycy, którzy wygrali z Kubańczykami 3:0.
  - 1. edycja turnieju siatkarskiego Challenger Cup kobiet w peruwiańskiej Limie. W ostatecznej rozgrywce Bułgarki pokonały Kolumbijki 3:1. Brązowy medal wywalczyły reprezentantki Portoryko, które wygrał z gospodyniami turnieju 3:2.

### Lipiec
- 15 maja–1 lipca – 1. edycja Ligi Narodów siatkarek. Final Six w chińskim Nankin zakończył się triumfem Amerykanek, które w ostatecznej rozgrywce pokonały Turczynki 3:2. Brązowy medal wywalczyły gospodynie turnieju, które wygrał z Brazylijkami 3:0. Najbardziej wartościową zawodniczką została Michelle Bartsch. Amerykanka wybrana została także najlepszą przyjmującą i to wspólnie z Chinką Zhu Ting. Pozostałe statuetki otrzymały jej rodaczka Tetori Dixon (środkowa), Turczynki – Cansu Özbay (rozgrywająca) i Eda Dündar (środkowa), a także Brazylijki – Tandara Caixeta (atakująca) i Suelen Pinto (libero).
- 25 maja-8 lipca – 1. edycja Ligi Narodów siatkarzy. Final Six we francuskim Lille wygrała reprezentacja Rosji, która 3:0 pokonała gospodarzy. Takim samym stosunkiem setów zakończył się mecz o trzecie miejsce. Reprezentanci Stanów Zjednoczonych pokonali Brazylijczyków. MVP turnieju został Rosjanin Maksim Michajłow. Pozostałe wyróżnienia otrzymali jego rodacy – Dmitrij Wołkow (przyjmujący) i Muserski (środkowy), Amerykanie – Taylor Sander (przyjmujący) i Matthew Anderson (atakujący) oraz Francuzi – Kévin Le Roux (środkowy), Benjamin Toniutti (rozgrywający) i Jenia Grebennikov (libero).
- 22 czerwca–1 lipca – 18. Igrzyska Śródziemnomorskie w hiszpańskiej Tarragonie. Klasyfikację medalową wygrała reprezentacja Włoch, która wywalczyła pięćdziesiąt sześć medali. Podium dopełnili gospodarze oraz Turcy.
- 23 czerwca–1 lipca – 37. edycja Champions Trophy w hokeju na trawie mężczyzn w holenderskiej Bredzie. Piętnasty tytuł w historii, w tym drugi z rzędu, wywalczyli Australijczycy, którzy w finale pokonali w rzutach karnych 3:1 Hindusów. Brąz zdobyli reprezentanci Holandii, którzy pokonali Argentyńczyków 2:0. Najlepszymi zawodnikami turnieju zostali Australijczycy – Aran Zalewski i Jake Harvie. Najlepszy trenerem został wybrany ich selekcjoner, Australijczyk Colin Batch. Hindus P.R. Sreejesh zdobył statuetkę w kategorii „najlepszy bramkarz”, natomiast Argentyńczyk Gonzalo Peillat został królem strzelców z dorobkiem ośmiu bramek.
- 28 czerwca–1 lipca – 68. edycja wielkoszlemowego turnieju golfowego PGA Championship kobiet w amerykańskim Long Grove, w stanie Illinois. Mistrzostwo wywalczyła Koreanka Park Sung-hyun.
- 27 czerwca–2 lipca – 4. Mistrzostwa Świata w quidditchu we włoskiej Florencji. W finale reprezentanci Stanów Zjednoczonych pokonali Belgów 120:70. Brązowy medal wywalczyli Turcy, którzy wygrali z Brytyjczykami 110:60.
- 6–8 lipca – 3. Mistrzostwa Europy w piłce nożnej plażowej kobiet w portugalskim Nazaré. W finale Rosjanki pokonały Hiszpanki 2:0. W pojedynku o trzecie miejsce lepsza okazała się reprezentacja Szwajcarii, która wygrała z obrończyniami tytułu, Angielkami, 6:3. Najbardziej wartościową zawodniczką została Rosjanka Marina Fiedorowa, natomiast królową strzelczyń z dorobkiem sześciu bramek jej rodaczka, Anastazja Groszkowa. Hiszpanka Maria Jose Pons została wybrana najlepszą bramkarką.
- 14 czerwca–15 lipca – 21. Mistrzostwa Świata w piłce nożnej mężczyzn w Rosji. W finale Francuzi pokonali Chorwatów 4:2. To drugi tytuł w historii dla reprezentacji Trójkolorowych. W meczu o brąz Belgowie wygrali z 2:0 z Anglikami. MVP turnieju został Chorwat Luka Modrić, najlepszym młodym zawodnikiem Francuz Kylian Mbappé, natomiast bramkarzem Belg Thibaut Courtois. Z dorobkiem sześciu bramek królem strzelców został Anglik Harry Kane.
- 2–15 lipca – 132. edycja wielkoszlemowego turnieju tenisowego Wimbledon. W grze pojedynczej triumfowali Serb Novak Đoković (po raz czwarty) oraz Niemka Angelique Kerber. Amerykanie w składzie Mike Bryan-Jack Sock oraz Czeszki Barbora Krejčíková i Kateřina Siniaková zwyciężyli w deblu. W grze mieszanej najlepsza okazała się austriacko-amerykańska para w składzie Aleksander Peya-Nicole Melichar. Polka Iga Świątek wygrała w juniorskiej rywalizacji singlistek.
- 6–15 lipca – 29. edycja prestiżowego wyścigu kolarskiego kobiet Giro Rosa. Zwycięstwo odniosła Annemiek van Vleuten. Holenderka wygrała także w klasyfikacji punktowej. W punktacji górskiej najlepsza okazała się Australijka Amanda Spratt. W klasyfikacji drużynowej zwyciężył holenderski Team Sunweb.
- 14–15 lipca
  - 1. edycja Pucharu Świata w lekkoatletyce w Londynie. W klasyfikacji generalnej triumfowali Amerykanie przed Polakami i gospodarzami imprezy.
  - 13. Drużynowe Mistrzostwa Świata w trathlonie w niemieckim Hamburgu. Po tytuł sięgnęła reprezentacja Francji.
- 15 lipca – zakończył się 4. sezon Formuły E. Tytuł mistrzowski wywalczył Francuz Jean-Éric Vergne oraz chiński zespół Techeetach.
- 16–20 lipca – 20. Mistrzostwa Świata w finswimmingu w serbskim Belgradzie. W klasyfikacji generalnej najlepsi okazali się Rosjanie, którzy sięgnęli po dwanaście złotych medali. Podium dopełnili Chińczycy oraz Ukraińcy.
- 12–21 lipca – 13. Mistrzostwa Świata w lacrossie w Izraelu. Dziesiąty w karierze tytuł wywalczyli Amerykanie, którzy pokonali obrońców mistrzostwa Kanadyjczyków 9:8. Brąz wywalczyli Irokezi po wygranej z Australijczykami 14:12.
- 15–22 lipca – 15. Mistrzostwa Europy w siatkówce plażowej Holandii. Wśród mężczyzn Norwedzy – Anders Mol i Christian Sørum, natomiast u kobiet reprezentantki gospodarzy – Sanne Keizer i Madelein Meppelink (po raz drugi).
- 19–22 lipca – 147. edycja wielkoszlemowego turnieju golfowego The Open Championship w szkockim Angusie. Tytuł mistrzowski wywalczył Włoch Francesco Molinari.
- 20–22 lipca – 17. edycja Pucharu Świata w Rugby Sevens w amerykańskim San Francisco.
- 17–23 lipca – 27. Mistrzostwa Europy w pięcioboju nowoczesnym w węgierskim Székesfehérvár. Pięć z siedmiu złotych medali wywalczyli reprezentanci Francji. Podium dopełnili Węgrzy oraz Białorusini.
- 19–27 lipca – 80. Mistrzostwa Świata w szermierce w chińskim Wuxi. W klasyfikacji medalowej z dorobkiem czterech złotych krążków zwyciężyła reprezentacja Włoch przed Koreańczykami i Amerykanami.
- 14–27 lipca – 17. Mistrzostwa Europy w piłce wodnej kobiet w Barcelonie. Po raz piąty w historii najlepsze okazały się reprezentantki Holandii, które w finale pokonały Greczynki 6:4. Z pojedynku o brązowy medal zwycięsko wyszły gospodynie zawodów, które wygrały z Węgierkami 12:6. Królową strzelczyń z dorobkiem dwudziestu pięciu bramek została Hiszpanka Beatriz Ortiz. Najlepszą bramkarką została wybrana Greczynka Ioanna Stamatopoulou.
- 16–28 lipca – 33. Mistrzostwa Europy w piłce wodnej mężczyzn w Barcelonie. W finale po raz ósmy w historii, w tym czwarty z rzędu, najlepsi okazali się Serbowie, którzy pokonali gospodarzy turnieju 12:10. Brąz wywalczyli Chorwaci, którzy wygrali Włochów 10:8. Najskuteczniejszymi strzelcami okazali się Grek Ioannis Fountoulis i reprezentant Czarnogóry Aleksandar Ivović (obaj zdobyli po siedemnaście bramek), natomiast bramkarzem Chorwat Ivan Marcelić
- 7–29 lipca – 105. edycja prestiżowego wyścigu kolarskiego Tour de France. Pierwsze zwycięstwo w karierze odniósł Brytyjczyk Geraint Thomas. Klasyfikację punktową wygrał Słowak Peter Sagan, natomiast górską Francuz Julian Alaphilippe. W rywalizacji drużynowej najlepsza okazała się ekipa Movistar.
- 21–29 lipca – 25. edycja prestiżowego turnieju dartowego World Matchplay w angielskim Blackpool. W finale Szkot Gary Anderson pokonał Austriaka Mensura Suljovića 21:19.
- 24–29 lipca – 8. Mistrzostwa Świata w plażowej piłce ręcznej w rosyjskim Kazaniu. Wśród mężczyzn po raz piąty najlepsza okazała się reprezentacja Brazylii, która w finale wygrała z obrońcami tytułu z Chorwacji 2:0. Brąz wywalczyli Węgrowie, którzy wygrali ze Szwedami takim samym stosunkiem bramek. W rywalizacji kobiet po raz pierwszy tytuł zdobyły Greczynki, które w ostatecznej rozgrywce pokonały reprezentantki Norwegii 2:1. Brazylijski sięgnęły po brązowy medal, pokonując 2:0 Norweżki. MVP turnieju zostali Brazylijczycy – Bruno i Juliana Oliveirowie. Królami strzelców zostali natomiast Meksykanka Edna Uresti (129 trafień) i Duńczyk Martin Andersen (149 bramek).
- 27–29 lipca – 1. edycja turnieju piłkarskiego kobiet International Champions Cup w Stanach Zjednoczonych. W finale gospodynie turnieju North Carolina Courage pokonały francuski Olympique Lyon 1:0. W walce o trzecie miejsce piłkarki Paris Saint-Germain wygrały z rywalkami Manchester City 2:1. Królową strzelczyń została Francuzka Eugénie Le Sommer z dwoma bramkami.

### Sierpień
- 29 lipca-4 sierpnia – 14. Mistrzostwa Europy w futbolu amerykańskim w Finlandii. W finale reprezentacja Francji pokonała 28:14 Austrię. W pojedynku o brąz lepsi okazali się gospodarze, którzy wygrali ze Szwedami 35:21.
- 21 lipca-5 sierpnia – 14. Mistrzostwa Świata w hokeju na trawie kobiet w Londynie. Po raz ósmy w historii, w tym drugi raz z rzędu, po mistrzostwo sięgnęły Holenderki. W finale pokonały Irlandki 6:0. Brąz wywalczyły Hiszpanki, które w decydującym starciu wygrały z Australijkami 3:1. MVP turnieju została Holenderka Lidewij Welten, natomiast królową strzelczyń z ośmioma bramkami jej rodaczka Kitty van Male.
- 30 lipca-5 sierpnia – 24. Indywidualne Mistrzostwa Świata w badmintonie w chińskim Nankinie. W grze pojedynczej triumfowali Japończyk Kento Momota i Hiszpanka Carolina Marín (po raz trzeci). W deblu najlepsi okazali się Chińczycy Li Junhui i Liu Yuchen oraz Japonki Mayu Matsumoto i Wakana Nagahara. W mikście zwyciężyli reprezentanci Chin w składzie Zheng Siwei-Huang Yaqiong.
- 2–5 sierpnia
  - 78. Mistrzostwa Europy w wioślarstwie w szkockim Glasgow. Dzięki trzem złotym medalom najlepsza okazała się reprezentacja Rumunii. Podium dopełnili Francuzi i Włosi. Polacy wywalczyli cztery medale. Złoto czwórka podwójna w składzie: Agnieszka Kobus-Zawojska, Marta Wieliczko, Maria Springwald i Katarzyna Zilmann. Srebro wywalczyła dwójka podwójna wagi lekkiej reprezentowana przez Weronikę Deresz i Joannę Dorociak. Brąz zdobyła czwórka bez sternika w składzie: Olga Michałkiewicz, Joanna Dittmann, Monika Chabel i Maria Wierzbowska, a także męska czwórka podwójna w składzie: Szymon Pośnik, Maciej Zawojski, Dominik Czaja i Wiktor Chabel.
  - 32. Mistrzostwa Europy w gimnastyce artystycznej kobiet w szkockim Glasgow. Klasyfikację medalową wywalczyła reprezentacja Włoch z dorobkiem czterech złotych krążków. Podium dopełnili Rosjanie i Francuzi.
  - 18. edycja wielkoszlemowego turnieju golfowego British Open kobiet. Najlepsza okazała się reprezentantka gospodarzy Georgia Hall.
  - 20. edycja prestiżowego turnieju golfowego WGC Invitatonal w amerykańskim Akron w stanie Ohio. Mistrzowski tytuł wywalczył Amerykanin Justin Thomas.
- 2–7 sierpnia – 9. Mistrzostwa Europy w kolarstwie torowym w szkockim Glasgow. Z dorobkiem pięciu złotych medali triumfowali reprezentanci Holandii przed gospodarzami turnieju oraz Niemcami. Polacy zdobyli dwa medale – złoto w wyścigu punktowym wywalczył Wojciech Pszczolarski, natomiast brąz w wyścigu pościgowym zdobyła Justyna Kaczkowska.
- 8 sierpnia – 29. Mistrzostwa Europy w kolarstwie górskim w szkockim Glasgow. Tytuły wywalczyli reprezentanci Szwajcarii – Lars Förster i Jolanda Neff (po raz trzeci).
- 4–10 sierpnia – 75. edycja wyścigu kolarskiego Tour de Pologne. Pierwsze zwycięstwo w karierze odniósł Michał Kwiatkowski. Polak triumfował także w klasyfikacji punktowej, natomiast w górskiej Austriak Patrick Konrad. Najaktywniejszym zawodnikiem był Belg Jenthe Biermans. W klasyfikacji drużynowej wygrała francuska ekipa Ag2r-La Mondiale.
- 4–11 sierpnia – 35. Mistrzostwa Świata w biegu na orientację w łotewskiej Rydze. W rywalizacji sprinterów triumfowali Szwajcar Daniel Hubmann (po raz trzeci) i Dunka Maja Alm (po raz trzeci), z kolei w sztafecie sprinterskiej reprezentanci Szwecji. W biegu na średnim dystansie zwyciężyli Norweg Eskil Kinneberg i Rosjanka Natalia Gemperle. Zmagania na długim dystansie wygrali Norweg Olav Lundanes (po raz czwarty) i Szwedka Tove Alexandersson (po raz trzeci). W rywalizacji drużynowej triumfowali reprezentanci Norwegii oraz Szwajcarii.
- 9–11 sierpnia – 34. Mistrzostwa Europy w triathlonie w szkockim Glasgow. Wśród mężczyzn po raz pierwszy w karierze najlepszy okazał się Francuz Pierre Le Corre, natomiast u kobiet po raz szósty Szwajcarka Nicola Spirig. W rywalizacji mieszanej triumfowali reprezentanci Francji.
- 10–11 sierpnia – 20. Mistrzostwa Europy w kolarstwie BMX w szkockim Glasgow. Po tytuły mistrzowskie sięgnęli Brytyjczyk Kyle Evans i Holenderka Laura Smulders.
- 21 lipca–12 sierpnia – 6. edycja International Champions Cup w piłce nożnej mężczyzn w Stanach Zjednoczonych. Tytuł mistrzowski wywalczyli piłkarze angielskiego klubu Tottenham Hotspur, którzy wyprzedzili w klasyfikacji punktowej niemiecką Borussię Dortmund i włoski Inter Mediolan.
- 30 lipca–12 sierpnia
  - 5. Mistrzostwa Świata w żeglarstwie w duńskim Aarhus. W klasyfikacji medalowej triumfowali Holendrzy dzięki trzem złotym krążkom. Podium dopełnili Francuzi i Japończycy.
  - 32. Mistrzostwa Europy w strzelectwie w Austrii. Z dorobkiem pięciu medali z najcenniejszego kruszcu klasyfikację medalową wygrała reprezentacja Włoch przed Słowacją i Francją.
- 2–12 sierpnia
  - 1. edycja Multimistrzostw Europy w szkockim Glasgow i niemieckim Berlinie. Klasyfikację medalową wygrała Rosja, która wywalczyła trzydzieści jeden złotych medali. Pokonała Wielką Brytanię oraz Włochy, które dopełniły podium. Polacy zajęli siódme miejsce z dorobkiem dwudziestu jeden krążków – dziewięciu złotych oraz sześciu srebrnych i brązowych.
  - 16. Mistrzostwa Świata w softballu kobiet w Japonii. Po jedenasty tytuł w historii, w tym drugi z rzędu, sięgnęły reprezentantki Stanów Zjednoczonych, które w finale pokonały 7:6 (w dogrywce) Japonki. Brąz zdobyły Kanadyjki, które wygrały z Australijkami 12:0.
- 1–12 sierpnia – 34. Mistrzostwa Europy w pływaniu w brytyjskim Edynburgu i Glasgow. Najwięcej złotych medali wywalczyła reprezentacja Rosji, która sięgnęła po dwadzieścia trzy krążki z najcenniejszego kruszcu. Podium dopełnili Brytyjczycy i Włosi. Dla Polski srebro zdobył Radosław Kawęcki w wyścigu na 200 metrów stylem grzbietowym, natomiast brąz sztafeta 4x100 stylem dowolnym w składzie: Jan Świtkowski, Konrad Czerniak, Jakub Kraśka, Kacper Majchrzak i Jan Hołub.
- 5–12 sierpnia – 24. Mistrzostwa Europy w kolarstwie szosowym w szkockim Glasgow. W jeździe indywidualnej na czas triumfowali Belg Victor Campenaerts (po raz drugi z rzędu) i Holenderka Ellen Van Dijk (po raz trzeci z rzędu), natomiast w wyścigu ze startu wspólnego reprezentanci Włoch, Matteo Trentin i Marta Bastianelli.
- 6–12 sierpnia – 138. edycja prestiżowego turnieju tenisowego Rogers Cup w kanadyjskim Toronto. W grze pojedynczej triumfowali Hiszpan Rafael Nadal (po raz czwarty) i Rumunka Simona Halep (po raz drugi). W deblu triumfowali Fin Henri Kontinen i Australijczyk John Peers oraz jego rodaczka Ashleigh Barty i Holenderka Demi Schuurs.
- 7–12 sierpnia – 24. Mistrzostwa Europy w lekkoatletyce w Berlinie. W klasyfikacji medalowej triumfowali Brytyjczycy, którzy pokonali Polaków różnicą jednego srebra. Obie reprezentacje zdobyły po siedem złotych krążków. Jeden mniej wywalczyli gospodarze imprezy. Dla Polski złoto wywalczyli młociarze Anita Włodarczyk (po raz czwarty z rzędu) i Wojciech Nowicki, kulomioci Michał Haratyk i Paulina Guba, ośmiusetmetrowiec Adam Kszczot (po raz trzeci z rzędu) oraz Justyna Święty-Ersetic indywidualnie w biegu na 400 metrów oraz w sztafecie wspólnie z Małgorzatą Hołub-Kowalik, Igą Baumgart-Witan i Patrycją Wyciszkiewicz. Srebro zdobyli młociarz Paweł Fajdek, kulomiot Konrad Bukowiecki oraz Marcin Lewandowski i Sofia Ennaoui w biegu na 1500 metrów. Brąz wywalczyła Malwina Korpon w rzucie młotem.
- 8–12 sierpnia – 1. Drużynowe Mistrzostwa Europy w golfie w szkockim Glasgow. W zmaganiach mężczyzn mistrzostwo zdobyli Hiszpanii, natomiast u pań Szwedki. W rywalizacji mieszanej zwyciężyli reprezentanci Islandii.
- 9–12 sierpnia
  - 33. Mistrzostwa Europy w gimnastyce artystycznej mężczyzn w szkockim Glasgow. Dzięki pięciu złotym medalom klasyfikację wygrała reprezentacja Rosji, która pokonała Włochów i gospodarzy turnieju.
  - 100. edycja wielkoszlemowego turnieju golfowego PGA Championship. Pierwszy w karierze tytuł wywalczył Amerykanin Brooks Koepka.
- 15 sierpnia – 43. edycja Superpucharu Europy w piłce nożnej mężczyzn w estońskim Tallinnie. W hiszpańskim finale górą było Atlético Madryt, które pokonało Rea 4:2. To trzeci tytuł w historii klubu.
- 10–18 sierpnia – 19. Mistrzostwa Świata w racquetballu w kostarykańskim San José. Tytuł mistrzowski wywalczyli Meksykanin Rodrigo Montoya i Gwatemalka Ana Gabriela Martinez.
- 13–19 sierpnia – 117. edycja prestiżowego turnieju tenisowego Western & Southern Open w amerykańskim Cinncinati. W grze pojedynczej triumfowali Serb Novak Đoković i Holenderka Kiki Bertens, z kolei w deblu najlepsi okazali się Brytyjczyk Jamie Murray i Brazylijczyk Bruno Soares oraz Czeszka Lucie Hradecká i Rosjanka Jekatierina Makarowa.
- 14–19 sierpnia – 30. finał Word Tour w siatkówce plażowej w niemieckim Hamburgu. Wśród mężczyzn najlepsi okazali się Norwedzy Anders Mol i Christian Sørum oraz Brazylijki Ágatha Bednarczuk i Eduarda Santos Lisboa.
- 20–26 sierpnia – 6. Mistrzostwa Europy w lekkoatletyce niepełnosprawnych w Berlinie. Klasyfikację medalową wygrali reprezentanci Polski, którzy wywalczyli sześćdziesiąt jeden medali – dwadzieścia sześć złotych, piętnaście srebrnych i dwadzieścia brązowych. Podium dopełnili Brytyjczycy i Ukraińcy.
- 21–26 sierpnia – 23. Mistrzostwa Świata w letnim biathlonie w Czechach. W zmaganiach sprinterskich triumfowali Czech Michal Krčmář i Słowaczka Paulína Fialková. W biegu pościgowym zwyciężyli reprezentanci Czech – Veronika Vítková i Ondřej Moravec. W rywalizacji sztafet mieszanych najlepsza okazała się reprezentacja Rosji. W ostatniej z konkurencji brązowy medal wywalczyła polska sztafeta w składzie: Kinga Zbylut, Monika Hojnisz, Grzegorz Guzik i Łukasz Szczurek.
- 23–26 sierpnia – 44. Mistrzostwa Świata w kajakarstwie sprinterskim w portugalskim Montemor-o-Velho. W klasyfikacji medalowej triumfowali reprezentanci Niemiec, którzy wywalczyli siedem złotych medali. Podium dopełnili Węgrzy i Rosjanie. Reprezentanci Polski zdobyli sześć krążków – po srebro sięgnęli Arsen Śliwiński i Artur Łubniewski oraz Sylwia Szczerbińska i Dorota Borowska w klasie C-2 na dystansie 200 metrów, a także Paulina Paszek i Justyna Iskrzycka w rywalizacji K-2 na dystansie 1000 metrów. Śliwiński i Łubniewski wywalczyli również brązowy medal na dystansie 500 metrów, natomiast Borowska w klasie C-1 na dystansie 200 metrów. Ostatni z medali przypadł w udziale żeńskiej czwórce na dystansie 500 metrów – reprezentowali ja Karolina Naja, Helena Wiśniewska, Anna Puławska i Katarzyna Kołodziejczyk.
- 23–29 sierpnia – 5. edycja Pucharu Świata w bilardzie typu Carrom w Korei Południowej. Tytuły mistrzowskie wywalczyli reprezentanci Sri Lanki oraz zawodniczki Indii.
- 22 sierpnia-31 sierpnia – 8. Mistrzostwa Świata w baseballu kobiet w Stanach Zjednoczonych. Po raz szósty z rzędu najlepsza okazała się reprezentacja Japonii, której zawodniczki pokonały w decydującym pojedynku Chińskie Tajpej 6:0. Brąz dzięki lepszym statystykom od gospodyń turnieju wywalczyły Kanadyjki.

### Wrzesień
- 27 sierpnia–1 września – 25. Mistrzostwa Europy w łucznictwie w Legnicy. Dzięki trzem złotym medalom klasyfikację medalową wygrali reprezentanci Turcji przed Rosjanami i Włochami.
- 1–2 września – 12. Mistrzostwa Świata w prestiżowym triathlonie Ironman 70.3 w Republice Południowej Afryki. Najlepsi okazali się Niemiec Jan Frodeno (po raz trzeci) i Daniela Ryf (po raz czwarty z rzędu).
- 3–8 września – 7. Mistrzostwa świata w snookerze na sześciu czerwonych bilach w tajskim Bangkoku. W finale zwyciężył Anglik Kyren Wilson, który pokonał Chińczyka Ding Junhui’a 8:4.
- 4–9 września
  - 29. Mistrzostwa świata w kolarstwie górskim i trialu we szwajcarskim Lenzerheide. W wyścigu cross-country elity triumfowali Szwajcar Nino Schurter (po raz siódmy, w tym szósty raz z rzędu) i Amerykanka Kate Courtney. W zjeździe zwycięstwo odnieśli natomiast Francuz Loic Bruni (po raz trzeci, w tym drugi raz z rzędu) i Brytyjka Rachel Atherton (po raz piąty, w tym trzeci raz z rzędu). W rywalizacji drużynowej wyścigów przełajowych zwyciężyli Szwajcarzy w składzie: Schurter, Jolanda Neff, Filippo Colombo, Sina Frei i Alexander Balmer.
  - 16. Mistrzostwa Świata w piłce wodnej kobiet w rosyjskim Surgucie. Tytuł mistrzowski wywalczyły reprezentantki Stanów Zjednoczonych.
  - 26. Mistrzostwa Świata w łucznictwie we włoskiej Cortina d’Ampezzo. Klasyfikację medalową wygrali reprezentanci gospodarzy.
- 8 września – 30. Mistrzostwa Świata w ultramaratonie. Na dystansie 100 kilometrów zwyciężyli Japończyk Hideaki Yamauchi i Chorwatka Nikolina Šustić.
- 8–9 września – 3. edycja Pucharu Interkontynentalnego w lekkoatletyce w czeskiej Ostrawie. Klasyfikację punktową wygrała reprezentacja Ameryk przed Europą oraz Azją i Pacyfikiem. Drugie miejsce z reprezentantów Polski zajęli młociarka Anita Włodarczyk i Marcin Lewandowski w biegu na 1500 metrów, natomiast trzecie kulomiot Michał Haratyk.
- 27 sierpnia–10 września – 138. edycja wielkoszlemowego turnieju tenisowego US Open. W grze pojedynczej triumfowali (po raz trzeci) i Japonka Naomi Osaka. W deblu najlepsi okazali się reprezentanci gospodarzy – Mike Bryan (po raz szósty) i Jack Sock oraz ich rodaczka Coco Vandeweghe i Australijka Ashleigh Barty. W grze mieszanej zwycięstwo odnieśli inna z reprezentantek USA, Bethanie Mattek-Sands wraz z partnerem z Wielkiej Brytanii, Jamie Murrayem. Łukasz Kubot (w grze podwójnej) oraz Alicja Rosolska (w mikście) dotarli do finałowych pojedynków.
- 1–10 września – 57. Mistrzostwa Świata w pięcioboju nowoczesnym w Meksyku. W rywalizacji indywidualnej triumfowali Brytyjczyk James Cooke i Białorusinka Anastazja Prokopienko. W zmaganiach drużynowych tytuły mistrzowskie wywalczyli Francuzi – Valentin Prades, Valentin Belaud i Brice Loubet (po raz drugi) oraz Węgierki – Sarolta Kovács, Zsófia Földházi i Tamara Alekszejev (po raz drugi). Belaud zwyciężył również w sztafecie (wspólnie z Alexandre Henrandem), podobnie jak Prokopienko (wspólnie z Iriną Prasiantsową). W rywalizacji grup mieszanych zwycięstwo odnieśli reprezentanci Niemiec – Rebecca Langrehr i Fabian Liebig.
- 31 sierpnia–14 września – 52. Mistrzostwa Świata w strzelectwie w koreańskim Changwon. Klasyfikację medalową wygrała reprezentacja Chin z dorobkiem dziewięciu złotych medali. Podium dopełnili Rosjanie i Koreańczycy. Polacy wywalczyli cztery medali – w zmaganiach seniorów po złoto sięgnął Tomasz Bartnik (trójpozycyjny karabin z 50 metrów), natomiast po srebro Daniel Romańczyk (karabin łamany z 300 metrów). W rywalizacji juniorów brąz wywalczyła Aleksandra Szutko (karabin łamany z 50 metrów) oraz drużyna reprezentowana przez Patryka Sakowskiego, Tomasza Piwowarskiego i Kacpra Jurasza.
- 25 sierpnia–16 września – 73. edycja kolarskiego wyścigu Vuelta a España. Pierwsze w karierze zwycięstwo odniósł Simon Yates. Brytyjczyk wygrał także kombinację. W pozostałych najlepsi okazali się Alejandro Valverde (punktowa), Belg Thomas De Gent (górska). Hiszpańska ekipa Movistar triumfowała w klasyfikacji drużynowej.
- 14–15 września – 16. Mistrzostwa Świata w maratonie kolarstwa górskiego we Włoszech. Mistrzowski tytuły wywalczyli Brazylijczyk Henrique Avancini i Dunka Annika Langvad (po raz drugi).
- 6–16 września – 15. Mistrzostwa Świata we wspinaczce sportowej w austriackim Innsbrucku. Dzięki trzem złotym krążkom klasyfikację medalową wygrali reprezentanci gospodarzy. W rywalizacji szybkościowej złoto wywalczyła Aleksandra Rudzińska, natomiast srebro Anna Brożek.
- 7–16 września – 36. Mistrzostwa Świata w gimnastyce artystycznej w bułgarskiej Sofii. Rywalizację zdominowali Rosjanie, którzy wywalczyli siedem z dziewięciu możliwych do zdobycia złotych medali. Pozostałe wywalczyli reprezentanci Włoch i gospodarzy.
- 9–16 września – 48. Mistrzostwa Świata w wioślarstwie w bułgarskim Płowdiw. Klasyfikację medalową wygrała reprezentacja Włoch z dorobkiem trzech złotych medali. Pokonali Amerykanów różnicą jednego srebra. Podium dopełnili Niemcy. Reprezentacja Polski wywalczyła trzy medale – po złoto sięgnęła czwórka podwójna w składzie: Agnieszka Kobus, Marta Wieliczko, Maria Spingwald i Katarzyna Zillmann. Dwa pozostałe medale zawodnicy niepełnosprawni – Jolanta Majka zdobyła brąz indywidualnie (w zmaganiach PR2W1x) oraz srebro wspólnie z Michałem Gadowskim (w rywalizacji PR2Mix2x).
- 11–16 września – 16. Mistrzostwa Świata w piłce wodnej mężczyzn w Berlinie. Po raz czwarty w historii tytuł wywalczyli reprezentanci Węgier, którzy w ostatecznym starciu pokonali Australijczyków 10:4. Brąz wywalczyli Serbowie po wygranym pojedynku z reprezentantami Niemiec 15:9. Królem strzelców z szesnastoma trafieniami został Serb Gavril Subotić. MVP turnieju wybrano Australijczyka Aarona Youngera, natomiast bramkarza jego rodaka Joela Dennerleya.
- 13–16 września – 25. edycja prestiżowego turnieju golfowego Evian Championship. Zawody wygrała po raz pierwszy w karierze Amerykanka Angela Stanford.
- 14–16 września – 4. Mistrzostwa Europy w koszykówce 3x3 w Bukareszcie. W rywalizacji mężczyzn triumfowali Serbowie, którzy w finale pokonali Łotyszy 19:18. Brąz wywalczyli Słoweńcy, którzy wygrali z Rosjanami 21:15. W zmaganiach kobiet najlepsze okazały się reprezentantki Francji, które w ostatecznej rozgrywce rozgromiły Holenderki 21:5. Na najniższym stopniu podium stanęły Ukrainki, które pokonały Włoszki 17:16.
- 15–16 września – 11. edycja Letniego Pucharu Kontynentalnego kobiet w skokach narciarskich. Mistrzostwo zdobyła Niemka Katharina Althaus, natomiast Puchar Narodów jej reprezentacja.
- 16 września
  - zakończył się 23. sezon IndyCar Series. Po piąty tytuł mistrzowski wywalczył Nowozelandczyk Scott Dixon. Mistrzostwo konstruktorów powędrowało w ręce Hondy, z kolei wśród zespołów równych sobie nie mieli Chip Ganassi Racing. Dixon triumfował także w klasyfikacji torów klasycznych. W zmaganiach torów owalnych najlepszy okazał się Australijczyk Will Power.
  - 34. Mistrzostwa Świata w biegu górskim w andorski Canillo. Po tytuł sięgnęli Ugandyjczyk Robert Chemonges i Kenijka Lucy Wambui Murigi.
  - Kenijczyk Eliud Kipchoge rezultatem 2:01:39 sekundy poprawił rekord świata w maratonie w trakcie Maratonu Berlińskiego.
  - Francuz Kévin Mayer pobił rekord świata w dziesięcioboju we francuskim Talence, uzyskawszy 9126 punktów.
- 15–22 września – 15. Światowe Igrzyska w surfingu w Japonii. Tytuły mistrzowskie wywalczyli Argentyńczyk Santiago Muñiz i Australijka Sally Fitzgibbons.
- 11–23 września – 8. edycja Światowych Igrzysk w jeździectwie w amerykańskim Mill Spirng, w Karolinie Północnej. Dzięki sześciu złotym medalom klasyfikację generalną wygrała reprezentacja Niemiec. Podium dopełnili Holendrzy i Brytyjczycy.
- 18–23 września – 37. Mistrzostwa Europy w tenisie stołowym w hiszpańskim Alicante. W grze pojedynczej triumfowali Niemiec Tim Boll (po raz siódmy) i Polka Li Qian. W deblu najlepsi okazali się Austriacy Daniel Habesohn i Robert Gardos oraz Niemki Nina Mittelham i Kristin Lang. W grze mieszanej zwyciężyli reprezentanci Niemiec – Ruwen Filus i Han Ying. W grze indywidualnej brąz wywalczyła także inna reprezentantka Polski, Katarzyna Grzybowska-Franc.
- 21–23 września – 2. edycja turnieju międzynarodowego o Puchar Lavera w tenisie ziemnym. Po raz kolejny lepsza okazała się Drużyna Europejska, która pokonała Drużynę Światową 13:8. Reprezentowali ją Serb Novak Đoković, Bułgar Grigor Dimitrow, Brytyjczyk Kyle Edmund, Szwajcar Roger Federer, Belg David Goffin i Niemiec Alexander Zverev.
- 20–27 września – 32. Mistrzostwa Świata w judo w azerskim Baku. Rywalizację zdominowali Japończycy, którzy wywalczyli osiem z piętnastu możliwych do zdobycia złotych medali. Podium dopełnili Koreańczycy i Francuzi.
- 9–30 września – 19. Mistrzostwa Świata w piłce siatkowej mężczyzn we Włoszech i Bułgarii. Mistrzostwo obronili reprezentanci Polski, którzy w finale po raz kolejny pokonali Brazylijczyków – tym razem wynikiem 3:0. Brąz wywalczyli Amerykanie po wygranej z Serbami 3:1. MVP turnieju wybrany został Bartosz Kurek. Pozostałe statuetki otrzymali jego rodacy – Michał Kubiak (przyjmujący), Paweł Zatorski (libero) i Piotr Nowakowski (środkowy), a także Amerykanie Micah Christenson (rozgrywający) i Matt Anderson (atakujący) oraz Brazylijczycy Douglas Souza da Silva (przyjmujący) i Lucas Saatkamp (środkowy).
- 22–30 września
  - 18. Mistrzostwa Świata w koszykówce kobiet w Hiszpanii. Dziesiąty w historii, z czego trzeci z rzędu, tytuł mistrzowski wywalczyły reprezentantki Stanów Zjednoczonych. W ostatecznej rozgrywce pokonały Australijki 73:56. Brązowy medal wpadł w ręce Hiszpanek, które wygrały z reprezentantkami Belgii 67:60. Najbardziej wartościową zawodniczką wybrana została Amerykanka Breanna Stewart. Najwięcej punktów (34) i bloków (5) odnotowała Australijka Liz Cambage. Trzynastokrotnie asystowała Belgijka Julie Allemand, natomiast jej rodaczka Emma Messemann zaliczyła osiemnaście zbiórek. Do piątki gwiazd oprócz Stewart, Messemann i Cambage wybrane zostały także reprezentantka USA, Diana Taurasi oraz Hiszpanka Astou Ndour.
  - 91. Mistrzostwa Świata w kolarstwie szosowym w austriackim Innsbrucku. W jeździe indywidualnej na czas po złoto sięgnęli Australijczyk Rohan Dennis i Holenderka Annemiek van Vleuten (po raz drugi z rzędu). W jeździe ze startu wspólnego triumfowali Hiszpan Alejandro Valverde i inna z reprezentantek Holandii, Anna van der Breggen. W wyścigu drużynowym najlepsze okazały się drużyny z Belgii i Niemiec – odpowiednio Quick-Step Floors i Canyon-SRAM.
- 25–30 września – 39. Mistrzostwa Świata w kajakarstwie górskim w Rio de Janeiro. Klasyfikację medalową wygrała reprezentacja Wielkiej Brytanii. Zdobyła dwa złote medale – tyle samo, co Niemcy i Australijczycy, lecz pokonali ich różnicą sreber. Polacy wywalczyli dwa medale – złoto pary mieszanej kanadyjek w składzie Marcin Pochwała-Aleksandra Stach oraz srebro drużyny kajakarzy, która była reprezentowana przez Dariusza Popielę, Materusza Polaczyka oraz Michała Pasiuta.
- 28–30 września
  - 22. edycja Pucharu Świata w tenisie stołowym kobiet w chińskim Chengdu. Po raz trzeci tytuł wywalczyła Chinka Ding Ning.
  - 42. edycja prestiżowego turnieju golfowego Ryder Cup. Puchar wywalczyła reprezentacja Europejczyków.
- 30 września
  - zakończył się 62. sezon Motocrossowych Mistrzostw Świata. W królewskiej klasie MX1 po tytuł sięgnęli Holender Jeffrey Herlings. W kategorii MX2 mistrzostwo wywalczył Hiszpan Jorge Prado Garcia. Tytuł w klasyfikacji konstruktorów w obu klasach przypadł austriackiej stajni KTM-a. W zmaganiach pań po raz szósty w karierze najlepsza okazała się Włoszka Kiara Fontanesi reprezentująca ekipę japońskiej Yamahy.
  - zakończył się 5. sezon Blancpain GT Series. W klasyfikacji generalnej kierowców triumfował Włoch Raffaele Marciello, natomiast wśród zespołów belgijski Audi Sport/Belgian Audi Club Team WRT. W klasyfikacji Silver Cup zwyciężyli Niemiec Nico Bastian i Brytyjczyk Jack Manchester. W rywalizacji Pro-Am Cup najlepsi okazali się Francuz Nyls Stievenart i Niemiec Markus Winkelhock wraz z francuską ekipą Saintéloc Racing. W zmaganiach Am Cup wygrali Szwajcar Adrian Amstutz i Rosjanin Leo Machitski wspólnie z brytyjskim teamem Barwell Motorsport. Marciello triumfował zarówno w klasyfikacji wyścigów długodystansowych, jak również sprinterskich (wspólnie z Brytyjczykiem Michaelem Meadowsem).
  - zakończył się 17. sezon Letniego Pucharu Kontynentalnego w skokach narciarskich. Mistrzostwo wywalczył Austriak Philipp Aschenwald.

### Październik
- 3 października
  - zakończył się 25. sezon Letniej Grand Prix w skokach narciarskich. Tytuł wywalczył Rosjanin Jewgienij Klimow. Trzecie miejsce zajął Polak Piotr Żyła. Puchar Narodów trafił w ręce reprezentacji Polski po raz trzeci z rzędu.
  - zakończył się 7. sezon Letniej Grand Prix w skokach narciarskich kobiet. Po raz siódmy z rzędu najlepsza okazała się Japonka Sara Takanashi. Puchar Narodów również trafił do Kraju Kwitnącej Wiśni.
- 23 września-6 października – 43. edycja Olimpiady Szachowej w gruzińskiej Batumi. Zarówno w rywalizacji kobiet, jak i mężczyzn, triumfowali reprezentanci Chin. Czwarte miejsce wśród mężczyzn zajęli Polacy.
- 30 września-6 października – 21. edycja turnieju rankingowego w dartach World Grand Prix w irlandzkim Dublinie. Po raz czwarty najlepszy okazał się Holender Michael van Gerwen.
- 6 października – zakończył się 24. sezon Indywidualnych Mistrzostw Świata w jeździe na żużlu. Po raz trzeci w karierze po tytuł mistrzowski sięgnął Brytyjczyk Tai Woffinden. Wicemistrzostwo wywalczył Polak Bartosz Zmarzlik.
- 1–7 października – 5. Mistrzostwa Świata w bilardzie na dziesięciu bilach w filipińskiej Manili.
- 4–7 października – 3. edycja turnieju rankingowego International Crown w golfie w koreańskim Inczon. W zawodach zwyciężyła reprezentacja gospodarzy.
- 7 października
  - 116. edycja prestiżowego konkursu jeździeckiego Prix de l’Arc de Triomphe we Francji. W zmaganiach najlepszy okazał się Włoch Frankie Dettori na koniu Enable pod okiem Brytyjczyka Johna Gosdena.
  - 42. edycja Pucharu Narodów w Motocrossie.
- 13 października
  - 112. edycja prestiżowego klasyku kolarskiego Giro di Lombardia. Triumf odniósł Francuz Thibaut Pinot z grupy Groupama-FDJ.
  - 41. Mistrzostwa Świata w triathlonie typu IronMan w Stanach Zjednoczonych. Niemiec Patrick Lange obronił mistrzostwo po raz drugi, natomiast Szwajcarka Daniela Ryf po raz czwarty z rzędu.
  - zakończył się 43. sezon Rallycrossowych Mistrzostw Europy. W głównej klasie Supercar triumfował Łotysz Reinis Nitišs (Ford Fiesta). W kategorii Super1600 najlepszy okazał się Litwin Rokas Baciuška (Škoda Fabia). W klasie Tourning Car po tytuł sięgnął Belg Steve Volders (Ford).
- 7–14 października – 10 edycja prestiżowego turnieju tenisowego Shanghai Masters. Triumf odnieśli Serb Novak Đoković (w singlu) oraz Polak Łukasz Kubot i Brazylijczyk Marcelo Melo (w deblu).
- 16–19 października – 11. edycja Klubowych Mistrzostw Świata w piłce ręcznej mężczyzn w katarskiej Dausze. W finale po raz czwarty w historii, a drugi z rzędu, zwyciężyła hiszpańska drużyna FC Barcelona, która pokonała niemiecki Füchse Berlin 29:24. Brąz wywalczyli zawodnicy francuskiej Montpellier, którzy wygrali z gospodarzem turnieju, Al Sadd 33:23. Królem strzelców z dorobkiem dwudziestu dwóch trafień został reprezentant gospodarzy Khaled Haj Youssef.
- 13–20 października – 4. Mistrzostwa świata mikstów w curlingu w kanadyjskiej Ketownie. Mistrzostwo wywalczyli reprezentanci gospodarzy, którzy w finale pokonali Hiszpanów 6:2. Po brąz sięgnęli Rosjanie, którzy wygranej z reprezentacją Norwegii 8:6. Najlepszymi zawodnikami turnieju zostali Michael Anderson (skip), Danielle Inglis (trzecia), Sean Harrison (drugi) oraz Lauren Harrison (liderka).
- 29 września–20 października – 18. Mistrzostwa Świata w piłce siatkowej kobiet w Japonii. W finale reprezentantki Serbii pokonały Włoszki 3:2. To pierwszy tytuł dla Serbek w historii. Brązowy medal wywalczyły Chinki, które wygrały z reprezentantkami Holandii 3:0. Najbardziej wartościową zawodniczką turnieju została Serbka Tijana Bošković, natomiast jej rodaczka Milena Rašić najlepszą środkową. Pozostałe statuetki trafiły w ręce Włoszek – Paoli Egonu (atakująca), Ofelii Malinov (rozgrywająca), Miriam Sylli (przyjmująca) i Moniki De Gennaro (libero) oraz Chinki – Yan Ni (środkowa) i Zhu Ting (przyjmująca).
- 19–21 października – 39. edycja Pucharu Świata w tenisie stołowym mężczyzn w Paryżu. Triumf w zawodach odniósł Chińczyk Fan Zhendong.
- 21–28 października – 47. edycja Pucharu Mistrzyń, czyli nieoficjalnych Mistrzostw Świata w tenisie ziemnym. Po tytuły mistrzowskie sięgnęły Ukrainka Elina Switolina (w grze pojedynczej) oraz Węgierka Tímea Babos i Francuzka Kristina Mladenovic (w deblu).
- 22–28 października – 15. Mistrzostwa Świata w zapasach w Budapeszcie. Zawody zdominowali Rosjanie, którzy wywalczyli dziesięć złotych medali oraz wygrali wszystkie rozgrywane klasyfikacje punktowe. Podium dopełnili reprezentanci Japonii i Stanów Zjednoczonych. Brązowy medal dla Polski wywalczył w stylu klasycznym Gework Sahakian.
- 23–28 października – 114. finał Major World Series w baseballu. W ostatecznej rozgrywce zawodnicy Boston Red Sox pokonali Los Angeles Dodgers 4:1. To czternaste mistrzostwo w historii klubu. MVP turnieju został Amerykanin Steve Pearce.
- 25–28 października
  - 6. WGC-HSBC Champions, czyli nieoficjalmych Mistrzostw Świata w golfie w chińskim Szanghaju. Mistrzostwo wywalczył Amerykanin Xander Schauffele.
  - 11. Mistrzostwa Europy w dartach w niemieckim Dortmundzie. Tytuł zdobył Anglik James Wade.
- 27–28 października – 9. edycja Fast5 Netball World Series w Melbourne. W finale Nowozelandczycy pokonali Jamajczyków 34:33. To siódmy tytuł w historii tej reprezentacji. Po brąz sięgnęli reprezentanci gospodarzy.
- 28 października
  - zakończył się 31. sezon Mistrzostw Świata Superbike’ów. Po czwarty z rzędu tytuł mistrzowski sięgnął reprezentant Irlandii Północnej, Jonathan Rea. Mistrzostwo konstruktorów przypadło po raz kolejny japońskiej stajni Kawasaki.
  - zakończył się 22. sezon Mistrzostw Świata Supersportów. Po raz pierwszy w karierze po mistrzostwo sięgnął Niemiec Sandro Cortese. Tytuł w klasyfikacji konstruktorów przypadł japońskiej ekipie Yamahy.
  - Kenijczyk Abraham Kiptum pobił rekord świata w półmaratonie, pokonując przewidziany dystans w czasie 58 minut i 18 sekund.

### Listopad
- 25 października-3 listopada – 48. Mistrzostwa świata w gimnastyce sportowej w katarskim Doha. Z dorobkiem czterech złotych medali triumfowali Amerykanie, którzy wyprzedzili Chińczyków różnicą srebra. Podium dopełnili reprezentanci Rosji.
- 2–3 listopada – 35. edycja prestiżowego konkursu jeździeckiego Breeders’ Cup w amerykańskim Louisville, w stanie Kentucky. W zmaganiach najlepszy okazał się Dominikanin Joel Rosario na amerykańskim koniu Accelerate. Jego trenerem również był Amerykanin, John Sadler.
- 3 listopada – 16. Mistrzostwa Świata w kolarstwie przełajowym w holenderskim Rosmalen. Mistrzostwo wywalczyli reprezentanci gospodarzy – Mathieu van der Poel (po raz drugi z rzędu) i Annemarie Worst.
- 29 października-4 listopada – 47. edycja turnieju tenisowego mężczyzn Paris Masters. Zwycięstwo odniósł Rosjanin Karen Chaczanow.
- 30 października-4 listopada – 5. edycja turnieju tenisowego kobiet WTA Elite Trophy w chińskim Zhuhai. Po tytuł sięgnęła Australijka Ashleigh Barty.
- 6 listopada – 158. edycja prestiżowego konkursu jeździeckiego Melbourne Cup. Zwycięstwo odniósł reprezentant gospodarzy, Kerrin McEvoy na brytyjskim koniu Cross Counter. Jego trenerem jest Charlie Appleby.
- 1–10 listopada – 85. Mistrzostwa Świata w podnoszeniu ciężarów w Aszchabadzie. Z dorobkiem dwudziestu złotych medali, w tym siedmiu w dwuboju, w klasyfikacji medalowej triumfowali Chińczycy. Drugie miejsce w obu klasyfikacjach zajęli Tajowie. Wśród medali zdobytych w dwuboju trzecią pozycję zajęli Irańczycy. Najniższy stopień podium w zestawieniu wszystkich medali dopełnili reprezentanci Korei Północnej. Srebro w podrzucie i brąz w dwuboju dla Polski zdobył Arkadiusz Michalski. W trakcie zawodów padło trzydzieści jeden rekordów świata (dwanaście w dwuboju, jedenaście w podrzucie oraz osiem w rwaniu).
- 6–10 listopada
  - 8. edycja Pucharu Interkontynentalnego w piłce nożnej plażowej w Zjednoczonych Emiratach Arabskich. W finale Irańczycy pokonali Rosjan 4:2. To drugi tytuł w historii tego kraju. Po brąz sięgnęli Brazylijczycy, którzy wygrali 5:3 z Egipcjanami. Najbardziej wartościowym zawodnikiem został Brazylijczyk Rodrigo, z kolei królem strzelcem z dorobkiem dziewięciu bramek Rosjanin Fiedor Zemskow. Irańczyk Hamid Behzadpour wybrany został najlepszym bramkarzem.
  - Next Generation ATP Finals w Mediolanie. Turniej został wygrany przez Greka Stefanosa Tsitsipasa.
- 7–10 listopada – 33. Mistrzostwa Świata w skokach na trampolinie w Sankt Petersburgu. W klasyfikacji medalowej z dorobkiem trzech złotych medali triumfowali reprezentanci Chin. Podium dopełnili gospodarze oraz Kanadyjczycy.
- 6–11 listopada – 24. Mistrzostwa Świata w karate w Madrycie. Z dorobkiem czterech złotych medali triumfowała reprezentacja Japonii. Kolejne miejsca na podium zajęli Irańczycy oraz Francuzi. Złoty medal dla Polski wywalczyła Dorota Banaszczyk.
- 10–11 listopada – 56. edycja Fed Cup, czyli nieoficjalnych Drużynowych Mistrzostw Świata w tenisie ziemnym kobiet. Po raz jedenasty najlepsza okazała się reprezentacja Czech, która w finale pokonały Stany Zjednoczone 3:0. Zwycięską drużynę reprezentowały Barbora Strýcová i Kateřina Siniaková w grze pojedynczej oraz Siniaková wspólnie z Barborą Krejčíkovą w deblu.
- 8–12 listopada – 42. Mistrzostwa Świata w sambo w Bukareszcie. Zmagania zdominowali Rosjanie, którzy sięgnęli łącznie po dwadzieścia pięć złotych medali. Podium dopełnili Gruzini oraz Białorusini.
- 10–18 listopada – 12. edycja Grand Slam of Darts w Anglii. Po tytuł sięgnął Walijczyk Gerwyn Price.
- 11–18 listopada – 49. edycja turnieju tenisowego ATP Finals, czyli nieoficjalnych mistrzostw świata w tenisie ziemnym mężczyzn w Londynie. Zwycięstwo w grze pojedynczej odniósł Niemiec Alexander Zverev, natomiast w podwójnej Amerykanie Mike Bryan i Jack Sock.
- 15–18 listopada – 8. edycja prestiżowego turnieju golfowego kobiet CME Group Tour w amerykańskim Naples, w stanie Floryda. Tytuł zdobyła reprezentantka gospodarzy Lexi Thompson.
- 18 listopada
  - zakończył się 70. sezon Motocyklowych Mistrzostw Świata. W najwyższej klasie MotoGP po raz piąty w karierze po tytuł mistrzowski sięgnął Hiszpan Marc Márquez. W klasyfikacji konstruktorów triumfowała Honda, natomiast wśród zespołów fabryczny team Repsol Honda. W kategorii Moto2 tytuł wywalczył Włoch Francesco Bagnaia i Kalex. W klasie Moto3 mistrzem został Hiszpan Jorge Martin oraz Honda.
  - zakończył się 46. sezon Rajdowych Mistrzostw Świata. W najwyższej kategorii WRC po raz szósty z rzędu najlepsi okazali się Francuzi, Sébastien Ogier i jego pilot Julien Ingrassia. W klasyfikacji zespołowej i konstruktorów triumfowała japońska Toyota. W klasie WRC-2 triumfowali Czesi Jan Kopecký i Pavel Dresler, natomiast w klasyfikacji zespołowej Škoda. W kategorii WRC-3 zwyciężyli Włosi Enrico Brazzoli i Luca Beltrame wspólnie z rodzimym zespołem ACI Team Italia.
  - 1. edycja World Tourning Car Cup, czyli Pucharu Świata Wyścigów Samochodów Turystycznych. Mistrzowski tytuł w klasyfikacji kierowców wywalczył Włoch Gabriele Tarquini, natomiast w klasyfikacji zespołów włoska ekipa BRC Racing Team.
- 2–23 listopada – 77. Mistrzostwa świata kobiet w szachach w Rosji. Po tytuł sięgnęła Chinka Ju Wenjun.
- 10–24 listopada – 59. finał Copa Libertadores w piłce nożnej w Buenos Aires.
- 16–24 listopada – 44. Mistrzostwa Europy w curlingu w estońskim Tallinnie. Mistrzostwo wywalczyły po raz trzynasty Szkoci oraz dwudziesty pierwszy Szwedki.
- 17–25 listopada – 23. edycja Champions Trophy w hokeju na trawie kobiet w chińskim Changzhou. Triumf odniosły reprezentantki Holandii, które sięgnęły tym samym po siódme mistrzostwo w historii. W finale pokonały Australijki 5:1. MVP turnieju została Holenderka Eva de Goede, natomiast królową strzelczyń z dorobkiem pięciu bramek jej rodaczka Marijn Veen. Chinka Ye Jaio została wybrana najlepszą bramkarką.
- 21–25 listopada – 59. Puchar Świata w golfie w Australii. Tytuł mistrzowski wywalczyli Belgowie – Thomas Pieters i Thomas Detry.
- 23–25 listopada – 107. edycja Davis Cup, czyli nieoficjalnych Drużynowych Mistrzostw Świata w tenisie ziemnym mężczyzn. W finale reprezentanci Chorwacji pokonali Francuzów 3:1. Zwycięską drużynę reprezentowali Borna Ćorić i Marin Čilić w grze pojedynczej oraz Ivan Dodig i Mate Pavić w deblu.
- 25 listopada
  - zakończył 69. sezon Mistrzostw Świata Formuły 1. Tytuł mistrzowski w klasyfikacji kierowców po raz piąty wywalczył Brytyjczyk Lewis Hamilton oraz niemiecka stajnia Mercedes. W seriach towarzyszących – Formule 2 i GP3 – triumfowali jego rodak George Russell oraz Francuz Anthoine Hubert. W obu seriach w klasyfikacji zespołowej zwyciężyła francuska ekipa ART Grand Prix.
  - 106. finał Grey Cup w futbolu kanadyjskim w Edmonton. W ostatecznej rozgrywce Calgary Stempeders pokonało Ottawę Redblacks 27:16.
  - 38. edycja prestiżowego konkursu jeździeckiego Japan Cup w Tokio. Zwycięstwo odniósł Francuz Christophe Lemaire na japońskim koniu Almond Eye. Trenerem był Japończyk Sakae Kunieda.
- 9–28 listopada – 54. Mistrzostwa świata mężczyzn w szachach w Anglii. Po raz szósty z rzędu tytuł mistrzowski wywalczył Norweg Magnus Carlsen.

### Grudzień
- 1 grudnia – 1. edycja wyścigu FIA GT Nations Cup w Bahrajnie. W zawodach zwyciężyła turecka załoga – Salih Yoluç i Ayhancan Güven – reprezentująca brytyjską ekipę Ram Racing.
- 26 listopada–2 grudnia – 14. edycja Klubowych Mistrzostw Świata w piłce siatkowej mężczyzn w Polsce. We włoskim finale zawodnicy Trentino pokonali Lube Civitanova 3:1. To piąte mistrzostwo w historii tego klubu. W walce o brąz lepsza okazała się rosyjska drużyna Fakieł Nowy Urengoj, która pokonała gospodarzy turnieju, Asseco Resovia, 3:1. MVP turnieju został Amerykanin Aaron Russell. Pozostałe wyróżnienia otrzymali: Bułgar Cwetan Sokołow (atakujący), Kubańczyk Roberlandy Simón Aties (środkowy), Serbowie Dragan Stanković (środkowy) i Uroš Kovačević (przyjmujący), Rosjanin Dmitrij Wołkow (przyjmujący) i Włoch Simone Giannelli (libero).
- 4–7 grudnia – 25. edycja turnieju bilardowego w „dziewiątkę” Mosconi Cup w Londynie. Po tytuł sięgnęła reprezentacja Stanów Zjednoczonych, która w finale pokonała Europę 11:9.
- 27 listopada-9 grudnia – 42. edycja snookerowego turnieju rankingowego UK Championship w angielskim Yorku. Po raz siódmy tytuł mistrzowski wywalczył Anglik Ronnie O’Sullivan, która w finale pokonał reprezentanta Irlandii Północnej, Marka Allen, 10:6.
- 1–9 grudnia – 12. Mistrzostwa Świata w unihokeju mężczyzn w czeskiej Pradze. W finale Finowie pokonali Szwedów 6:3. To czwarty tytuł w historii Kraju Tysiąca Jezior. Brąz wywalczyła reprezentacja Szwajcarii, która w wygrała pojedynek z gospodarzami turnieju 4:2. Najbardziej wartościowym zawodnikiem i bramkarzem wybrany został Pascal Meier, z kolei królem strzelców z dorobkiem dwudziestu jeden bramek Słowak Michal Dudovic. Pozostałe wyróżnienia otrzymali: Szwedowie Emil Johansson i Robin Nilsberth (obrońcy) i Kim Nilsson (napastnik), Fin Joonas Pylsy (środkowy) oraz Czech Adam Delong (napastnik).
- 4–9 grudnia – 12. edycja Klubowych Mistrzostw Świata w piłce siatkowej kobiet w chińskiej Shaoxing. Trzecie mistrzostwo w historii wywalczyły siatkarki tureckiego klubu VakıfBank SK, które w finale pokonały 3:0 brazylijski Minas Tênis Clube. Brąz zdobył inny turecki klub, Eczacıbaşı Stambuł, który wygrał takim samym stosunkiem setów z siatkarkami innej brazylijskiej drużyny, Praia Clube. Najbardziej wartościową zawodniczką turnieju została Chinka Zhu Ting. Ting zdobyła także statuetkę w kategorii „najlepsza przyjmująca”. Pozostałe zdobyły Brazylijki Gabi (przyjmująca), Mayany Araújo (środkowa) i Macris Carneiro (rozgrywająca), Serbki Tijana Bošković (atakująca) i Milena Rašić (środkowa) oraz Turczynka Hatice Gizem Örge (libero).
- 9 grudnia
  - 25. Mistrzostwa Europy w biegach przełajowych w holenderskiej Tilburgu. Wśród mężczyzn triumfował Norweg Filip Ingebrigtsen, natomiast u kobiet Turczynka Yasemin Can.
  - 31. edycja prestiżowego konkursu jeździeckiego Hong Kong Cup. W zawodach zwyciężył Brazylijczyk Silvestre de Sousa na brytyjskim koniu Glorious Forever. Trenerem był reprezentant Hongkongu, Frankie Lor.
- 7–11 grudnia – 14. Mistrzostwa Świata w pływaniu na krótkim basenie w chińskim Hangzhou. Z dorobkiem siedemnastu złotych medali triumfowali Amerykanie przed Rosjanami i Węgrami. Brązowy medal dla Polski wywalczył grzbiecista Radosław Kawęcki w wyścigu na 200 metrów.
- 28 listopada–16 grudnia – 14. Mistrzostwa Świata w hokeju na trawie mężczyzn w hinduskim Bhubaneswar.
- 29 listopada–16 grudnia – 13. Mistrzostwa Europy w piłce ręcznej kobiet we Francji. W finale reprezentantki gospodarzy pokonały Rosjanki 24:21. Brąz wywalczyła reprezentacja Holandii, która pokonała Rumunki 24:20. MVP turnieju została Rosjanka Anna Wiachiriewa, natomiast królową strzelczyń z 50 bramkami Serbka Katarina Krpež Slezak. Pozostała wyróżnienia otrzymały Francuzka Amandine Leynaud (bramkarka), Norweżka Stine Oftedal (środkowa rozgrywająca), Rumunka Crina Pintea (obrotowa), Hiszpanka Carmen Martín (prawoskrzydłowa), Holenderka Kelly Dulfer (broniąca), Niemka Alicia Stolle (prawa rozgrywająca), reprezentantka Czarnogóry Majda Mehmedović (lewoskrzydłowa) i Węgierka Noémi Háfra (lewa rozgrywająca).
- 12–16 grudnia
  - 12. edycja BWF World Tour Finals w badmintonie w chińskim Kanton. W grze pojedynczej zwycięstwo odnieśli Chińczyk Shi Yuqi i Hindus P. V. Sindhu. W deblu triumfowali Chińczycy Li Junhui i Liu Yuchen oraz Japonki Misaki Matsumoto i Ayaka Yakahashi. W grze mieszanej zwyciężyli Chińczycy Wang Yilü i Huang Dongping.
  - 2. edycja World Taekwondo Grand Slam w chińskiej Wuxi. Z dorobkiem dwóch złotych medali zawody wygrali Brytyjczycy przed reprezentantami Chin i Koreańczykami. Brąz wywalczyła Polka Aleksandra Kowalczuk.
- 10–20 grudnia – 29. Mistrzostwa Świata w bilardzie typu „dziewiątka” w katarskiej Dausze. Po tytuł sięgnął Niemiec Joshua Filler.
- 12–22 grudnia – 15. edycja Klubowych Mistrzostw Świata w piłce nożnej mężczyzn w Zjednoczonych Emiratach Arabskich. Po raz czwarty, w tym trzeci z rzędu, tytuł wywalczył hiszpański klub Real Madryt. W finale pokonała 4:1 reprezentantów gospodarzy, Al-Ain FC. Brąz zdobyli piłkarze argentyńskiego River Plate po wygranej 4:0 z japońską Kashima Antlers. Złotą Piłkę dla najlepszego zawodnika turnieju zdobył Walijczyk Gareth Bale. Wspólnie z Kolumbijczykiem Rafaelem Santosem Borré został królem strzelców z trzema trafieniami.
- 26–31 grudnia – Mistrzostwa Świata w szachach błyskawicznych i klasycznych w Rosji. W zmaganiach odmiany szybkiej triumfowali reprezentant gospodarzy, Daniił Dubow oraz Chinka Ju Wenjun. Srebrny medal wywalczył Polak Jan Krzysztof Duda.

## Zdarzenia astronomiczne

### Styczeń
- 1 stycznia:
  - Merkury w maksymalnej elongacji zachodniej (22°40′) (20:52)
  - perygeum Księżyca (356 570,7 km) (22:49)
- 2 stycznia – pełnia Księżyca (03:24)
- 3 stycznia:
  - Ziemia w peryhelium (0,98328425 au) (06:34)
  - maksimum roju Kwadrantydy (około 20:00)
- 8 stycznia – ostatnia kwadra Księżyca (23:25)
- 9 stycznia – koniunkcja górna Wenus (08:02)
- 11 stycznia:
  - koniunkcja Księżyca z Jowiszem (410′) (09:21)
  - koniunkcja Księżyca z Marsem (4°23′) (13:33)
- 13 stycznia – koniunkcja Merkurego z Saturnem (0°39′) (08:03)
- 15 stycznia:
  - koniunkcja Księżyca z Saturnem (2°38′) (02:48)
  - apogeum Księżyca (406 470,7 km) (03:10)
  - koniunkcja Księżyca z Merkurym (3°22′) (08:02)
- 17 stycznia – nów Księżyca (03:17)
- 20 stycznia – Słońce wkracza w znak Wodnika (300°) (04:09)
- 24 stycznia – pierwsza kwadra Księżyca (23:20)
- 30 stycznia – perygeum Księżyca (358 99,4 km) (10:58)
- 31 stycznia:
  - pełnia Księżyca (14:27)
  - całkowite zaćmienie Księżyca (1,321) – widoczne przy wschodzie Księżyca[88].

### Luty
- 1 lutego – koniunkcja Księżyca z Regulusem 0°55′ (20:21)
- 7 lutego:
  - ostatnia kwadra Księżyca (16:54)
  - koniunkcja Księżyca z Jowiszem 4°08′N (22:56)
- 8 lutego – zakrycie i odkrycie Zubenelakraba (+3,91 mag) przez Księżyc (-45%) (04:28 do 5:47)
- 9 lutego – koniunkcja Księżyca z Marsem 4°19′N (07:39)
- 11 lutego:
  - apogeum Księżyca (405 706,8 km od Ziemi) (15:16)
  - koniunkcja Księżyca z Saturnem 2°38′N (15:16)
- 12 lutego – maksymalna deklinacja Księżyca, δ = −20°02′ (0:22)
- 14 lutego – Księżyc w węźle zstępującym, λ = 314°45′ (22:11)
- 15 lutego:
  - koniunkcja Księżyca 1,1°N z Merkurym (19:06)
  - nów Księżyca (22:05)
  - częściowe zaćmienie Słońca, Antarktyda (maksimum 20:35)
- 16 lutego:
  - Słońce wkracza do gwiazdozbioru Skorpiona; λ =327,5° (12:24)
  - bliska koniunkcja Księżyca z Wenus 0°32′S (17:35)
- 17 lutego:
  - koniunkcja Księżyca 1,6°S z Neptunem
  - koniunkcja górna Merkurego ze Słońcem 2,0° (16:41)
- 18 lutego – Słońce wchodzi w znak Ryb; = 330° (18:18)
- 20 lutego – koniunkcja Księżyca 4,4°S z Uranem (12:11)
- 21 lutego:
  - zakrycie gwiazdy μ Ceti przez Księżyc (18:37 do 19:17)
  - bliska koniunkcja Wenus 32°S z Neptunem (19:41)
- 23 lutego:
  - pierwsza kwadra Księżyca (09:09)
  - zakrycie Aldebarana (+0,87 mag) przez Księżyc (+54%) (18:08 do 19:09)
- 25 lutego:
  - bliska koniunkcja Merkurego 26°S z Neptunem (13:25)
  - maksymalna deklinacja Księżyca, δ = 20°03′ (21:12)
- 27 lutego – perygeum Księżyca (363 938,5 km od Ziemi) (15:39)
- 28 lutego – Księżyc w węźle wstępującym, λ = 134°37′ (06:04)

### Marzec
- 1 marca – koniunkcja Księżyca z Regulusem 0°55′ (07:06)
- 2 marca – pełnia Księżyca (01:51)
- 4 marca:
  - koniunkcja górna Neptuna ze Słońcem (30,935 au) 0,9°S (14:53)
  - koniunkcja Merkurego z Wenus 1°06′N (19:04)
- 7 marca – koniunkcja Księżyca z Jowiszem 3°57′N (09:54)
- 9 marca:
  - Jowisz rozpoczyna ruch wsteczny w długości ekliptycznej (5:15)
  - ostatnia kwadra Księżyca (12:20)
- 10 marca – koniunkcja Księżyca z Marsem 3°48′N (01:53)
- 11 marca:
  - koniunkcja Księżyca z Saturnem 2°14′N (03:04)
  - maksymalna deklinacja Księżyca, δ = −20°07′
  - apogeum Księżyca (404 684,7 km od Ziemi) (10:14)
- 12 marca – Słońce wkracza do gwiazdozbioru Ryb, λ = 351,7°
- 14 marca – Księżyc w węźle zstępującym, λ = 314°16′
- 15 marca – Merkury w maksymalne elongacji wschodniej 18,40°E (16:09)
- 16 marca – koniunkcja Księżyca 1,7°S z Neptunem (14:45)
- 17 marca – nów Księżyca (14:12)
- 18 marca – koniunkcja Księżyca z Wenus 3°32′S (22:57)
- 19 marca:
  - koniunkcja Księżyca 7,3°N z Merkurym (0:46)
  - koniunkcja Księżyca 4,4°S z Uranem (20:28)
- 20 marca:
  - koniunkcja Merkurego z Wenus 3°52′N (05:02)
  - Słońce wstępuje w znak Barana; λ = 0° (17:15) – początek astronomicznej wiosny
- 21 marca – opozycja planetoidy (18) Melpomene, 1,8 au od Ziemi (–)
- 23 marca:
  - Merkury rozpoczyna ruch wsteczny w długości ekliptycznej (0:50)
  - zakrycie gwiazdy 119 Tauri przez Księżyc (23:41 do 0:33)
- 24 marca – pierwsza kwadra Księżyca (16:35)
- 25 marca:
  - zmiana czasu ze środkowoeuropejskiego (CET) na czas środkowoeuropejski letni (CEST) (2:00 na 3:00)
  - maksymalna deklinacja Księżyca, δ = +20°13′ (4:08)
- 26 marca – perygeum Księżyca, 369 111,7 km od Ziemi (19:17)
- 27 marca – Księżyc w węźle wstępującym, λ = 133°28′ (12:57)
- 29 marca – bardzo bliska koniunkcja Wenus 4′S z Uranem (2:46)
- 31 marca – pełnia Księżyca (14:37)

### Kwiecień
- 1 kwietnia – koniunkcja dolna Merkurego ze Słońcem 2,8°N (23:40)
- 2 kwietnia – koniunkcja Marsa 1,3°S z Saturnem (17:44)
- 3 kwietnia – koniunkcja Księżyca 3,8°N z Jowiszem (18:05)
- 7 kwietnia:
  - zakrycie gwiazdy μ Sagittarii przez Księżyc (1:39 do 2:40)
  - koniunkcja Księżyca 1,9°N z Saturnem (14:18)
  - maksymalna deklinacja Księżyca, δ = −20°19′ (16:35)
  - koniunkcja Księżyca 3,1°N z Marsem (19:40)
- 8 kwietnia:
  - zakrycie gwiazdy Albaldah przez Księżyc (4:29 do 5:49)
  - apogeum Księżyca, 404 150,6 km od Ziemi (7:31)
  - ostatnia kwadra Księżyca (09:18)
- 10 kwietnia – Księżyc w węźle zstępującym, λ = 312°19′ (10:10)
- 13 kwietnia – koniunkcja Księżyca 1,8°S z Neptunem (2:08)
- 14 kwietnia – koniunkcja Księżyca 3,6°S z Merkurym (14:11)
- 15 kwietnia – Merkury powraca do ruchu prostego w długości ekliptycznej (10:50)
- 16 kwietnia:
  - nów Księżyca (03:57)
  - koniunkcja Księżyca 4,4°S z Uranem (7:58)
- 18 kwietnia:
  - koniunkcja Księżyca z 5,2°S z Wenus (0:04)
  - Saturn rozpoczyna ruch wsteczny w długości ekliptycznej (3:35)
  - koniunkcja Uranu ze Słońcem 0,5°S (15:59)
- 19 kwietnia – Słońce wkracza do gwiazdozbioru Barana; λ = 28,7° (2:58)
- 20 kwietnia:
  - Słońce wstępuje w znak Byka; λ = 30° (5:13)
  - perygeum Księżyca, 368 719,6 km od Ziemi (16:41)
- 21 kwietnia – maksymalna deklinacja Księżyca, δ = +20°27′ (9:39)
- 22 kwietnia:
  - maksimum aktywności roju meteorów Lirydy (~ 20)
  - pierwsza kwadra Księżyca (23:46)
- 23 kwietnia – Księżyc w węźle wstępującym, λ = 130°09′ (14:20)
- 29 kwietnia – maksymalna elongacja Merkurego; 27,0°W od Słońca (20:23)
- 30 kwietnia:
  - pełnia Księżyca (02:58)
  - koniunkcja Księżyca 3,7°N z Jowiszem (21:11)

### Maj
- 4 maja – koniunkcja Księżyca z Saturnem 1°42′N (22:01)
- 5 maja – Księżyc osiąga maksymalną deklinację południową, δ = −20°33,8′ (01:00)
- 6 maja:
  - maksimum roju meteorów Eta Akwarydy (~04:00)
  - apogeum Księżyca (404 463,5 km od Ziemi) (02:35)
  - koniunkcja Księżyca z Marsem 2°44′N (08:19)
- 7 maja – Księżyc w węźle zstępującym, λ = 309°23′ (12:23)
- 8 maja – ostatnia kwadra Księżyca (04:09)
- 9 maja:
  - maksimum roju Eta Lirydy (00:00)
  - opozycja Jowisza (−2,5 m) (2:40)
- 13 maja – koniunkcja Księżyca z Merkurym, 2°16′ (20:56)
- 15 maja – nów Księżyca (13:48)
- 17 maja:
  - koniunkcja Księżyca z Wenus 4°49′ (20:17)
  - perygeum Księżyca, 363 782,3 km od Ziemi (23:05)
- 18 maja – Księżyc osiąga maksymalną deklinację północną δ = +20°39,1′ (17:04)
- 21 maja – Słońce wstępuje w znak Bliźniąt (60°) (4:15)
- 22 maja:
  - koniunkcja Księżyca z Regulusem, 1°′25 (4:11)
  - pierwsza kwadra Księżyca (05:49)
- 27 maja – koniunkcja Księżyca z Jowiszem 3°47′ (21:47)
- 29 maja – pełnia Księżyca (16:20)

### Czerwiec
- 1 czerwca:
  - koniunkcja Księżyca z Saturnem 1°38′N (2:52)
  - maksymalna deklinacja Księżyca, δ = 20°44′ (9:09)
- 2 czerwca – apogeum Księżyca (404 150,6 km od Ziemi) (18:35)
- 3 czerwca:
  - koniunkcja Księżyca z Marsem 3°08′N (12:21)
  - Księżyc w węźle zstępującym, λ = 306°53′ (14:38)
- 6 czerwca:
  - koniunkcja górna Merkurego, 0,47° (2:13)
  - ostatnia kwadra Księżyca (20:32)
  - koniunkcja Księżyca z Neptunem 2,3°S (21:24)
- 10 czerwca – koniunkcja Księżyca 4,6°S z Uranem (8:13)
- 13 czerwca – nów Księżyca (21:44)
- 14 czerwca – koniunkcja Księżyca z Merkurym 4°35′S (15:01)
- 15 czerwca:
  - perygeum Księżyca, 368 719,6 km od Ziemi (1:53)
  - maksymalna deklinacja Księżyca, δ = +20°45′
  - opozycja planetoidy (29) Amphitrite, 1,71 au od Ziemi (–)
- 16 czerwca:
  - koniunkcja Księżyca z Wenus 2°20′S (14:13)
  - Księżyc w węźle wstępującym, λ = 126°14′ (19:51)
- 17 czerwca – opozycja planetoidy (9) Metis, 1,66 au od Ziemi (–)
- 19 czerwca – Neptun rozpoczyna ruch wsteczny w długości ekliptycznej (1:05)
- 20 czerwca – pierwsza kwadra Księżyca (12:51)
- 21 czerwca:
  - Słońce wstępuje w znak Raka (90°) (12:07); początek astronomicznego lata
  - Słońce wkracza do gwiazdozbioru Bliźniąt; λ = 90,1°
  - opozycja planetoidy (4) Westa, 1,14 au od Ziemi (–)
- 23 czerwca – koniunkcja Księżyca z Jowiszem 4°01′N (23:10)
- 26 czerwca – Mars rozpoczyna ruch wsteczny w długości ekliptycznej (22:35)
- 27 czerwca:
  - maksimum roju meteorów Czerwcowe Bootydy (~11:00)
  - opozycja Saturna do Słońca (0,0 m), 9,049 au od Ziemi (15:27)
- 28 czerwca:
  - koniunkcja Księżyca z Saturnem 1°47′N (5:33)
  - pełnia Księżyca (06:53)
  - maksymalna deklinacja Księżyca, δ = -20°46′ (16:26)
- 29 czerwca – zakrycie 3,7m gwiazdy o Sagittarii przez Księżyc (0:05 do 1:15)
- 30 czerwca:
  - apogeum Księżyca, 406 067,5 km od Ziemi (4:43)
  - Księżyc w węźle zstępującym, λ = 305°43′ (18:46)
- 27 czerwca – 40 ROCZNICA LOTU PIERWSZEGO POLAKA W KOSMOS (Mirosław Hermaszewski)
- 30 czerwca – 110 ROCZNICA KATASTROFY TUNGUSKIEJ

### Lipiec
- 1 lipca – koniunkcja Księżyca z Marsem (4°43′N) (01:09)
- 4 lipca – koniunkcja Księżyca z Neptunem (2,4°S) (4:19)
- 6 lipca:
  - ostatnia kwadra Księżyca (09:51)
  - Ziemia w aphelium (1,01669612 au, 152,096 mln km od Słońca) (18:46)
- 7 lipca – koniunkcja Księżyca 4,7°S z Uranem (18:44)
- 10 lipca – Jowisz powraca do ruchu prostego w długości ekliptycznej (18:35)
- 12 lipca:
  - Merkury w maksymalnej elongacji wschodniej (26,42°E od Słońca) (07:28)
  - maksymalna deklinacja Księżyca, δ = +20°46′ (14:01)
  - 13 lipca:
  - nów Księżyca (04:48)
  - częściowe zaćmienie Słońca, Antarktyda (maks. 3:02) – niewidoczne w Polsce
  - perygeum Księżyca (357 436,9 km 0d Ziemi) (10:25)
- 14 lipca – Księżyc w węźle wstępującym, λ = 125°38′ (4:50)
- 15 lipca – koniunkcja Księżyca z Merkurym (2°09′N) (1:11)
- 16 lipca – koniunkcja Księżyca z Wenus (1°34′N) (06:34)
- 19 lipca – pierwsza kwadra Księżyca (21:52)
- 21 lipca:
  - Słońce wkracza do gwiazdozbioru Raka; λ = 118,0° (2:43)
  - koniunkcja Księżyca z Jowiszem (4°14′) (04:28)
- 24 lipca – opozycja planetoidy (14) Irene, 1,71 au od Ziemi, 10,0m (22:38)
- 25 lipca – koniunkcja Księżyca z Saturnem (2°00′) (07:45)
- 27 lipca:
  - wielka opozycja Marsa (−2,8m; 57,1 mln km) (04:38)
  - apogeum Księżyca (406 229,6 km) (07:44)
  - pełnia Księżyca i najdłuższe całkowite zaćmienie Księżyca w obecnym stuleciu: 1h44m, widoczne w większości Polski, po wschodzie Księżyca (środek fazy całkowitej i pełnia: 22:21)
- 28 lipca – Księżyc w węźle zstępującym, λ = 305°38′ (0:40)
- 30 lipca – maksimum roju alfa Kaprikornidy (00:00)
- 31 lipca:
  - maksimum roju Południowe delta Akwarydy (00:00)
  - koniunkcja Księżyca 2,4°S z Neptunem (9:29)

### Sierpień
- 4 sierpnia:
  - koniunkcja Księżyca 4,7°S z Uranem (2:32)
  - ostatnia kwadra Księżyca (20:18)
- 7 sierpnia – Uran rozpoczyna ruch wsteczny w długości ekliptycznej (18:05)
- 9 sierpnia:
  - maksymalna deklinacja Księżyca, δ = +20°45′ (0:30)
  - koniunkcja dolna Merkurego ze Słońcem (4,53°S) (07:28)
- 10 sierpnia:
  - księżyc w węźle wstępującym, λ = 125°40′ (15:41)
  - perygeum Księżyca (358 084,3 km) (20:07)
- 11 sierpnia:
  - Słońce wkracza do gwiazdozbioru Lwa; λ = 138,o° (1:50)
  - koniunkcja Księżyca w nowiu 5,4°N z Merkurym (5:53)
  - nów Księżyca (11:58)
  - częściowe zaćmienie Słońca, Arktyka – niewidoczne w Polsce (maks. 9:47)
- 12/13 sierpnia – maksimum aktywności roju Perseidy (00:00)
- 14 sierpnia – koniunkcja Księżyca 5,9°N z Wenus (20:05)
- 17 sierpnia:
  - koniunkcja Księżyca z Jowiszem (4°18′N) (15:05)
  - Wenus w maksymalnej elongacji wschodniej 45,93°E od Słońca (19:30)
- 18 sierpnia – pierwsza kwadra Księżyca (09:49)
- 19 sierpnia – Merkury powraca do ruchu prostego w długości ekliptycznej (5:50)
- 21 sierpnia – koniunkcja Księżyca z Saturnem (2°08′N) (11:32)
- 22 sierpnia – maksymalna deklinacja Księżyca, δ = −20°46′ (4:54)
- 23 sierpnia:
  - apogeum Księżyca (405 752,3 km od Ziemi) (13:23)
  - koniunkcja Księżyca 6,8°n z Marsem (16:18)
- 24 sierpnia – księżyc w węźle zstępującym, λ = 305°38′ (6:50)
- 26 sierpnia:
  - pełnia Księżyca (13:56)
  - Merkury w maksymalne elongacji zachodniej (18,32°) (22:34)
- 27 sierpnia:
  - koniunkcja Księżyca 2,3°S z Neptunem (14:03)
  - Mars powraca do ruchu prostego w długości ekliptycznej (15:40)
- 31 sierpnia – koniunkcja 4,6°S z Uranem (7:50)

### Wrzesień
- 3 września:
  - koniunkcja Księżyca z Aldebaranem (2°04′) (03:44)
  - ostatnia kwadra Księżyca (04:37)
- 5 września:
  - zakrycie (4,1)m γ Gem przez Księżyc (0:48); (odkrycie 1:00)
  - maksymalna deklinacja Księżyca, δ = +20°50′ (8:54)
- 6 września – opozycja planetoidy (27) Euterpe, 1,40 au od Ziemi (01:38)
- 7 września:
  - Księżyc w węźle wstępującym, λ = 125°09′ (00:42)
  - Neptun w opozycji do Słońca (+7,8m), 28,933 au od Ziemi (20:26)
- 8 września – perygeum Księżyca (361 356,5 km od Ziemi) (03:20)
- 8/9 września – zakrycie (okultacja) Merkurego przez Księżyc (23:50); (odkrycie 00:38)
- 9 września:
  - bliska koniunkcja Księżyca z Merkurym (0°54′) (00:53)
  - maksimum roju Perseidy Wrześniowe (21:00)
  - nów Księżyca (20:02)
- 13 września – koniunkcja Księżyca (9,9°N) z Wenus (00:30)
- 14 września – koniunkcja Księżyca z Jowiszem (4°11′N) (06:32)
- 17 września:
  - pierwsza kwadra Księżyca (01:15)
  - Słońce wkracza do gwiazdozbioru Panny; λ = 173,9° (2:59)
  - koniunkcja Księżyca z Saturnem (2°04′N) (18:24)
- 18 września – zakrycie i odkrycie omikron Sagittarii (+3,76m) przez Księżyc (+67%) (19:23); (odkrycie 20:48)
- 19 września – opozycja planetoidy (30) Urania, 1,1 au od Ziemi (4:05)
- 20 września:
  - apogeum Księżyca (404 882,6 km) (02:53)
  - koniunkcja Księżyca z Marsem (4°45′N) (06:22)
  - Księżyc w węźle zstępującym, λ = 304°29′ (11:31)
- 21 września – koniunkcja górna Merkurego ze Słońcem (1,23°n) (07:23)
- 23 września:
  - Słońce wstępuje w znak Wagi (λ = 180°) – początek astronomicznej jesieni (03:54)
  - koniunkcja Księżyca z Neptunem (2,3°S) (19:21)
- 25 września – pełnia Księżyca (04:52)
- 27 września – koniunkcja Księżyca (4,5°) z Uranem (12:10)
- 30 września – koniunkcja Księżyca z Aldebaranem (1°′23) (09:13)

### Październik
- 2 października:
  - ostatnia kwadra Księżyca (11:45)
  - Maksymalna deklinacja Księżyca, δ = +21°02′
- 4 października – Księżyc w węźle wstępującym, λ = 123°17′
- 5 października – Ziemia w średniej odległości od Słońca: 1,000 au
- 6 października:
  - perygeum Księżyca (366 398,3 km) (00:27)
  - koniunkcja Księżyca z Regulusem (1°48′) (00:10)
- 9 października:
  - maksimum aktywności roju Drakonidy (02:00)
  - nów Księżyca (05:47)
- 10 października:
  - maksimum roju Południowe Taurydy (–)
  - koniunkcja Księżyca 5,5°N z Merkury (6:35)
- 11 października – daleka koniunkcja Księżyca z Wenus (12°25′N) (00:15)
- 12 października – koniunkcja Księżyca z Jowiszem (3,9°N) (01:12)
- 15 października:
  - koniunkcja Księżyca z Saturnem (1°48′N) 04:39
  - maksymalna deklinacja Księżyca, δ = −21°09′ (19:25)
  - koniunkcja Merkurego 6,2°N z Wenus (22:20)
- 16 października – pierwsza kwadra Księżyca (20:02)
- 17 października:
  - Księżyc w węźle zstępującym, λ = 301°57′ (14:05)
  - apogeum Księżyca (404 234,0 km) (21:16)
- 18 października – koniunkcja Księżyca z Marsem (1°55′N) (13:49)
- 21 października:
  - maksimum aktywności roju meteorów Orionidy (–)
  - Koniunkcja Księżyca 2,4°S z Neptunem (02:06)
- 24 października:
  - Uran w opozycji do Słońca,18,875 au (+5,9m) (02:46)
  - koniunkcja Księżyca 4,4°S z Uranem (17:30)
  - pełnia Księżyca (18:45)
- 26 października – koniunkcja dolna Wenus ze Słońcem (6,3°S) (16:15)
- 28 października:
  - zmiana czasu z letniego środkowoeuropejskiego (CEST) na środkowoeuropejski (CET) (3:00 na 2:00)
  - koniunkcja Merkurego z Jowiszem (3°09′) (12:04)
- 30 października – zakrycie 3,9m ζ Gem przez Księżyc (02:17) (odkrycie 03:15)
- 31 października:
  - Księżyc w węźle wstępującym, λ = 129°04′ (04:46)
  - Słonce wkracza do gwiazdozbioru Wagi; λ = 217,8° (15:22)
  - ostatnia kwadra Księżyca (17:40)
  - perygeum Księżyca (370 210,1 km od Ziemi) (21:23)

### Listopad
- 2 listopada – maksymalna deklinacja Księżyca, δ = −23°03′ (01:33)
- 6 listopada:
  - daleka koniunkcja Księżyca 8,8°N z Wenus (09:18)
  - Merkury w maksymalnej elongacji wschodniej (23,32°) (16:31)
- 7 listopada:
  - apogeum Księżyca, 405 064,6 km od Ziemi (09:36)
  - nów Księżyca (17:02)
- 8 listopada – koniunkcja Księżyca z Jowiszem (3°39′N) (20:05)
- 9 listopada – koniunkcja Księżyca z Merkurym (6,6°N) (14:36)
- 11 listopada – koniunkcja Księżyca z Saturnem (1°27′) (16:24)
- 12 listopada – maksimum roju Taurydy Północne (00:00)
- 13 listopada – Księżyc w węźle zstępującym, λ = 298°55′ (15:04)
- 15 listopada:
  - pierwsza kwadra Księżyca (15:54)
  - opozycja planetoidy (3) Juno, 1,04 au od Ziemi (23:16)
- 16 listopada:
  - bliska koniunkcja Księżyca z Marsem (0°57′) (06:01)
  - Wenus powraca do ruchu prostego w długości ekliptycznej (11:20)
- 17 listopada:
  - Merkury rozpoczyna ruch wsteczny w długości ekliptycznej (02:05)
  - koniunkcja Księżyca 2,6°S z Neptunem (09:07)
  - maksimum aktywności roju meteorów Leonidów (~23:30)
- 20 listopada – koniunkcja Księżyca 4,5′ z Uranem (23:45)
- 21 listopada – zakrycie 4,3m μ Ceti przez Księżyc (odkrycie 23:25)
- 22 listopada – opozycja planetoidy (12) Victoria, 1,45 au do Ziemi (00:24)
- 23 listopada:
  - pełnia Księżyca (06:39)
  - perigeum Księżyca, 366 722,3 km od Ziemi (8:41)
  - koniunkcja Księżyca z Aldebaranem (1°40′) (22:14)
- 26 listopada:
  - koniunkcja górna Jowisza ze Słońcem (0°47′N); odległość od Ziemi 6,347 au) (07:32)
- 27 listopada:
  - koniunkcja dolna Merkurego (0,63°) (09:00)
  - koniunkcja Merkurego z Jowiszem (0°26′) (23:26)
- 30 listopada – ostatnia kwadra Księżyca (01:19)

### Grudzień
- 3 grudnia – koniunkcja Księżyca z Wenus (3°23′) (22:04)
- 5 grudnia:
  - apogeum Księżyca, 404 452,5 km od Ziemi (05:08)
  - koniunkcja Księżyca z Merkurym (1°48′N) (22:53)
  - Merkury powraca do ruchu prostego w długości ekliptycznej (11:50)
- 6 grudnia – koniunkcja Księżyca 3,4°N z Jowiszem (15:39)
- 7 grudnia:
  - nów Księżyca (08:20)
  - bardzo bliska koniunkcja Marsa 2,2° N z Neptunem (15:10)
- 9 grudnia – koniunkcja Księżyca z Saturnem (1°08′N) (06:08)
- 10 grudnia – Księżyc w węźle zstępującym λ = 296°56′(18:58)
- 12 grudnia – peryhelium komety 46P/Wirtanen, 1,055 au od Słońca (23:54)
- 13 grudnia – maksymalna deklinacja Księżyca, δ = +23°14′ (21:58)
- 14 grudnia:
  - maksimum roju meteorów Geminidy (~13:30)
  - koniunkcja Księżyca 2,8°S z Neptunem (17:34)
- 15 grudnia:
  - koniunkcja Księżyca z Marsem (3°22′S) (03:18)
  - Merkury w maksymalnej elongacji zachodniej (21,27°W) od Słońca (12:29)
  - pierwsza kwadra Księżyca (12:49)
- 16 grudnia – przelot komety 46P/Wirtanen (0,078 au od Ziemi (~13:00))
- 18 grudnia:
  - koniunkcja Księżyca 4,7°S z Uranem (08:21)
  - perygeum Księżyca 370 270,8 km od Ziemi (21:25)
- 19 grudnia – zakrycie 4,3m ξ2 Ceti przez Księżyc (01:57) (odkrycie 02;15)
- 21 grudnia:
  - bliska koniunkcja Merkurego z Jowiszem (0°50′N) (18:36)
  - Słońce wstępuje w znak Koziorożca, λ = 240° (23:23) – początek astronomicznej zimy
- 22 grudnia:
  - pełnia Księżyca (18:49)
  - maksimum roju Ursydy (21:00)
- 24 grudnia – Księżyc w węźle wstępującym, λ = 116°35′ (12:53)
- 26 grudnia – maksymalna deklinacja Księżyca, δ = −23°14′ (21:08)
- 28 grudnia – opozycja planetoidy (6) Hebe, 1,27 au od Ziemi (20;47)
- 29 grudnia – ostatnia kwadra Księżyca (16:34)

## Urodzili się
- 9 marca – Adrianna Bernadotte, szwedzka księżniczka
- 23 kwietnia – książę Ludwik z Cambridge, trzeci potomek a drugi syn księcia Williama i księżnej Kate[89]

## Nagrody Nobla
- z medycyny i fizjologii – James P. Allison, Tasuku Honjo
- z fizyki – Gérard Mourou, Donna Strickland
- z chemii – Frances Arnold, George P. Smith, Gregory P. Winter
- z literatury – Olga Tokarczuk[a]
- pokojowa – Denis Mukwege, Nadia Murad
- z ekonomii – William Nordhaus, Paul Romer

## Święta ruchome
- Tłusty czwartek: 8 lutego
- Ostatki: 13 lutego
- Popielec: 14 lutego
- Niedziela Palmowa: 25 marca
- Wielki Czwartek: 29 marca
- Wielki Piątek: 30 marca
- Wielka Sobota: 31 marca
- Pamiątka śmierci Jezusa Chrystusa: 31 marca
- Wielkanoc: 1 kwietnia
- Poniedziałek Wielkanocny: 2 kwietnia
- Wniebowstąpienie Pańskie: 10 maja
- Zesłanie Ducha Świętego: 20 maja
- Boże Ciało: 31 maja